# Dobbertiner Klosterkirche

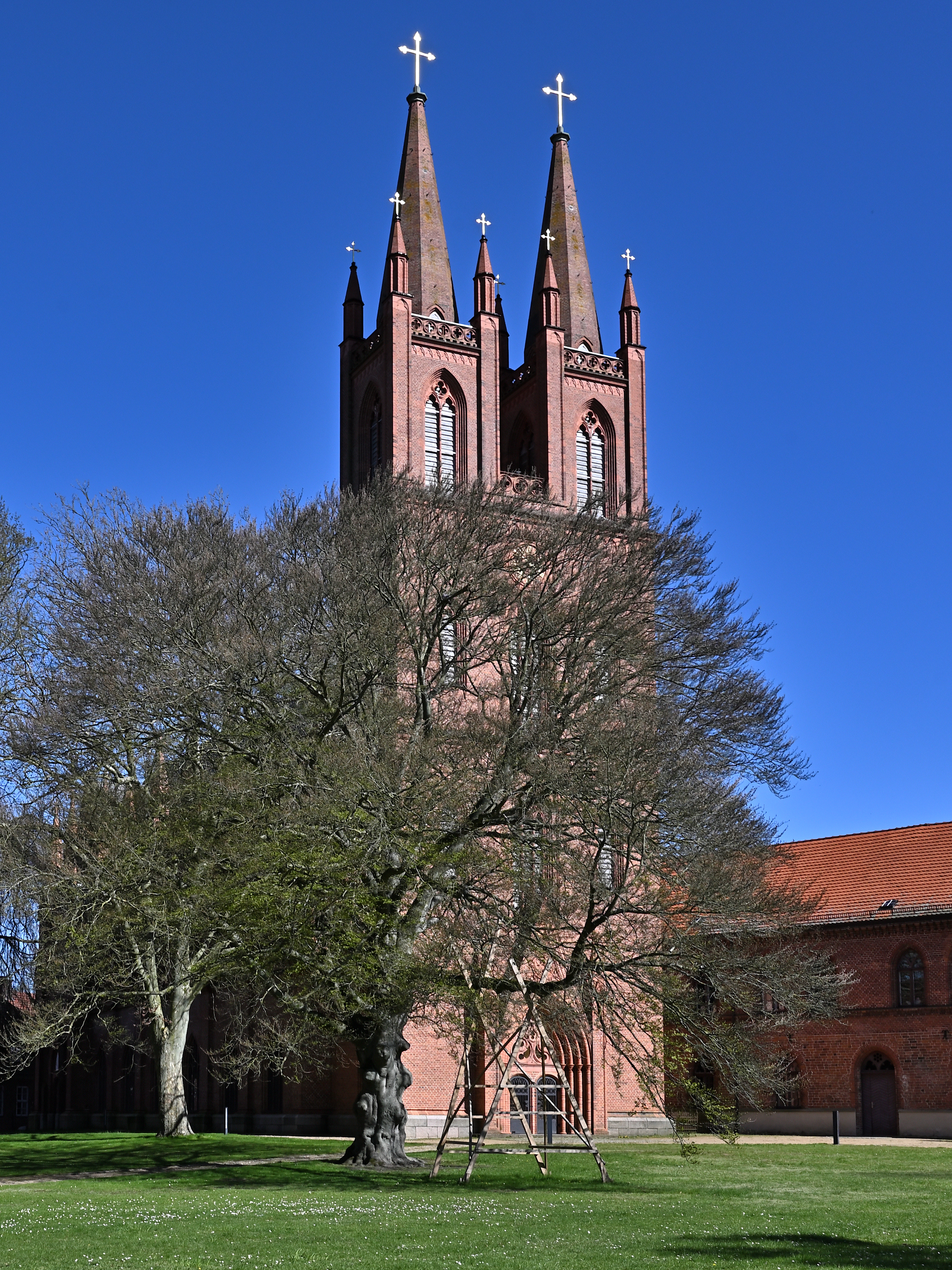
Dobbertiner Klosterkirche (2009)

Die Dobbertiner Klosterkirche ist der markante Mittelpunkt des Klosters Dobbertin. Die neugotisch umgestaltete Kirche ist in Mecklenburg die einzige mit zwei Türmen.

## Geschichte
Der Bau der ersten Kirche, vermutlich noch ohne Turm, erfolgte auf der höchsten Stelle der Halbinsel, die in der Gründungsphase des Klosters Dobbertin noch ein stärkeres Bodenrelief besaß, das abgetragen und planiert wurde, um ebenen Baugrund zu schaffen. Der Chor der Kirche lag kaum weiter als 15 m von der ursprünglichen östlichen Uferlinie der Halbinsel entfernt. Die ältesten erhaltenen Baustrukturen an der Südfassade der Kirche, gotische Dienste mit feingliedrigem Weinlaubdekor aus Backstein, stammen aus dem letzten Drittel des 13. Jahrhunderts. Auch die dazugehörigen Arkadenbögen sind größtenteils noch vollständig erhalten.
Bei den baubegleitenden archäologischen Untersuchungen ab 1993 wurden keine Spuren eines hölzernen Vorgängerbaus gefunden. Doch beim ersten um 1280 begonnenen Kirchenbau hatte es sich schon um einen Steinbau gehandelt, wie im oberen Mauerwerk der Fund eines ursprünglichen Rüstholzes von 1286 belegt. 2001 konnten bei den Sicherungs- und Sanierungsarbeiten an den Fundamenten der Südseite keine ältere Baustrukturen festgestellt werden, doch die Fläche vor der Südseite bis zum östlichen Kreuzgang wurde als Friedhof genutzt. Es wurden dort fünf Körpergräber gefunden, die nach anthropologischer Skelettmaterialbestimmung zu den ältesten nachgewiesenen Körperbestattungen auf dem Klostergelände gehören. Sie sind zeitlich noch in das 13. Jahrhundert einzuordnen. Die Bestattung erfolgte in Holzsärgen, die noch keine Sargnägel besaßen, in gestreckter Lage. Ein Teil dieser Gräber wurde durch Fundamente in der Nordwestecke des Kreuzganges überlagert.
Die Klosterkirche von Dobbertin wurde bislang von den Forschungen zur mittelalterlichen Architekturgeschichte weitgehend ignoriert, viel zu stark dominiert heute die neugotische Umgestaltung durch Georg Adolph Demmler, in Anlehnung an die Friedrichswerdersche Kirche von Karl Friedrich Schinkel in Berlin. Dabei haben sich im Kern dieser nahezu vollständigen Ummantelung noch große Teile der mittelalterlichen Saalkirche erhalten, die bislang als Bauwerk des mittleren 14. Jahrhunderts galt. Erst mit den sanierungsbegleitenden Ausgrabungen ab 1994 wurde es klar, dass es sich um eine ältere Kirche handeln muss.

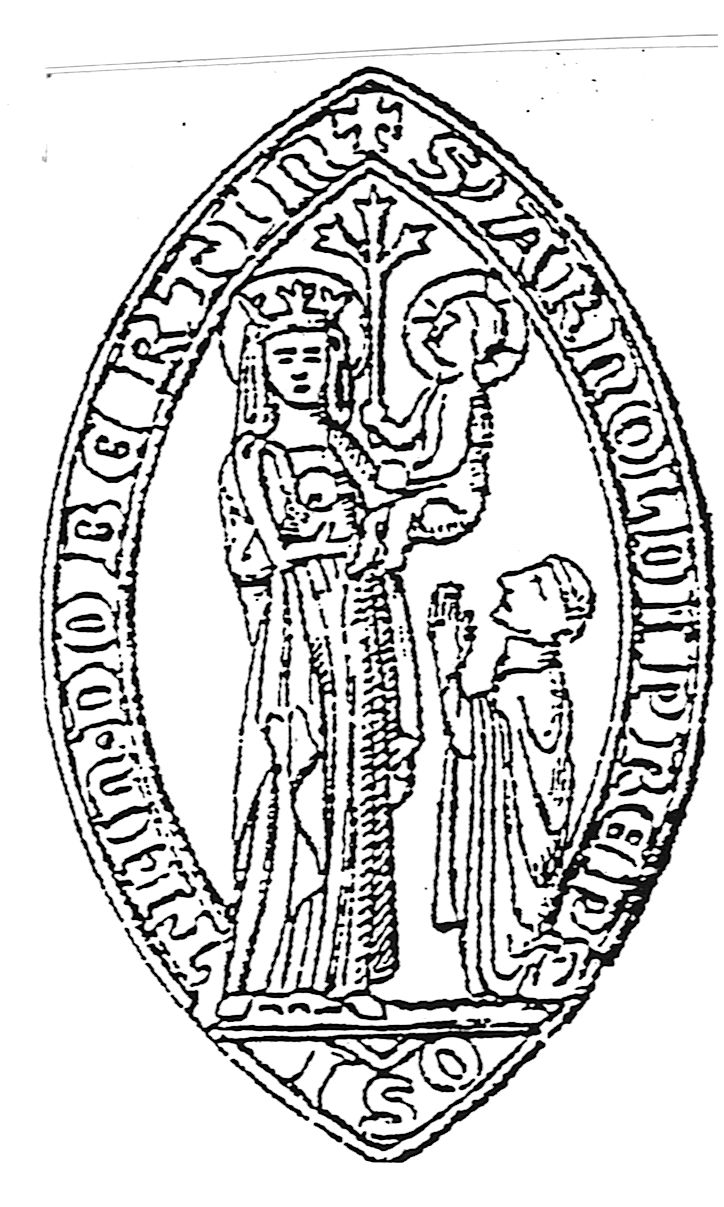
Siegel vom Klosterpropst Arnold 1302

Als Mönchskloster war Dobbertin das einzige Benediktinerkloster im Bistum Schwerin und in ganz Mecklenburg. Nach der Klostergründung wurde als erster Propst 1227 der Ordensangehörige Theodoricus/Dietrich Thedelinus prepositus fratum de Dobrotin genannt. Er ging danach als Propst zum Kloster Rühn. Urkundlich belegt als Prepositus der andächtigen Jungfrauen sind 1228 Ulrich/Olricus, 1277 Henricus, und 1302 Arnold mit eigenem Siegel.
Mit der Umwandlung in ein Nonnenkloster gleichen Ordens erhielt Dobbertin 1234 das Recht der freien Wahl von Propst und Priorin. Diese Reihenfolge ist zugleich auch eine Rangfolge und unterstreicht die Bedeutung des Propstes als Mann in einem Frauenkloster. Er nahm auch bei weltlichen Belangen des Klosters eine zentrale Position ein und führte ein eigenes Siegel. Nach 1300 wurde erstmals eine Priorissa Gertrudis erwähnt. Was wäre das Benediktinerkloster ohne seine Pröpste, Pastoren und Prediger. Sogar im Vatikanischen Geheimarchiv beim Papst in Rom wurden Klosterurkunden von 1481 gefunden.
Zum Kirchenbau und den Veränderungen an und in der Kirche aus diesen Zeiten ist nichts zu erfahren. Während der Reformation war besonders aus dem Kloster in Dobbertin von heftigem Widerstand zu hören. denn dort stand bei den Nonnen der Papismus nach wie vor in voller Blüte. Fast zwanzig Jahre weigerten sich die 26 Nonnen adliger Herkunft mit ihren 10 Konversen, den evangelischen Glauben anzunehmen. Über den Propst Eberlein wurde nach der Visitation 1557 vermerkt: er sei ein ungeschickter Mensch, der keinen Grund der christlichen Lehre anzuzeigen wusste und im Examen allzeit übel bestand, fast alt und unfleißig, den die Jungfrauen gar nicht haben wollten. Nach 1570 war Joachim Krüger evangelischer Pastor in Dobbertin. Das neue Prediger-Haus mit Scheune, Viehstall und Backhaus wurde ab 1755 durch die Handwerker vom Klosterbauhof errichtet.
Die erste evangelische Klosterordnung für das nach der Reformation nun Landeskloster gewordene ehemalige Nonnenkloster ist von 1572. In den drei Jungfrauenklöster Dobbertin, Ribnitz und Malchow wurde für die dortigen evangelischen Damenstifte am 10. Dezember 1610 eine revidierte Ordnung mit 26 Paragraphen eingeführt. Für die Einhaltung dieser Ordnung gegenüber dem Konvent war die auf Lebenszeit gewählte Vorsteherin, in Dobbertin Frau Domina, verantwortlich. 1608 übernahm der erst 29-jährige Enoch Zander von seinem Schwiegervater Peter Röbelmann die Pfarrstelle in Dobbertin. Von seinen acht Kindern starben während der Kriegsjahre vier an der Pest. Sein Sohn Petrus wurde 1635 mit 16 Jahren als Student der Theologie an der Universität zu Rostock immatrikuliert. Als im Frühjahr 1638 auch seine Eltern an der Pest starben, wurde Petrus Zander durch Befürwortung des Klosterhauptmanns Paschen von der Lühe mit erst 19 Jahren zum Pfarrer in Dobbertin berufen. 1640 war er als Abgesandter und Prediger für das adlige Kloster in Stockholm, wo er durch die schwedische Königin Christina geadelt werden sollte, wenn er als Pastor an der dortigen deutschen Kirchgemeinde bleiben würde. Er kam mit einem am 16. August 1640 für das Kloster Dobbertin ausgehandelten Schutz- und Schirmbrief und 100 Reichsthalern wieder nach Dobbertin zurück. Bis 1672 waren 64 Jahre lang nur Pastoren aus der Zanderfamilie in Dobbertin tätig. In Mecklenburg waren aus acht Generationen Zander-Pastoren in Dobbertin, Woosten, Brüz und Güstrow im Amt.
Das nach Gottes Gewitter, Donner und Sturm schadhaft gewordene Steindach wurde 1707/08 durch die Klostermaurer umgedeckt. Neben Lohn erhielt der Maurer Siegmund Walter mit seinen Gesellen eine Tonne Bier wöchentlich aus der Klosterbrauerei.
Nach einer 1738 durchgeführten unordentlicher Priesterwahl ließ der Provisor und spätere Klosterhauptmann Jobst Hinrich von Bülow von 1746 bis 1749 die Nonnenempore restaurieren und neu einrichten. Die Kirchweihe nahm am 29. Juli 1748 Pastor Christian Hintzmann vor. Präpositus Friedrich Plessmann sammelte während seiner Amtszeit 1856–1895 Auszüge aus alten Urkunden und Klosterakten, darunter befanden sich auch Grundrisse der Kirche ab 1227. Um 1774 muss es schon einen großen Turm gegeben haben, denn am 27. April 1774 schloss der Klosterhauptmann August Friedrich von Stralendorff auf Gamehl mit dem Uhrmacher Samuel Hoffer einen Vertrag zur Aufsicht und Unterhaltung der großen Turmuhr hierselbst auf vier Jahre ab. Am 24. Mai 1777 wurde der Vertrag mit dem Uhrmacher Nicolaus Christian Voss aus Güstrow abgeschlossen.
Nach Auflösung des Landesklosters 1918 war das Klosteramt nicht mehr für die Dobbertiner Pfarre und die Baulast an der Klosterkirche sowie dem Klosterfriedhof zuständig. Die Dobbertiner Klosterkirche ist ab 1919 neben der Schweriner Schlosskirche bis heute noch Eigentum des Landes Mecklenburg-Vorpommern. Nach Abschaffung der altklösterlichen Verhältnisse erfolgte das Einläuten der Glocken bei Sonn- und Feiertagen nicht mehr durch die Bauhofarbeiter des Klosteramtes und der Pastor wurde zu Gottesdiensten nicht mehr zur Kirche gefahren. 1920 wurde durch das Dorf zwischen der alten Mühle und Bernstorffshöhe ein zweiter Friedhof als Waldfriedhof errichtet. Am 6. Januar 1921 wurden in den Kirchengemeinderat gewählt: Kantor Schmidt, der ab 1920 Lehrer war und Kirchenjurat Dorfschulze Wilhelm Duncker, Klosterdiener Johann Clasen, Konventualin Elisabeth von Pritzbuer, Amtsarzt Dr. med. Ernst Ebeling, Schlossermeister Karl Bech und Tischlermeister Heinrich Roloff. 1924 erfolgte die Erneuerung der Heizungsanlage in der Kirche und der Ofen wurde mit Schamottsteinen neu ausgelegt.
Seit 1931 betreute Adolf Friedrich Lorenz als Regierungs-Baumeister und Denkmalpfleger auch die Klosterkirche. Skizzen zur Kirche befinden sich am 12. März 1931 in seinem Tagebuch. 1934 veranlasste er die Aufstellung der beiden ältesten Grabplatten des Klosters in die Turmvorhalle. Die über zwei Meter hohen Platten wurden für den Mühlenbauer Hinrik Glove 1371 und für den Stiftskanoniker Nicolaus Mezstorp 1471, der seit 1382 Propst im Nonnenkloster war, gefertigt. Während der Sanierungsarbeiten kamen 2004 beide Grabplatten in den südlichen Kreuzgang und stehen am Eingang des Refektoriums.
Am 17. März 1933 brach im Dach der Klosterkirche vermutlich durch Funkenflug ein Feuer aus. Durch das schnelle Eingreifen der Feuerwehr mit der Motorspritze konnte das Feuer gelöscht werden. Als 1933 Pastor Ulrich Schliemann nach Brasilien ging, wurde am 23. Juli 1933 ein neuer Kirchengemeinderat gewählt. Neben Amtsarzt Dr. med. Ernst Ebeling, Kirchenjurat Wilhelm Duncker und dem in die NSDAP eingetretenen staatlichen Bauhofverwalter Adolf Rode waren nun auch der Statthalter Fritz Ortmann (NSDAP) und die Konventualin Agnes von Bülow (NSDAP) als Frauenschaftsführerin der NSDAP des Kreises Parchim im Kirchengemeinderat.
Am 2. Mai 1945 hatten die Kampftruppen der Roten Armee auch die gesamte Klosteranlage in Dobbertin eingenommen und nutzten diese als Kasernen. Erst nach Abzug der letzten sowjetischen Truppen Anfang 1947 konnten die dort hinterlassenen Schäden an und in der Klosterkirche begutachtet werden. Die Buntglasfenster waren zerschlagen, die Orgelpfeifen herausgebrochen, das Kirchengestühl beschädigt und die Paramentenschränke geplündert. In der Nacht vom 30. zum 31. Oktober 1946 brannten Teile des östlichen Klausurgebäudes und im Innern des südlichen Kirchturmes die Holztreppenkonstruktion nach Brandstiftung durch sowjetische Soldaten vollständig ab. Der Zugang zur Kirche und Begutachtung der Brandschäden wurde dem Reg. Baurat Heinrich Wehmeyer vom Hochbauamt des Kreises Parchim am 2. November 1946 untersagt. Der Oberkirchenrat in Schwerin bat am 8. Januar 1947 den Kommandanten in Dobbertin, wenigstens dem Küster das Betreten der Kirche zu erlauben, was aus militärischen Gründen nicht erlaubt wurde. Der Ministerpräsident Wilhelm Höcker von Mecklenburg-Vorpommern lehnte am 25. April 1947 eine Überweisung der Gebäude des ehemaligen Klosters Dobbertin mit seiner Klosterkirche an den Landesbischof Niklot Beste zur Nutzung durch die Evangelisch-Lutherische Landeskirche ab.
1952 erfolgten erste Orgelreparaturen durch Alexander Schuke aus Potsdam. Am 23. August 1954 schrieb die Konventualin Emmy von Bassewitz als Kirchenführerin an den Stellvertreter des Vorsitzenden des Ministerrates der Regierung der DDR Herrn Dr. Otto Nuschke in Berlin, er möge doch zur Beseitigung der Nachkriegsschäden an und in der Dobbertiner Klosterkirche Beihilfen von 5.000,00 Mark bewilligen. Am 27. Juli 1955 wiederholte der Dobbertiner Pastor Kurt-Vollrath Peters diesen Antrag, der wieder abgelehnt wurde. Dafür wurde der Pastor am 31. August 1955 vom Oberkirchenrat aus Schwerin gerügt, weil der OKR übergangen wurde und der Pastor seine Befugnisse überschritten hatte. 1958 wurden die Unfallquellen an der Kirche sogar durch die Bezirksbehörde der Deutschen Volkspolizei Schwerin und der Feuerwehr besichtigt. Am 16. Mai 1960 stürzten Teile von den Kreuzblumen der Fialtürmen auf die Straße. 1963 erteilte das Institut für Denkmalpflege in Berlin die Freigabe von Zinkblech (vorher war es Kupferblech) für die desolaten Fensterabdeckungen. 1977 wurde die gesamte Klosteranlage mit Kirche, Park und Friedhof unter Denkmalschutz gestellt. 1979 erfolgte nach jahrelanger Durchfeuchtung des Daches und zunehmender Bauschäden an den Gewölben die baupolizeiliche Sperrung der Klosterkirche.
Genau zehn Jahre später hatte am 21. Juni 1989 der Dobbertiner Bürgermeister Hallbauer eine Eingabe an den Generalsekretär des ZK der SED und Vorsitzender des Staatsrates der DDR Erich Honecker wegen Einsturz der Klosterkirche, die sich auch heute noch in Staatseigentum befindet, gemacht. Die Bauleitung vom Schweriner Schloss hatte im Herbst 1989 erste Sicherungsmaßnahmen durchzuführen, da sich die südliche Längswand nach außen neigte und die Gewölbe starke Risse zeigten. Die schon 1857 entfernten sieben Zuganker wurden aus für Berliner Sonderbauvorhaben vorgesehenem Baustahl gefertigt, eingebaut und gespannt. Im Rahmen der Vermögenszuordnung 1993 blieb die Klosterkirche weiter Eigentum des Landes Mecklenburg-Vorpommern. Weitere statisch-konstruktive Sanierungsmaßnahmen erfolgten 1995, wie der mit Spezialbohrtechnik im oberen Traufbereich vom Chor umlaufend eingebaute Ringanker von 100 Metern Länge. Auch die starken Risse auf der Ober- und Unterseite der Gewölbe konnten mit Trasskalk verpresst und nach Injektionsbohrungen vernadelt werden.
Nach der politischen Wende begannen schon 1990 die ersten Instandsetzungsarbeiten am Dachstuhl mit der Balkenkopfsanierung und der Neueindeckung des Daches mit Schiefer. Von 1994 bis 1997 wurden die Nordfassade und der Chor saniert sowie die einsturzgefährdeten Gewölbe des Kirchenschiffes konstruktiv gesichert. Von 2002 bis 2005 erfolgte die Sicherung der Südfassade mit der Sakristei und die Restaurierung der Buntglasfenster im Chor. Die Doppelturmanlage wurde dann von 2004 bis 2006 saniert.
Die Nonnenempore mit den sanierten Wappen an der Süd- und Westwand und dem Kanzelaltar wurden 2022 übergeben. Anlässlich der Fertigstellung der Klosterkirche nach 30 Jahren erfolgte mit dem erstmaligen Läuten der neuen Glocken am 18. Juli 2023 ein Festgottesdienst. 

### Pröpste bis zur Reformation
| Bis zur Reformation konnten 61 Pröpste nachgewiesen werden. - 1227–1231 Thedelin/Theodoricus/Dietrich, danach Kloster Rühn. - 1234–1243 Olricus/Oldaricus/Ulrich. - 1243–1249 Mathias von Weltzien, Propst tho Dobertin. - 1256–1275 Volrad/Volradius/Volrath, prepositus. - 1277–1288 Henricus/Heinrich de Barse/Berscen, vorher Kaplan im Kloster. - 1293–1298 Detlev Wackerbart. - 1300–1302 Johann/Johannes, preposittus in Dobertyn, mit Siegel. - 1302–1305 Arnold/Arnoldus, mit Siegel. - 1309–1313 Tietmar/Dithmarus, erst Kaplan, mit Siegel. - erwähnt 1317 Conrad von Linstow. - 1322–1332 Erdwanus/Erdwin/Erduanus. - 1329–1334 Borchard/Burchard, prepositus de Dobertin, war 1322 noch Domherr zu Lübeck. - erwähnt 1334 Konrad/Conradus. - 1335–1336 Kirchenprovisor Gottfried. - 1336–1350 Thydericus/Dietrich Vryel, praepositus in Dobbertyn mit Siegel, vorher St. Marien zu Rostock, war später Kanoniker in Bützow. - 1350–1356 Eghardus/Eckhard mit Siegel. - 1360–1374 Prior Gerhard/Gerhardus/Conrad von Bengerstorp, bis 1342 Prior in Doberan, 1381–1387 Propst in Güstrow. - erwähnt 1362 Odbertus/Odberto. - erwähnt 1567 Bartoldus/Bartoldo capellanus. - 1368–1377 Bartholdus von Wanzenberg, Kaplan, war 1371 im Auftrag der avignonesischen Kurie tätig. - erwähnt 1378 Henricus Regners. - erwähnt 1381 Hermann Widdach, Vikar zu Dobertin. - 1382–1387 Bernhard Holle/Bernt Hollen, Beichtvater der Klosterfrauen. - 1382–1417 Nicolaus Mezstrop, vorher Stiftskanoniker in Güstrow, seine Grabplatte steht im südlichen Kreuzgang. - erwähnt 1387 Johann Trere. - erwähnt 1397 Kaplan Michel. - 1400–1409 Melchor Hagenow, Prepositus to Dobbertyn. - 1403–1405 Johannes Kybel. - erwähnt 1408 Eghardum. - erwähnt 1418 Nicolaus von Weltzien, vorher Propst zu Stendal. | - 1418–1419 Nicolaus Schabow, 1408 Kanonikus in Güstrow. - erwähnt 1422 Johann Rabiaten, Beichtvater der frawen zu Dobertin. - 1425–1435 Heinrich Voss/Hinrico Vos. - 1435–1443 Mathias von Weltzien, 1437–1440 Propst zu Güstrow. - 1437–1442 Waldemar von Moltke, Administrator. - 1446–1461 Peter Kassow/Petrus Cassow, Beichtvater der Jungfrauen, Vikar am St. Jacobi-Altar in der Klosterkirche. - 1447–1466 Magister Nicolaus Beringher/Beryngher, 1456 Abgesandter der mecklenburgischen Herzöge in Lübeck. - erwähnt 1460 Nicolaus Vittenborch, Landpropst in Dobbertin mi Seelsorge im Nonnenkloster. - erwähnt 1461 Vikar Hermen Widdach. - 1466–1475 Helmold Vlotowen / Helmold von Flotow. - 1476–1480 Johann Goldenbaghe, danach Domherr in Güstrow. - 1480–1485 Barthold Moller, 1529 Theologieprofessor und Rektor an der Universität Rostock. - 1486–1488 Johann Kyckel / Johannes von Kybel. - erwähnt 1487 Henricus Stolp. - 1489–1506 Johannes Thun, 1486–1488 Propst im Kloster Rehna, 1498–1499 Dekan der Kollegiatstiftkirche Güstrow, 1504–1506 als Johannes III. Bischof zu Schwerin. - erwähnt 1510 Johann Horn / Johannes van Horn, vorher Dekan im Stiftskapitel und Domherr zu Güstrow, vom Konvent zum Propst gewählt, aber nicht bestätigt. - erwähnt 1511 Magister Bruno Bruns, Kaplan. - 1529–1523 Hinrich Moller, gehörte zum Prälatenstand bei der Unterzeichnung der Urkunde über die Union der Landstände 1523 in Rostock. - 1523–1531 Michael Pawli, vorher Kaplan. - erwähnt 1531 Henning von Pentz, 1531–1550 Propst im Kloster Sonnenkamp. - erwähnt 1532 Magister Johannes Garlefstorp/Werlestorff. - erwähnt 1532 Vikar Nicolaus Dowstall. - 1532–1545 Nicolaus Eiermann, Beichtvater des Dobbertiner Konvents. - 1539–1543 Beichtvater Nicolaus Hermanni, danach Pfarre zu Goldberg. - 1550–1554 Andreas Eberlein. sei ein bose Predicante, den sie hier erdulden mussten. - 1554–1556 Joachim Klienow/Joachim von Klenow. - erwähnt 1557 Andreas Eberlein, schon 1525 erwähnt. ein ungeschickter Mensch, im Examen allzeit übel bestanden, fast alt und unfleißig. - 1562–1569 Kaplan Johann Sundecow. - erwähnt 1569 Michael Pauli. |

## Baubeschreibung

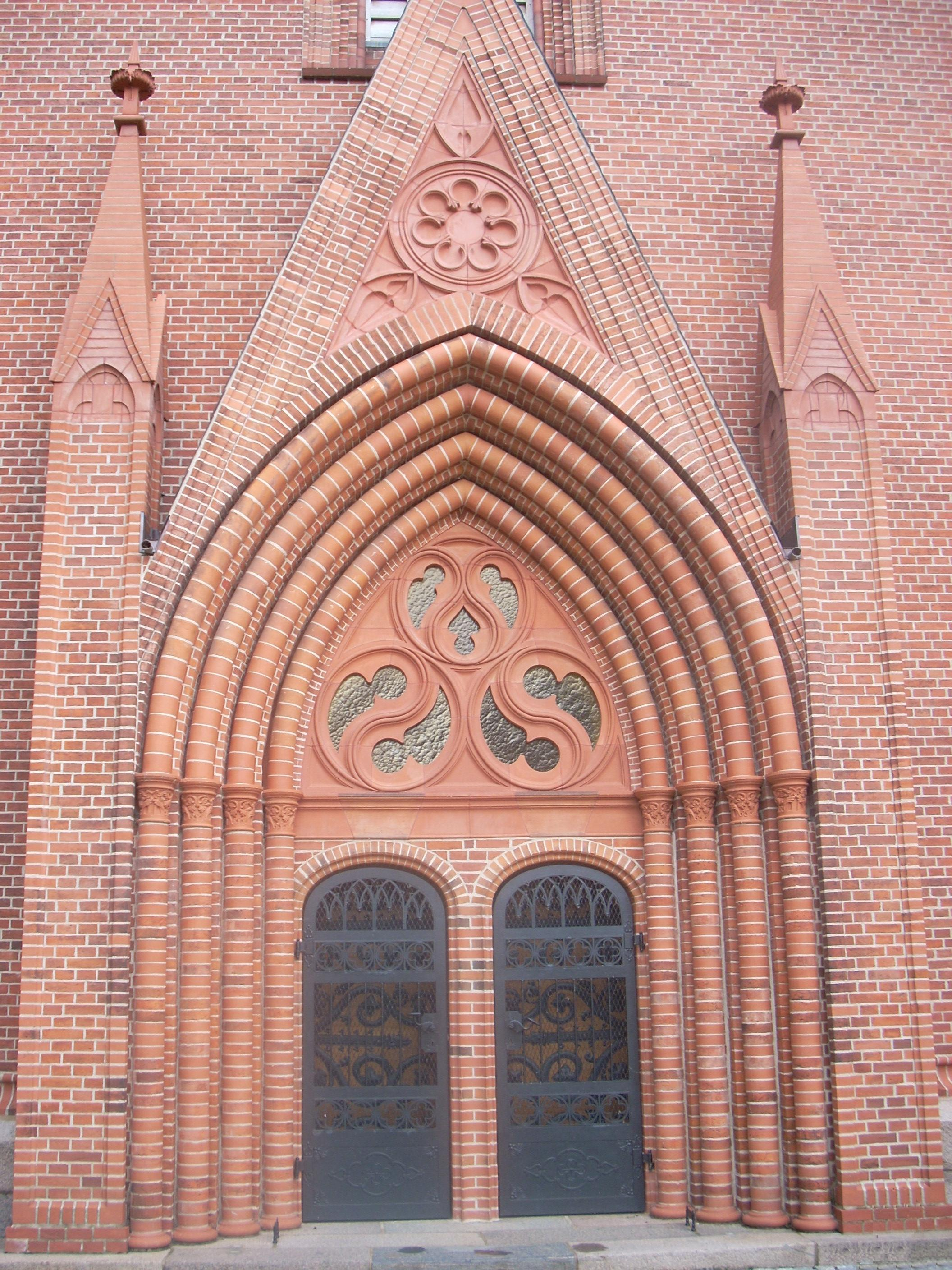
Hauptportal (2008)

Die Klosterkirche ist heute ein langgestreckter, einschiffiger Backsteinbau mit hohem, schlanken Innenraum von sieben Jochen mit 5/8-Chorschluss, im Kern noch 14. Jahrhundert. Im Innern kreuzrippengewölbt, wird sie im Westteil von einer massiven Empore, der Nonnenempore, bestimmt. Die Decke der zweischiffigen Unterempore mit steil ansteigenden Kreuzrippengewölben ruht auf achteckigen Granitsäulen mit schlichten Kapitellen.

### Äußeres

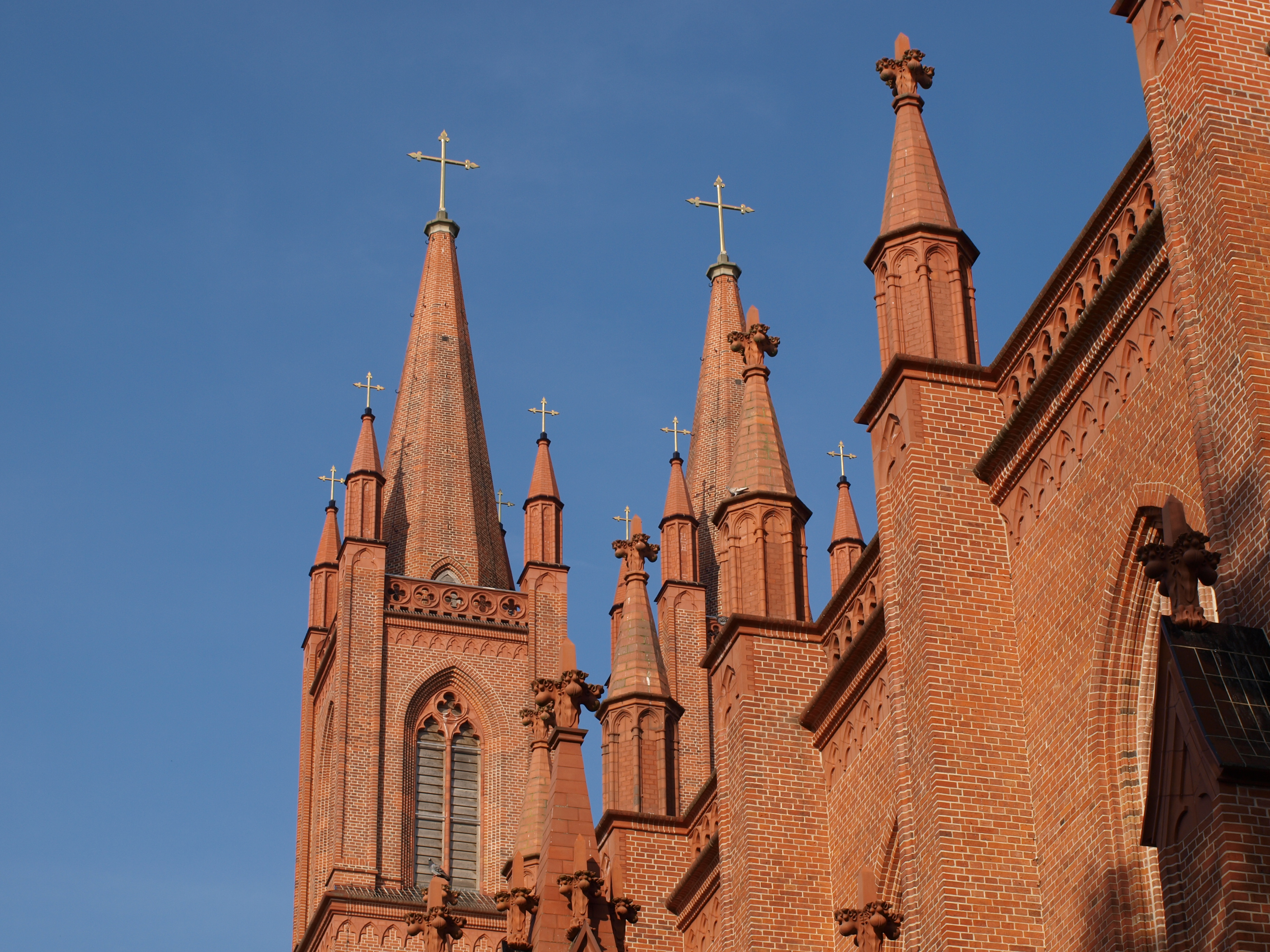
Fialtürme und Kreuze der Klosterkirche (2015)

Der ursprüngliche Kirchenbau – vermutlich ohne Turm – entstand Ende des 13. Jahrhunderts. Begonnen wurde er um 1275 als dreischiffige Kirche, wie die Arkadenbögen mit aufwendigem Backsteindekor von 1280 belegen. Bei den bauarchäologischen Untersuchungen an der Südseite konnte 1998 ein ost-west-orientiertes Feldsteinfundament aus bis zu 70 cm großen Feldsteinen dokumentiert werden, dass auf einen ursprünglich dreischiffig geplanten Kirchenbau schließen lässt. Nach der Umwandlung in ein Nonnenkloster erfolgte ein Planwechsel beim Kirchenbau. Die vorgesehene dreischiffige Klosterkirche wurde nach 1280 als langgestreckter gewölbter Saalbau ohne Seiten- und Kreuzschiffe, aber mit einer vier Joche einnehmenden Nonnenempore und schmalen Kapellenanbauten weitergebaut und mit dem Chor im frühen 14. Jahrhundert vollendet. Das Äußere der alten Kirche mit dem grauen Abputz hat nichts Merkwürdiges, sondern die Gestalt des gewöhnlichen, sehr einfachen Spitzbogenstils. Nach der Vollendung der vier Klausurgebäude mit den Kreuzgängen sind bis zur Reformation mit der Auflösung des Nonnenklosters 1572 keine weiteren Veränderungen an und in der Klosterkirche überliefert. 1649 war der Turm der Kirche nach schwerem Sturm stark beschädigt und große Teile des Daches fehlten. Im Inventarium 1716 wurde vermerkt, dass von dem Material auf dem Bauhof Mauersteine und einige hundert Eichen-Breite-Dach-Spöhne für die Kirchen-Capelle und Sakristei benötigt werden, welche sich im baufälligen Stande befunden hatten.
Die mittelalterlichen Kirchengebäude des Klosters wurden ab 1828 unter Leitung des späteren Schweriner Baumeisters Georg Adolf Demmler erweitert und umgebaut. Er nutzte dabei einen Entwurf des Berliner Architekten Karl Friedrich Schinkel, wie die Inschrift auf der Gedenktafel mit Namen und Daten auf der südlichen Turmspitze belegt. Auch Provisor Hans Dietrich von Blücher war zu Gesprächen bei Schinkel in Berlin. Das äußere mittelalterliche Mauerwerk des Kirchenschiffes wurde mit einer neugotischen Backsteinarchitektur ummantelt und 1851 vollendet. Als Vorbild dienten hier Schinkels Entwürfe für die ebenfalls als Saalkirche angelegte Friedrichswerdersche Kirche in Berlin. Im Gegensatz zu ihr schließen die Türme in Dobbertin mit gemauerten spitzen Helmen in 53 m Höhe ab. Die Längswände der Dobbertiner Kirche wurden dabei durch schlanke Strebepfeiler, hohe Spitzbogenfenster und Brüstungsgalerien gegliedert. Den Abschluss auf den Wimpergen und Fialtürmchen bilden Kreuzblumen aus Terrakotta. Der Anbau für die Orgelempore an der Nordfassade hat ein großes Kreisfenster mit Pentagramm als Maßwerk. Der Fünfstern am sogenannten Demmlergiebel soll Demmlers Zugehörigkeit zur Freimaurerloge Harpokrates zur Morgenröthe in Schwerin dokumentieren.
Das repräsentative Westportal der Doppelturmanlage wurde 1837 vollendet und beide Türme mit ihren achtseitigen massiv gemauerten Kegelhelmen noch mit vergoldeten Kreuzen versehen. Die Türme verbindet eine Plattform, auf der auch das Schlagwerk für die Kirchenuhr steht. Der große Spitzbogen über dem Portal beider Durchgänge wird seitlich von Strebepfeilern mit Spitzhelmen und Kreuzblumen flankiert. Die Durchgänge werden von Halbrundsäulen mit von Blattranken verzierten Kapitellen gerahmt. Über ihnen befinden sich drei Kreisfenster mit Fischblasenmaßwerk. Mit dem weiteren äußeren Kirchenumbau betrauten die Klostervorsteher den Dobbertiner Amtsmaurermeister Christian Johann Rezlaff mit den Handwerkern vom Klosterbauhof.

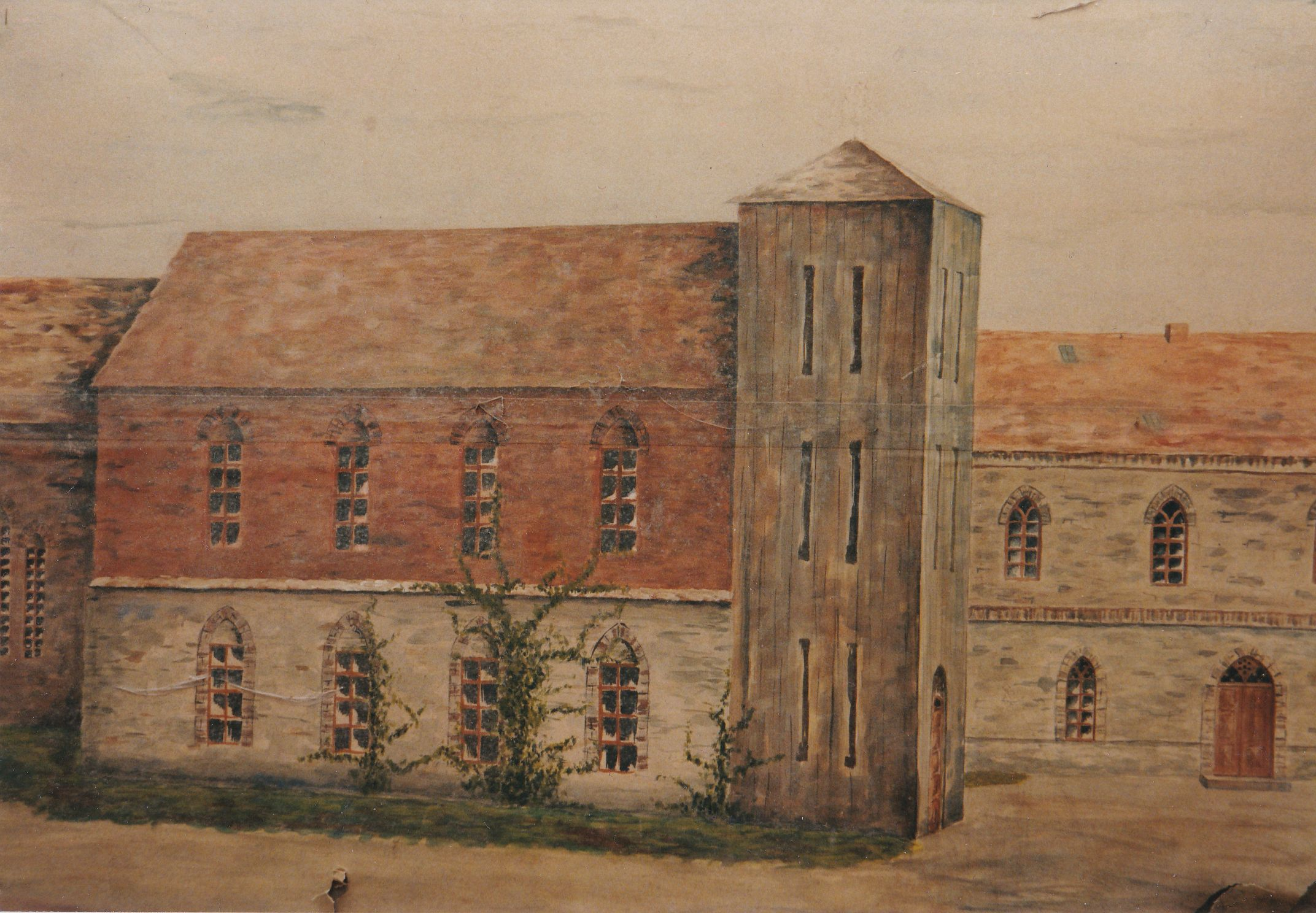
Die 1923 vom Dobbertiner Malermeister Gustav Awe gemalte alte Klosterkirche mit Holzturm

Von der alten Dachkonstruktion und dem hölzernen Glockenturm vor dem Umbau zur heutigen Kirche sind keine Unterlagen erhalten. Nach einer Besichtigung des Kirchendachstuhles am 3. Januar 1856 wurde durch die Klostervorsteher entschieden, der später eingesetzte Tannen-Holz-Stuhl kommt heraus, doch die alten Eichenbalken bleiben.
Der neue Dachstuhl als Kreuzstrebendach wurde im Sommer 1856 errichtet. Der seit 1854 für den inneren Umbau der Kirche zuständige Wismarer Architekt und Privatbaumeister Heinrich Thormann fragte am 9. März 1856 den Klosterhauptmann Otto Julius Freiherr von Maltzan, ob er eine Winde zum Richten des Kirchendaches besorgen solle. Damit könne auch schneller der alte Abbund heruntergenommen werden. Eine vergoldete Kugel mit Hahn als Wetterfahne wurde 1856 auf dem Dachfirst am Chor aufgesetzt. Statt der vormals roten und porösen Dachziegel, die recht störend auf das Gesamtbild der neuen Kirche wirkten, wurde grauer Schiefer als farblich stimmende Dachdeckung genommen. Der Schiefer kam per Schiff aus Wales, wie der Lieferschein Nr. 23 vom 26. April 1856 an Konsul Hermes und Thormann in Wismar belegt … 80 000 Schieferplatten gut geladen mit der Dorothey Mary von Port Madoc aus Wales ankommend in Wismar gelöscht. Im Rechnungsbuch des Klosteramtes von 1856 vermerkte der Küchenmeister Wilhelm Schultz als Finanzbeamter unter Ausgaben zu Neubauten für das neue Dach auf der Klosterkirche 1064 Courant bezahlt.
Bei Abnahme der durch sowjetische Soldaten 1945 zerschossenen Wetterfahne am 8. November 1990 fand man in der Kugel 20 mecklenburgisch-schwerinsche Silber- und Kupfermünzen aus den Jahren 1830–1855, eingerollt in Papier mit Siegelaufdruck vom Großherzog Friedrich Franz I. Die Restaurierung und Neuvergoldung der ungeöffneten Kugel mit der Wetterfahne erfolgte im Sommer 2015 durch den Metallrestaurator Thomas Fischer aus Mühlen Eichsen.
Das heutige Schieferdach wurde 1990 durch die Dachdecker der Plauer Bauhandwerker mit Rathscheck-Schiefer aus der Grube Katzenberg bei Mayen in der Eifel neu eingedeckt.
Die Fenster des Langhauses wurden beim Umbau 1856 nicht erneuert. 1876 fielen bei starken Winden die großen Rechteckscheiben in die Kirche, da auch die Holzrahmen schadhaft waren. Nach der Erneuerung sollten die restlichen Fensterscheiben in der Patronatskirche Mestlin Verwendung finden. 1877 waren die ersten fünf Bleifenster mit Rautenglas eingesetzt, für die restlichen fehlten die Formsteine an den Fensterlaibungen.

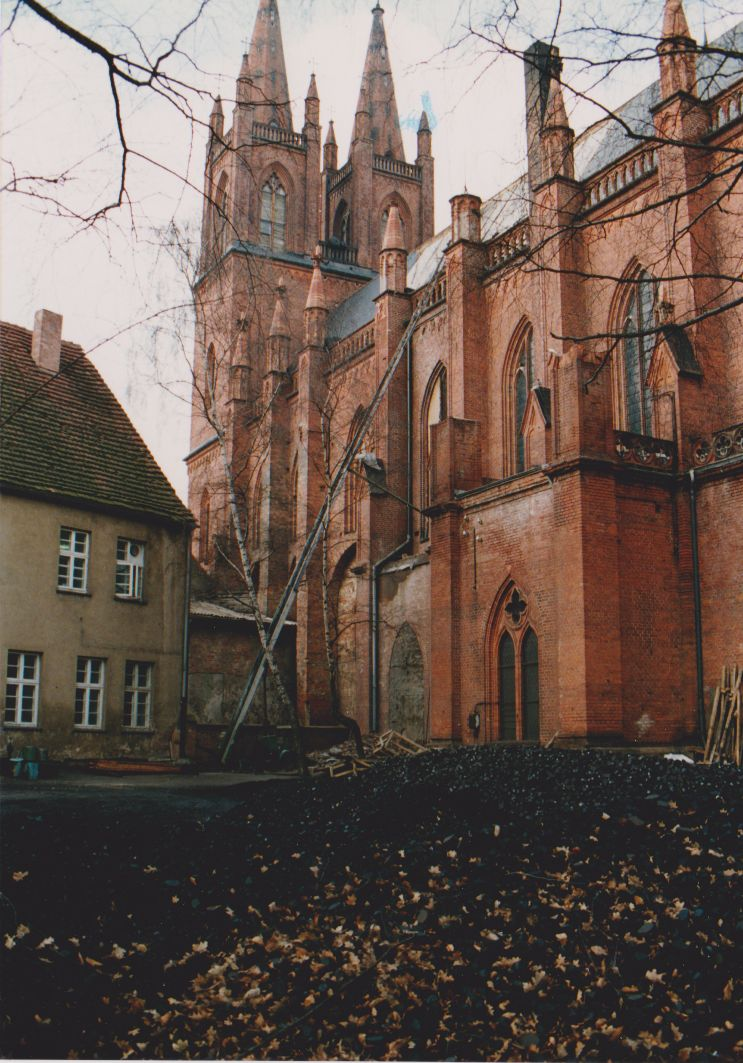
Südfassade mit Schornstein und Kohlelager (1989)

In den Jahren von 1922 bis 1928 traten diverse Schädigungen an Maßwerken, Brüstungen, Fialtürmen, Kreuzblumen und Bekrönungen der Fassaden und Türmen auf. 1929 bis 1930 erfolgten die Reparaturen in teils vereinfachter Form.
Seit Jahrzehnten wurden zahlreiche Schäden, besonders Witterungsschäden an den Fassaden, der Dachkonstruktion und den Gewölben festgestellt, die 1979 zur baupolizeilichen Sperrung der staatlichen Klosterkirche wegen Einsturzgefahr führten. Das Mauerwerk zeigte erhebliche Schäden und war besonders auf der Nordseite stark durchfeuchtet. Steinzerstörungen betrafen die Zierelemente wie Galerien, Kreuzblumen und Fialen. Auf der Südseite und am südlichen Chorbereich gab es durch den angebauten Schornstein und der Heizung unter der Sakristei mit dem Aschelagerplatz Schäden durch die verstärkten Schwefeldioxid-, Ruß- und Teeremissionen am Mauerwerk und den Buntglasfenstern. Der Zustand der Terrakotten erlaubte kaum eine Wiederverwendung, so dass auch Brüstungselemente und Fialen erneuert wurden. Wegen fehlender und desolater Blechabdeckungen wurde das durchfeuchtete Backsteinmauerwerk auf der Nordseite ausgewechselt. Die Sicherungs- und Sanierungsarbeiten an den Fassaden und der Doppelturmanlage wurden von 1990 bis 2016 durchgeführt. Von 1990 bis 1991 erfolgte die Neueindeckung des Daches mit Schiefer aus der Eifel.

### Inneres
Das Innere der alten Kirche war gleichmäßig gewölbt, ziemlich hoch und in der westlichen Hälfte befindet sich der obere Nonnenchor. Dieser wird von einer Doppelreihe niedriger Gewölbe getragen, welche in der Mitte auf Pfeilern ruhen. Heute sind es drei Gewölbe, vor dem Umbau waren es fünf Gewölbe. Die herausgehenden Fensternischen auf der Nordseite führten ehemals in Seitenschiffe.
Auf dem Landtag am 13. November 1839 wurden vom Klosterhauptmann Johann Carl Peter Baron von Le Fort die ersten Risse und Zeichnungen auch für den inneren Um- und Ausbau der mittelalterlichen Kirche vorgelegt und genehmigt. Doch mit den Arbeiten wurde erst 1854 begonnen. Da der Schweriner Schlossbaumeister Georg Adolph Demmler Sozialdemokrat war, hatte ihn 1851 der Großherzog Friedrich Franz II. aus dem Staatsdienst entlassen. Die Klostervorsteher schlossen 1853 mit dem Wismarer Architekten und Privatbaumeister Heinrich Gustav Thormann einen Vertrag zum inneren Umbau auf vier Jahre ab. Die Verantwortung oblag den Klostervorstehern mit Otto Julius Freiherr von Maltzan und den Provisoren Vizelandmarschall Johann Heinrich Carl von Behr und Landrat Hans Dietrich Wilhelm von Blücher. Für die gesamte baufachliche Betreuung und Ausstattung mit der Kanzel, dem Altar, der Orgel, den Buntglasfenstern, dem Fußboden und dem Gestühl zeichneten seit 1854 die Klosterbaukonferenz mit den Klostervorstehern, dem Architekten Heinrich Thormann, den Pastoren Christian Heinrich Mahn, ab 1856 Friedrich Pleßmann, dem Leiter der mecklenburgischen Kirchenbauten Baumeister Theodor Krüger und dem Geheimen Archivrat und Konservator für Denkmalpflege, Georg Christian Friedrich Lisch aus Schwerin verantwortlich. Die Klostervorsteher waren den jährlichen Landtagen rechenschaftspflichtig und die örtlichen Überprüfungen nahmen die Landtags-Committen vor.
Die Einweihung der neugestalteten Klosterkirche erfolgte am 18. Sonntag nach Trinitatis am 11. Oktober 1857 vormittags halb 10 Uhr mit fast tausend Menschen auf dem Klosterplatz vor der Kirche.
Senkungen in den gelegten Ziegelfußböden innerhalb der Kirche und der Unterempore deuten auf frühneuzeitliche Bestattungen, auch in Grüften hin, die bei der letzten Kirchensicherung und -sanierung nicht untersucht wurden.

#### Turmhalle

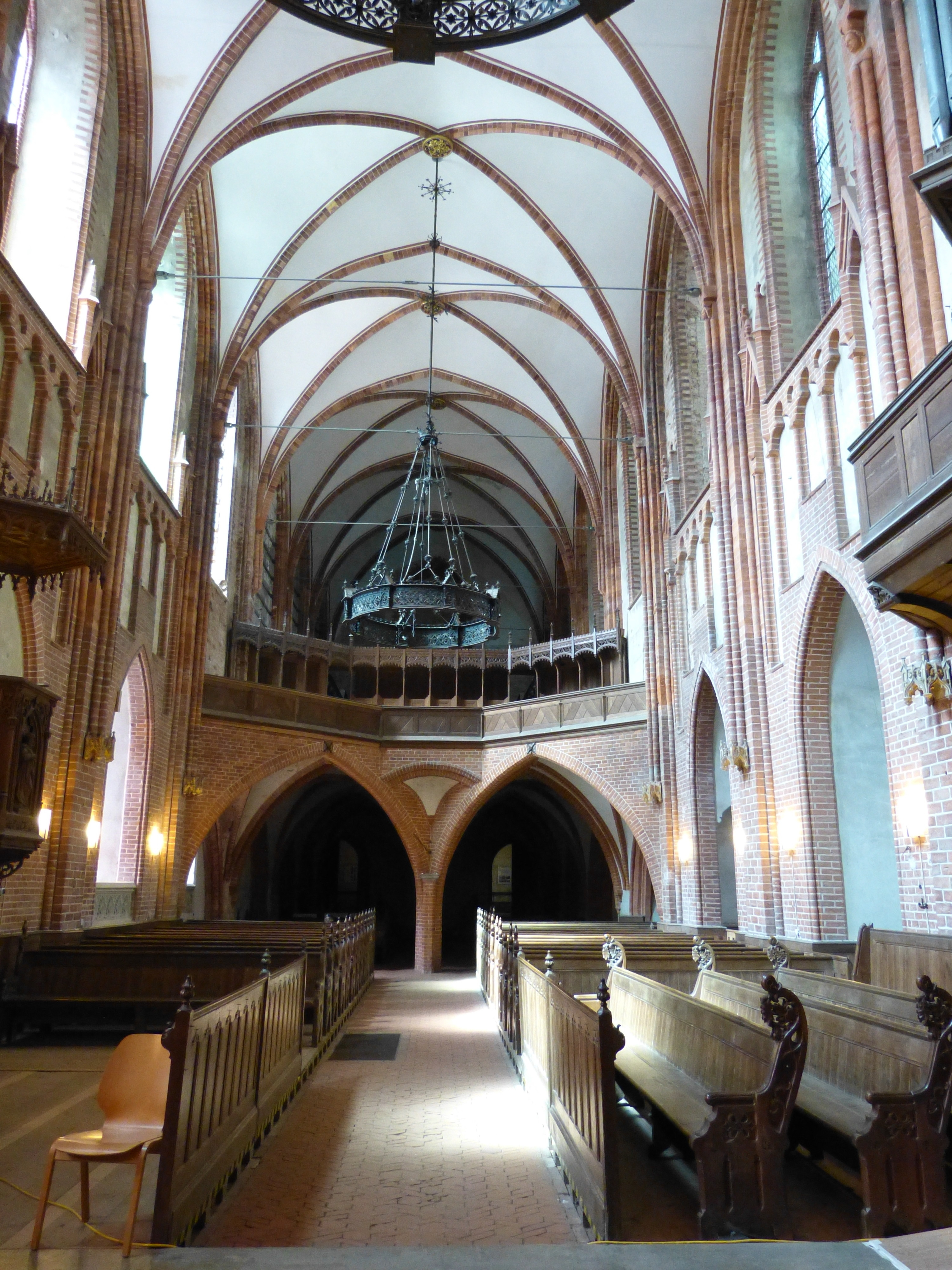
Blick zur Nonnenempore (2014)

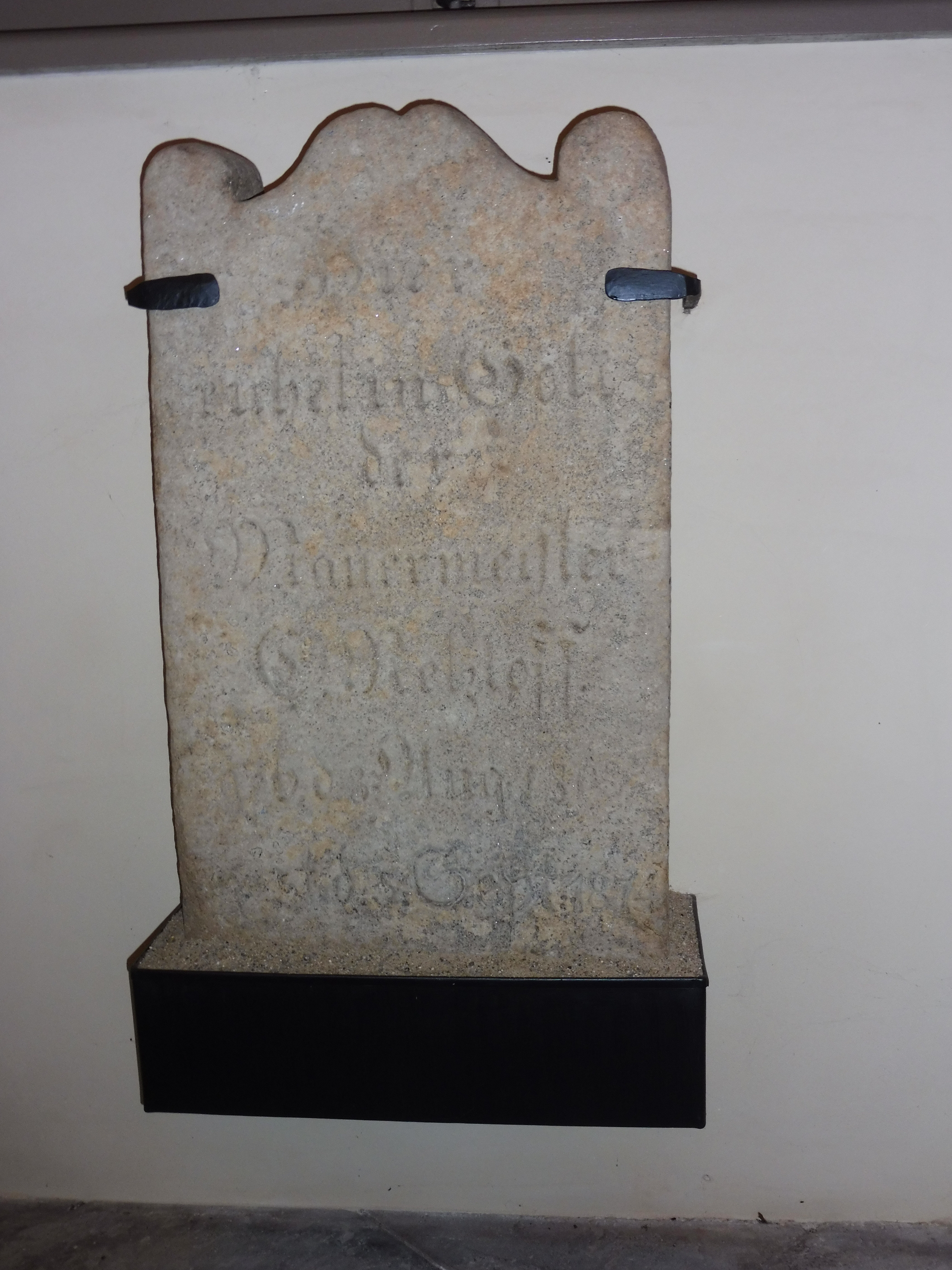
Grabplatte Amtsmaurermeister Christian Retzloff (2021)

Betritt man vom Westportal der Doppelturmanlage den gewölbten Turmraum, teilt sich der Raum in einen nördlichen und südlichen. Das war beim Bau der Türme notwendig, da mittig der Westwand der Kirche zwei Rippen und ein Gurt des Gewölbes der Unterkirche lagern.
Über dem Eingang zum Turmaufstieg mit seiner einflügeligen beschlagenen Tür befindet sich die originale gusseiserne Inschriftentafel als Gedenktafel mit den Namen der am Bau beteiligten Verantwortlichen. Sie ist ein wertvolles authentisches Zeugnis und Dokument der Umbauarbeiten des 19. Jahrhunderts. Die Inschrift lautet: „Mit Genehmigung der Landstaende Mecklenburgs ist der Bau des Thurmes von Dobbertin im Jahr MD CCCXXXVIII (1828) begonnen und im Jahr MB CCCXXXVII (1837) vollendet worden waehrend des Bauens waren des Klösterlichen Konvents Frau Domina Elisabeth Friederika von Rohr Provisoren des Klosters Herr Hans von Blücher auf Suckow Herr Heinrich von Barner auf Bülow bis MD CCCXXX (1830) Herr Victor von Oertzen auf Leppin bis zu seinem Tode MD CCCXXXV (1835) Freiherr Karl Le Fort auf Wendhoff seit MD CCCXXXVI (1836). Die Zeichnungen zum Bau ist vom Oberbaurath Schinkel in Berlin die Ausführung vom Landbaumeister Demmler in Schwerin Retzloff Maurermeister des Klosteramtes.“
2004 wurde am originalen Platz auf der Turmgalerie des südlichen Turmhelmes eine Kopie der Gedenktafel montiert.
An der Nord- und Südseite befindet sich je ein Spitzbogenfenster. Die spitzbogengewölbten Gänge mit abgetreppten Gewänden teilen die Turmhalle in drei Joche, die mit Kreuzgratgewölben ausgeführt wurden. Die beiden doppelflügeligen mit Blattmotiven verzierten Türen stellen die Verbindung zur Unterkirche und damit zum Kirchenraum her.
In der südlichen Turmhalle konnte 2019 die auf dem Klosterfriedhof wiedergefundene Grabplatte des Amtsmaurermeisters Christian Retzloff (1803–1874) angebracht werden. Auf Vorschlag des damals noch 25-jährigen Schweriner Landbaumeisters Georg Adolf Demmler war Retzloff nach seiner Wanderschaft von 1828 bis 1858 als Polier beim Bau der Doppelturmanlage und der Ummantelung der Klosterkirche tätig. Nach Fertigstellung wurde ihm der Titel eines Amtsmaurermeisters verliehen. Nach den im Frühjahr 2020 ausgeführten Putz- und Malerarbeiten in der Turmvorhalle wurden drei neue schlanke rechteckige Leuchter montiert, die nach einem Entwurf des Restaurators Andreas Baumgart durch die Glaserei Luise Brügemann und der Tischlerei Thomas Fischer mit LED-Technik der Firma Diodela GmbH Berlin hergestellt wurden.

#### Unterkirche

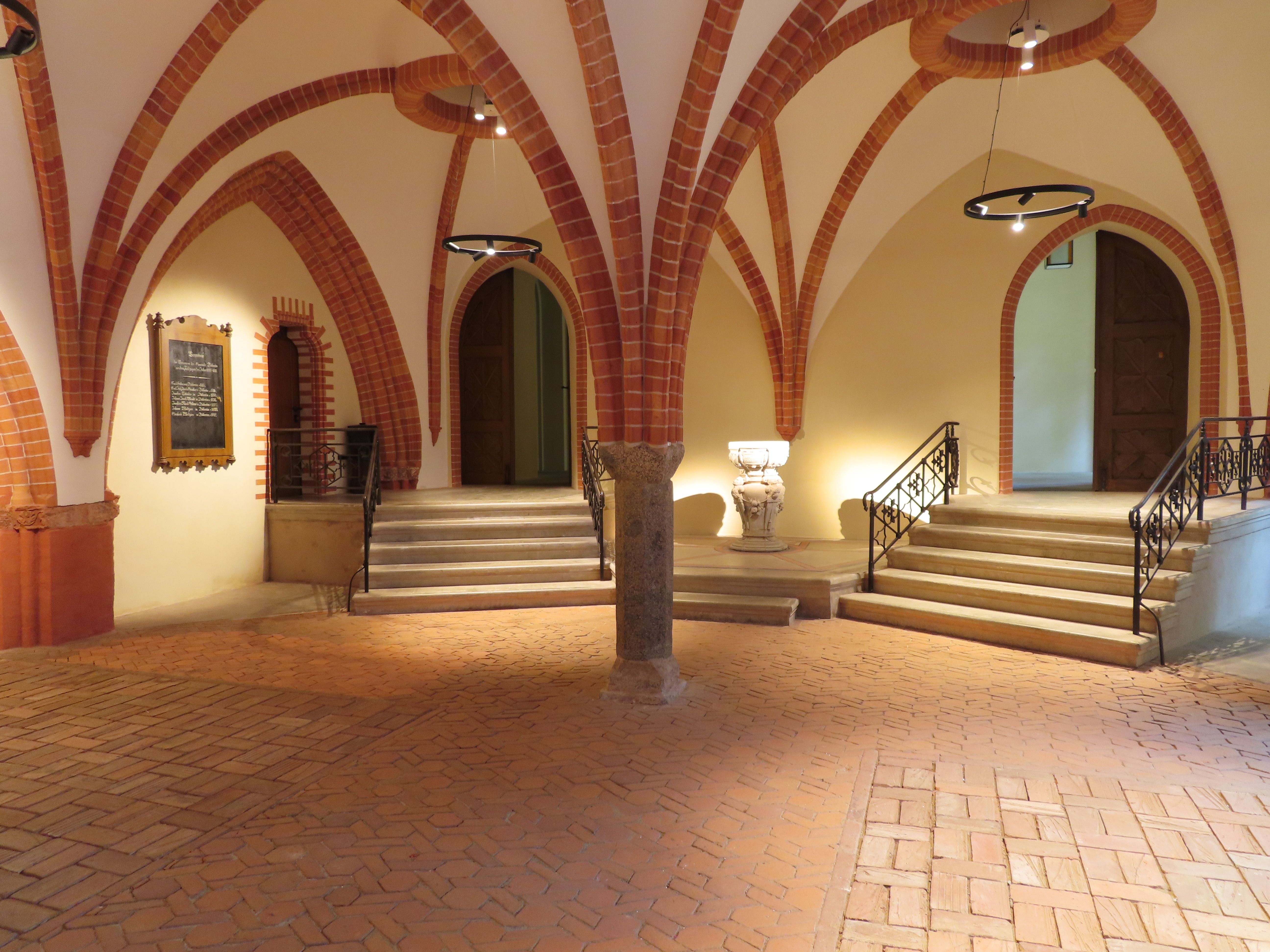
Restaurierte Unterkirche mit Tauffünte von 1586 (2020)

Die um 1300 eingefügten acht Gewölbejoche der Nonnenempore ruhen auf achteckigen Stützen mit Basis und Kapitell, jeweils aus Granit und bilden so eine zweischiffige Unterkirche. Arkadenbögen auf der Nordseite und Schildbögen auf der Südseite, jeweils mit reich verzierten, umlaufenden Kämpfern mit Blattdekor zeigen die erste, um 1280 begonnene Bauphase an, bei der noch eine dreischiffige Kirche geplant war. Als Folge der Planänderung wurde die südliche Bogenreihe zugemauert, deren Rückseite heute im neu erbauten gläsernen Treppenhaus des Ostflügels sichtbar ist. Die nördliche Bogenreihe blieb im Wesentlichen beidseitig sichtbar erhalten. Um 1300 errichtete kurze Stichwände und eine neue nördliche Außenwand bilden heute eine nischenartige Struktur. Die erhaltenen Fensteröffnungen sind der Bauphase ab 1839 zuzuordnen. Die Stufen und das zum Teil mit farbigem Zement ausgelegte Podest an den Zugängen in den Turmraum als auch der kleine Zugang in den Kreuzgang wurden 1857 unter dem Wismarer Baumeister Heinrich Thormann errichtet.
Am 16. November 2022 wurde in der Unterkirche eine ständige Museumsausstellung zur Frühgeschichte des Klosters Dobbertin eröffnet. Auf vier großen blauen Tischen wird das Leben der Nonnen beschrieben. Auch für den Pastor und Kantor ist das Gewöhnungssache, da sich nun der freie sakrale Blick vom Eingang der Unterkirche mit seinen Gewölben durch das Langhaus zum Chor zum Nachteil verändert hat.

#### Sakristei
Vor der äußeren Umgestaltung der Kirche von 1840 bis 1851 gab es an gleicher Stelle schon eine Sakristei. Sie wurde zum Beichthalten benutzt und war wie eine gewöhnliche Stube eingerichtet, wie es im Protokoll der Kirchenvisitation von 1811 vermerkt wurde.
Der quadratische Raum der Sakristei mit den vier Strebepfeiler, den Gewölbekappen als Sterngewölbe, Rippen, Schlusssteinen, Ecklisenen und dem Wandputz wurde mit der vorhandenen Farbfassung erst 1857 fertiggestellt. Gegenüber der mit Maßwerkornamentik versehenen Holztür belichtet ein spitzbogiges Fenster die Sakristei. Es besteht aus zwei Lanzettbögen, über denen ein vierblättriges Blütenornament erscheint. Zu dieser inneren Neugestaltung gehörte die Ausführung der bis heute erhaltenen Farbfassung, Ziegelimitationen an Gewölberippen und Wänden sowie der hölzernen Ausstattung. Da nach der fünfzehnten These über den evangelischen Kirchenbau sich die Sakristei als Anbau neben dem Chor befinden, heizbar, hell, geräumig und trocken errichtet werden sollte, wurde 1884 unter der Sakristei für 32.411,16 Mark eine Heizung eingebaut. Der dazu an der Südfassade bis in Höhe der Fialtürme errichtete Schornstein wurde 1992 nach der Aufstellung eines Öl-Heizcontainers stillgelegt und mit der Fassadensanierung 2004 abgerissen. Mit Dampfröhren wurden sogar die Gebetslogen auf der Nonnenempore in den Wintermonaten erwärmt. Beim Einbau von neuen Heizkesseln im Keller unter der Sakristei wurde nach 1984 der Fußboden durch eine preußische Kappendecke höhergelegt und die Eichentüren eingekürzt. Ab März 2020 wurden durch die Neumühler Bauhütte GmbH Schwerin der Keller und der Innenraum komplett erneuert. Nach Abschluss der inneren Sanierung mit Rekonstruktion der Farbfassung Mitte des 19. Jahrhunderts wurde 2021 auch die Sakristeileuchte montiert.

#### Ausstattung
Von den ältesten noch vorhandenen mittelalterlichen Ausstattungsstücken sind außer der Sandsteintaufe, dem Kaselkreuz und dem Rest eines Triumphkreuzes nur wenig erhalten geblieben. Das Schweriner Staatliche Museum ist noch im Besitz von wertvollen mittelalterlichen Skulpturen aus dem ehemaligen Dobbertiner Benediktiner-Nonnenkloster, die zwischen 1834 und 1844 erworben wurden. Es sind die drei Jünger Johannes, Jakobus und Petrus einer Ölberggruppe um 1430 aus einer Rostocker Werkstatt. Die um 1470 in Eiche geschnitzte Anna selbdritt, ein in Eichenholz geschnitztes Vesperbild um 1450 und ein zu einer lebensgroßen Christusfigur gehörender bärtiger Kopf eines Grabchristus mit Kissen um 1460. Diese Skulpturen aus Eichenholz, hart und zäh, gehörten zum Schmuck norddeutscher Klöster und Kirchen, gefertigt in mecklenburgischen Bildhauerwerkstätten.
Die heutige innere Kirchenausgestaltung entstammt der zweiten neugotischen Restauration von 1854 bis 1857.

#### Kirchengestühl

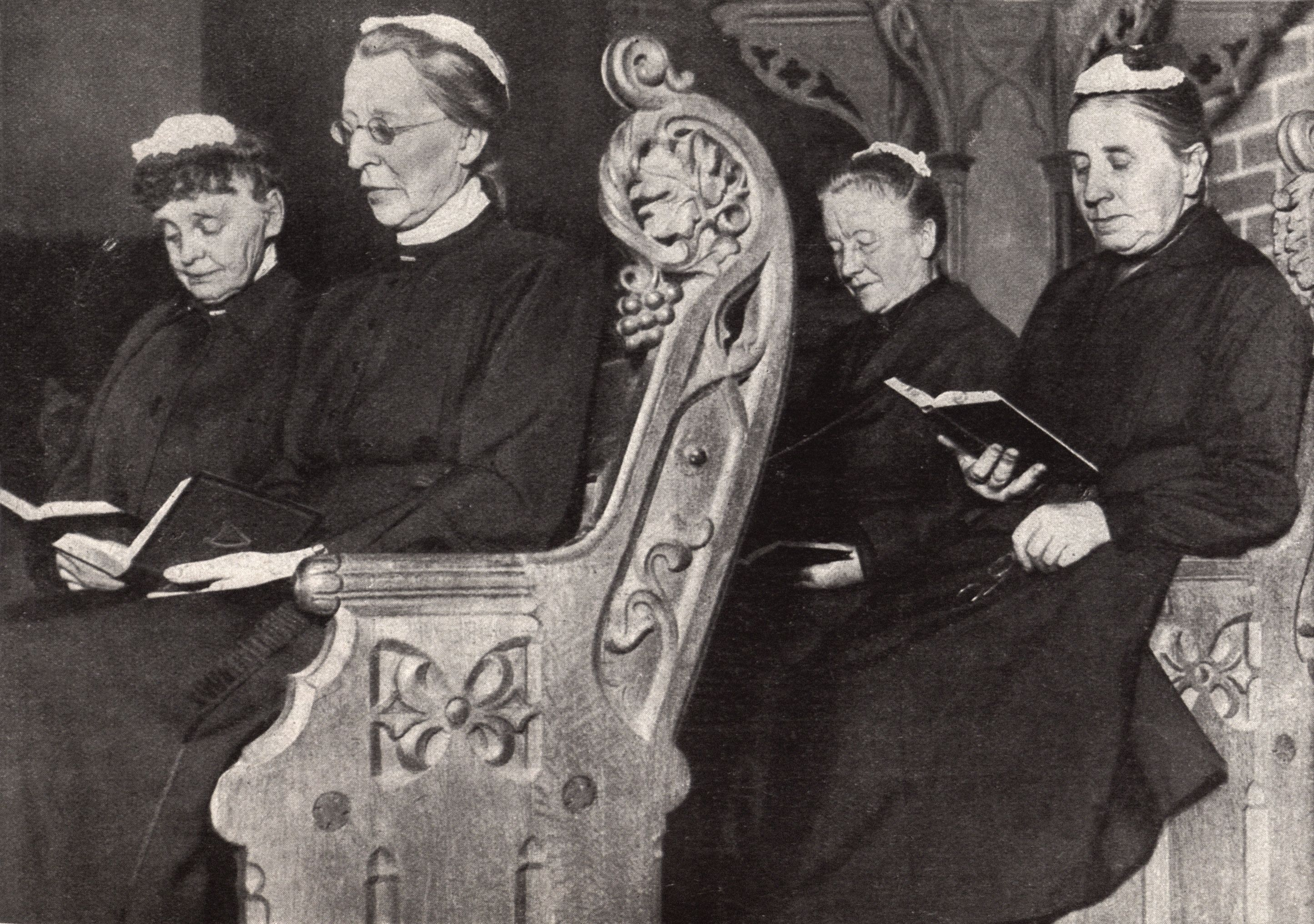
Konventualinnen bei der Andacht (1932)

Vor Beginn der inneren Restaurierung wurde 1853 das alte Kirchengestühl entfernt und in die St. Jahanniskirche nach Boek gebracht, die der Klosterhauptmann Carl Peter Baron von Le Fort 1847 erbauen ließ.
Das neue Kirchengestühl im Langhaus fertigten 1857 die Dobbertiner Tischlermeister Larisch und Petrow aus Eichenholz an. Bei der Bestuhlung des Kirchenschiffes wurde in zwei Gruppen unterschieden. Zum einen für die Kirchgemeinde des Klosterdorfes und ferner für die Klosterdamen des Konvents sowie für höhergestellte Persönlichkeiten, wie die Klostervorsteher und deren Gäste. Das Gemeindegestühl stand quer zur Längsachse des Raumes und füllte das fünfte Joch, teilweise noch das vierte und sechste Joch des Langhauses. Seine geschnitzten Wangen laufen nach oben in einem aus vegetabilen Formen zusammengesetzten Kreuz aus. Die Wangen des Gestühls für den Konvent und die höhergestellten Persönlichkeiten zeigen Laubwerk und Früchte in der Art oberer Endigung von Abts- und Bischofsstäben. Sie sind reicher und vielfältiger als die einheitlichen Wangen des Gemeindegestühls geschnitzt worden. Die Bänke füllten zum Teil das sechste Joch, zum Teil die Vierung des Kirchenschiffes und die Sitzflächen waren mit durchlaufenden Sitzkissen belegt, deren Oberfläche aus rotem Samt bestand. In der Klosterkirche wurde hier die 14. These zum evangelischen Kirchenbau nur bedingt verwirklicht, denn die Kanzel befindet sich im Rücken der nach Süden angeordneten Bänke. Der geforderte Mittelgang und der kleine Freiraum vor dem Auftritt in den Altarraum wurden hergestellt.

#### Taufsteine
Kaum beachtet, steht heute noch der älteste frühromanische Taufstein des Klosters auf der Rasenfläche vor dem Klosterhauptmannshaus. Die 66 cm hohe und 71,5 cm breite Granitfünte hat im Laufe der Jahrhunderte viele Nutzungen bis hin als Blumenkübel erfahren. Im April 1939 beschwerte sich Agnes von Bülow als Kreisfrauenschaftsführerin beim Staatsministerium in Schwerin, dass dieser ganz altertümliche Taufstein als Aschenbecher für die Droschkenkutscher doch zu groß sei.
Zu den bemerkenswertesten Ausstattungsstücken des Klosters gehört die am Eingang zur Unterkirche stehende Sandsteintaufe aus nachreformatorischer Zeit. Die Fünte zählt zu den bedeutendsten Zeugnissen protestantischer Kirchenausstattungen Mecklenburgs aus der zweiten Hälfte des 16. Jahrhunderts. Kunsthistorisch ist der Taufstein in den Umkreis des nahe gelegenen Güstrower Hofs von Herzog Ulrich zu Mecklenburg und der dort tätigen Künstler einzuordnen, stilistisch als typisches Werk der mecklenburgischen Renaissance niederländischer Prägung. Der Taufstein stammt aus der Werkstatt des niederländischen Bildhauers Philipp Brandin. Es ist eine Sandsteintaufe in Vasenform, kelchförmig und plastisch reich verziert mit Hermenpilastern, Fruchtgehängen und Beschlagwerk und einem geschnitzten Eichendeckel, auf dem eine Taube als Symbol für den Heiligen Geist sitzt. Gestiftet wurde er 1586 vom Geheimrat und Hofmarschall Joachim von der Lühe auf Püttelkow, der 1570 bis 1588 Klosterhauptmann in Dobbertin war. Die dazugehörige zinnerne Taufschale war mit drei Meisterzeichen, der Gewichtsangabe XIII Ib (13 Pfund) und dem Jahr 1.5.8.6. versehen. Bis zur umfassenden inneren Restaurierung 1854 stand der Taufstein vor dem Kanzelaltar, der sich heute auf der Nonnenempore befindet. 1990 konnte der 430 Jahre alte Eichendeckel, leider ohne Taube, durch den damaligen Klosterbauleiter Horst Alsleben vor dem Verheizen aus dem Kohlenkeller unter der Sakristei gerettet werden. Ende Juli 2020 wurde der restaurierte Eichendeckel mit der durch die Schweriner Holzbildhauerin Mandy Breihold geschnitzten neuen Taube wieder auf die Tauffünte von 1586 gelegt.
Die Klostervorsteher unter dem Klosterhauptmann Graf von Bernstorff berichteten auf dem Landtag am 15. November 1876 zu Malchin, dass in der Dobbertiner Kirche an der Turmtüre ein alter unschöner Taufstein aus Sandstein sich befinde, welcher dort selten benutzt werde. Daher sei es wünschenswert, einen beweglichen aus Eichenholz geschnitzten Taufstein in der Nähe des Altars zu stellen. Es sei ein würdiger Taufstein angeboten worden, den man nach Zustimmung kaufen wolle. 1877 erfolgte die Aufstellung des durch den Güstrower Bildhauer Adolph Siegfried geschnitzten Taufsteines für 250 Mark.

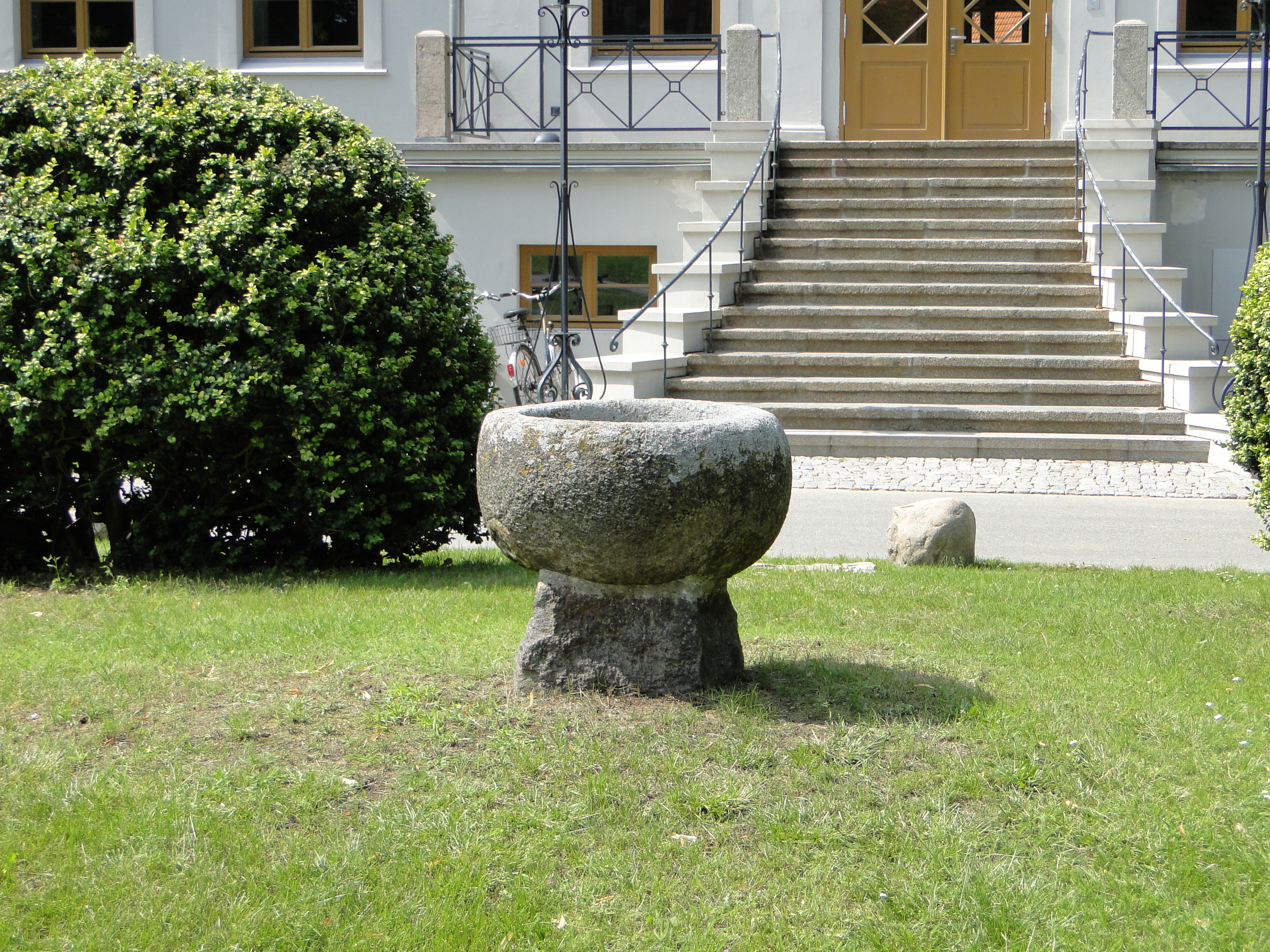
Frühromanische Tauffünte (2011)
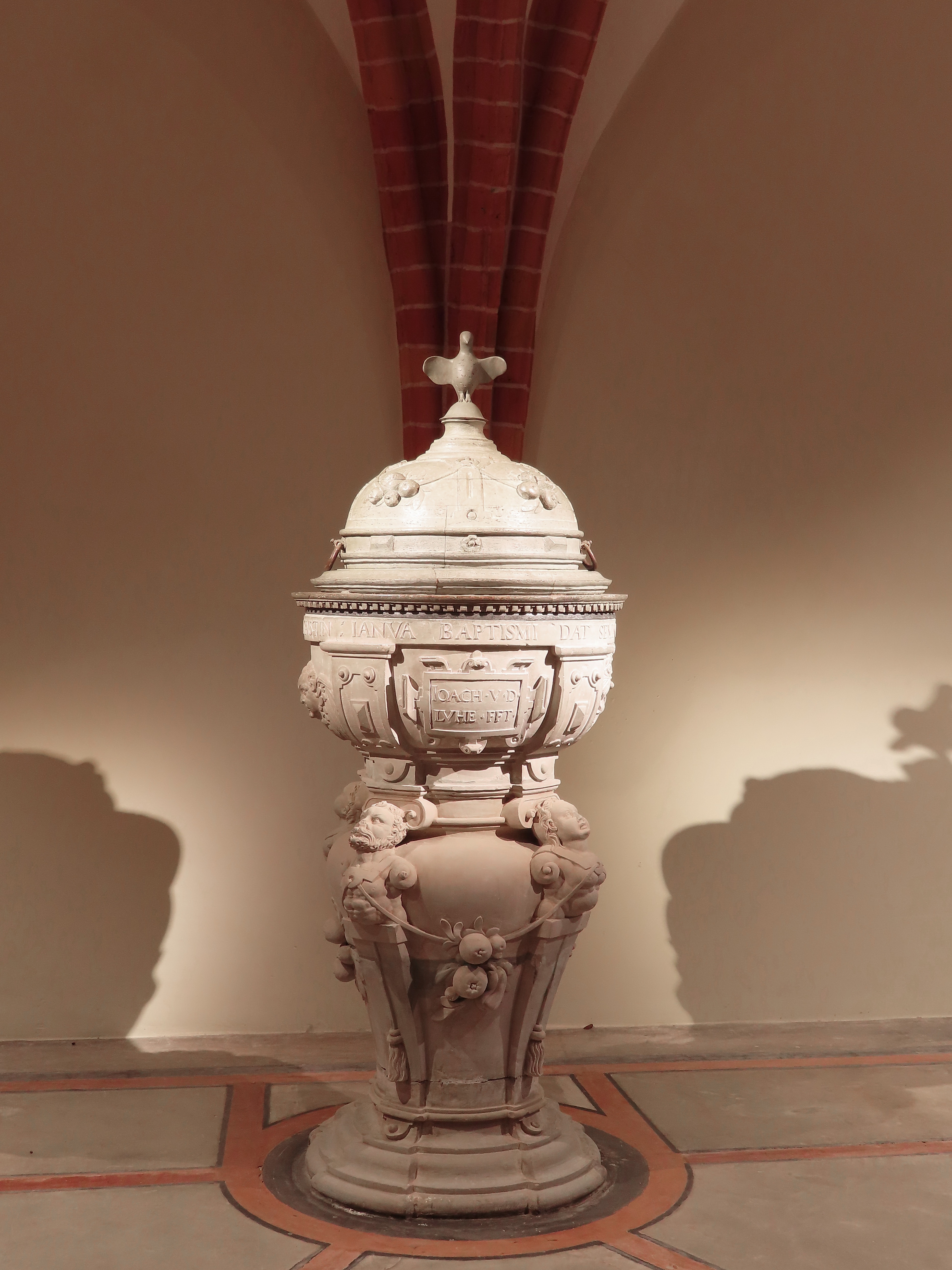
Sandsteinfünte 1586 mit restauriertem Eichendeckel und geschnitzter Taube (2020)
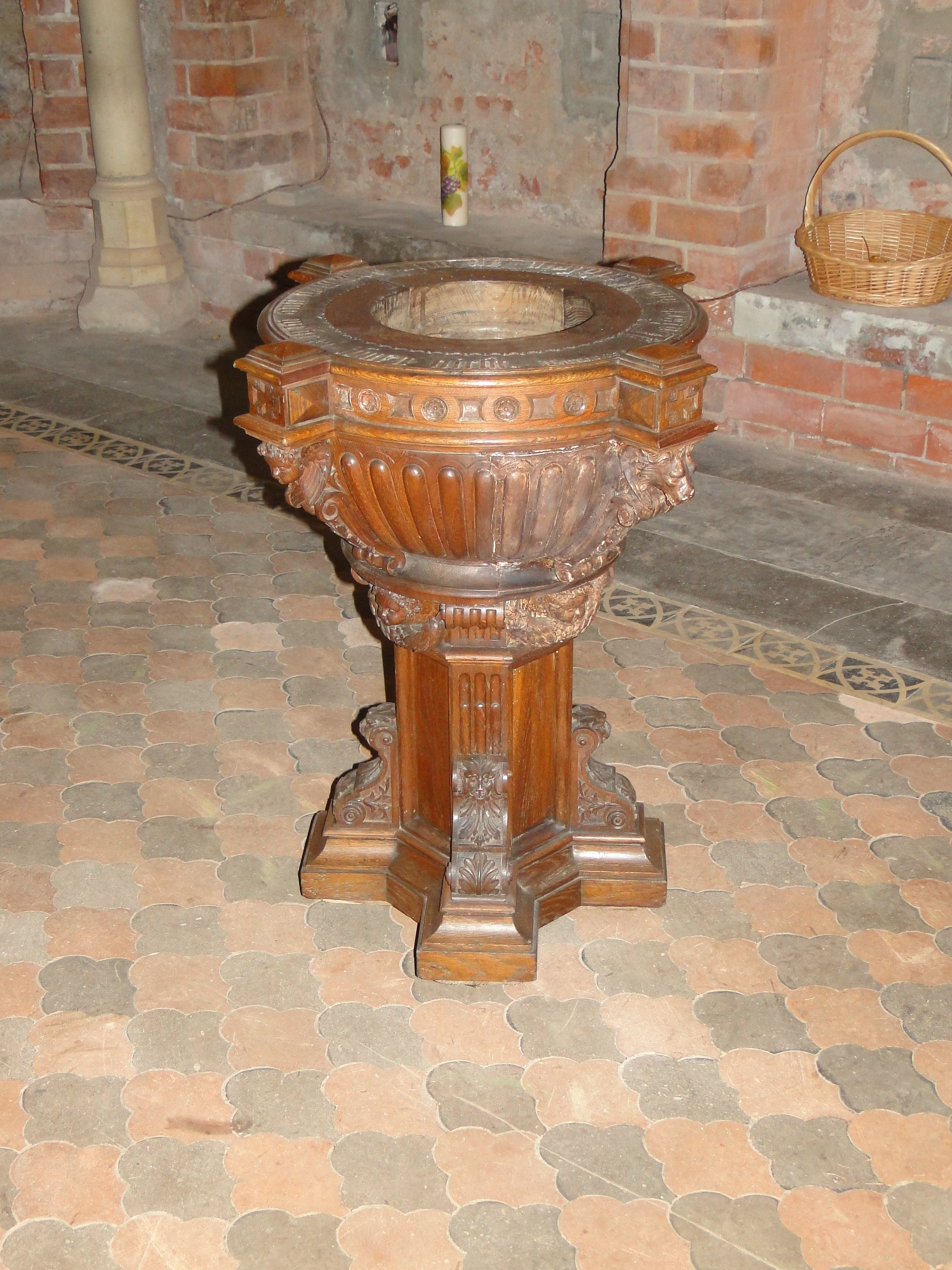
Hölzerne Tauffünte von 1877 (2011)

#### Triumphkreuz

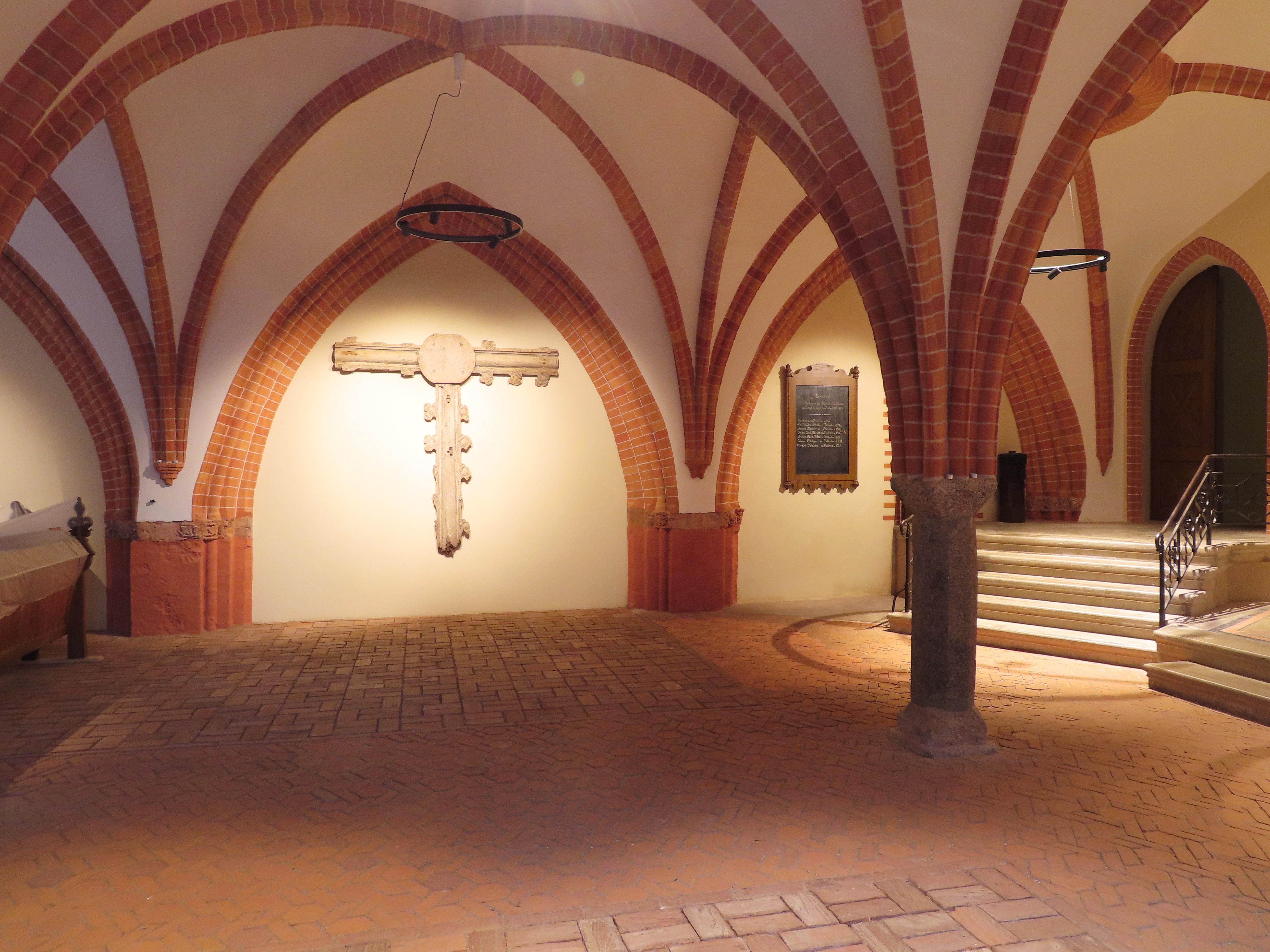
Restaurierte Unterkirche mit dem Rest des Triumphkreuzes (2020)

Die 1996 durch den ehrenamtlichen Bodendenkmalpfleger Andreas Preuß oberhalb des Glockenstuhls im südlichen Kirchturm gefundenen Reste eines mittelalterlichen Triumphkreuzes wurden nach gründlicher Überarbeitung durch den Restaurator Andreas Baumgart nach Abschluss der dortigen Restaurierungsarbeiten am 5. März 2020 an der südlichen Wand in der Unterkirche angebracht. Nach der dendrochronologischen Untersuchung im Februar 2020 durch den Schweriner Bauforscher Tilo Schöfbeck konnte das Eichenkreuz auf 1310/15 datiert werden und wäre somit das älteste noch erhaltene Ausstattungsstück aus der alten Klosterkirche.

#### Kaselkreuz

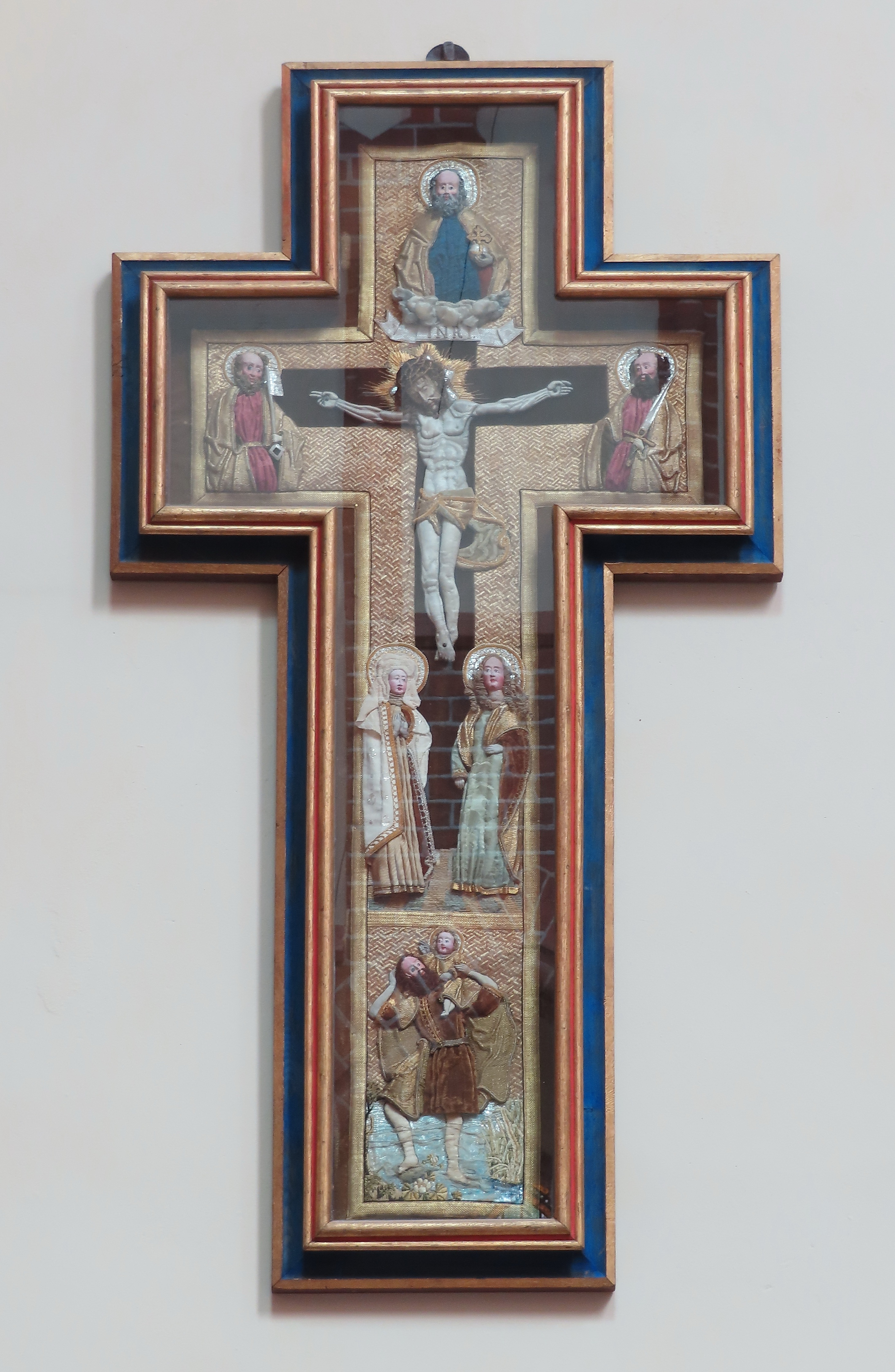
Kaselkreuz (2020)

Über dem spitzbogigen Putzspiegel zum Eingang der Sakristei hängt eine gerahmte Kaselstickerei auf erneuerter Samtunterlage mit der Kreuzigungsgruppe um 1520. Das Kaselkreuz von 1,41 Meter Höhe und 0,76 Meter Breite ist ein Rest der mittelalterlichen Ausstattung der Klosterkirche aus Nonnenzeiten. Ob es nach 1504 von Propst Johannes von Thun gestiftet wurde, der nach 1504 Bischof in Schwerin war, ist nicht dokumentiert. Vermutet wird, dass es ein Werk der Nonnen unter ihrer damaligen Priorin Adelheit von Cramon um 1490 war. Durch die dürftige Aktenlage ist es aber nicht belegt. Das Kaselkreuz zeigt in der Mitte den gekreuzigten Christus, darunter sind Maria und Johannes dargestellt, über dem Kruzifix ist der thronende Gottvater, in den Kreuzarmen links Petrus mit Schlüssel und rechts Paulus mit Schwert und ganz unten den heiligen Christophorus mit Jesuskind zu sehen.
Kurz vor Abschluss der Kirchenrestauration hatte am 22. September 1857 der Geheime Archivrat Dr. Friedrich Lisch aus Schwerin veranlasst, das spätmittelalterliche Kaselkreuz nach der Konservierung zum besseren Schutz unter Glas zu bringen. Den Rahmen aus Eichenholz mit der Aufspannung fertigte Tischler Christiansen, das geschliffene mit der Eilpost aus Hamburg gelieferte Glas, setzte Glaser Alpenroth ein. Die Vergoldung und Bemalung des Rahmens machte der Hofvergolder Freitag und den Samtstoff lieferte der Kaufmann Karl Voss. Für den Transport von Schwerin zur Klosterkirche nach Dobbertin ließ Lisch sogar eine Spezialkiste anfertigen.
Nach Vollendung der Restaurierung des Langhauses im Herbst 2019 wurde das Kaselkreuz im Spitzbogen an der Südwand über dem Eingang zur Sakristei wieder auf gehangen.

#### Gedenktafeln
An der Südwand unter der Nonnenempore befinden sich Gedenktafeln mit Namen von Dobbertiner Bürgern, die in den Kriegen gefallen sind.
Im ersten Joch werden auf einer eingerahmten und verzierten Holztafel Bürger gestorben zwischen 1813 und 1888. Im dritten Joch befinden sich zwei mittig im Wandputz eingelassene Eisengusstafeln mit geschnittenen Ecken. Sie wurden auf Bitte des damaligen Pastors Friedrich Pleßmann für die 1870 im Deutsch-Französischen Krieg gefallenen Männer der hiesigen Kirchgemeinde 1873 gefertigt und eingesetzt.
Eine filigrane, durch den Dobbertiner Tischlermeister Roloff aus Eichenholz gefertigte Gedenktafel, eher ein Epitaph, für die im Ersten Weltkrieg gefallenen Bürger aus Dobbertin, Dobbin, Kläden, Neuhof und Spendin befindet sich in der südlichen Fensternische vom Kirchenschiff.

#### Glas- und Buntglasfenster

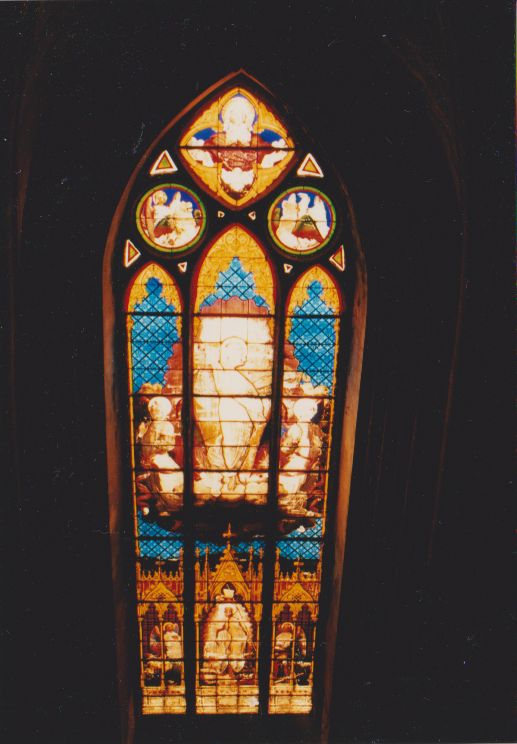
Mittleres Chorfenster (2009)

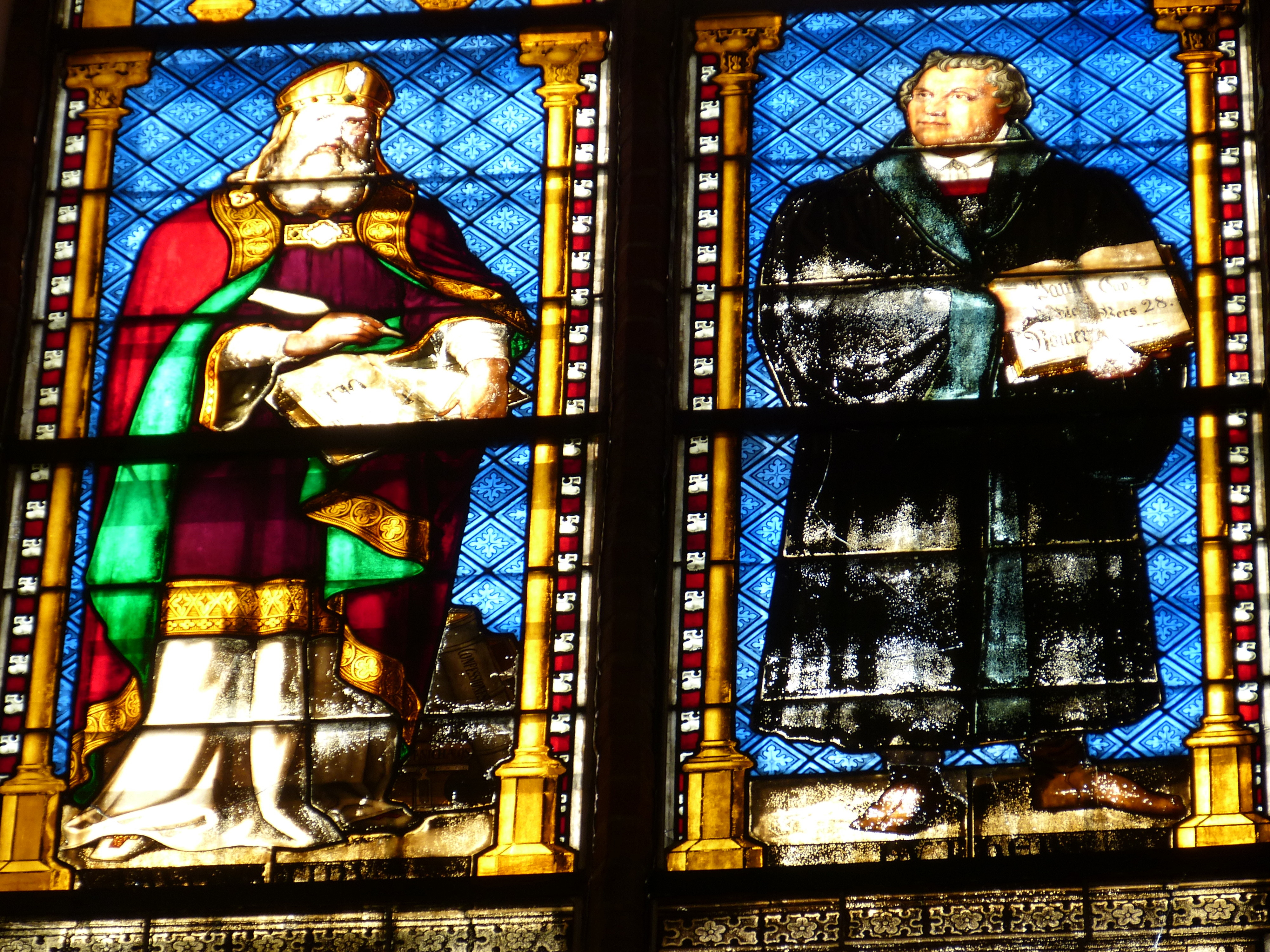
Buntglasfenster im südlichen Chor mit Augustinus und Luther (2014)

Korrespondierend mit den Skizzen zum Kreuzigungsgemälde im Flügelaltar entwarf Gaston Lenthe 1855 auch die Kartons für das mittlere Chorfenster. Er hatte ständig die Gesamtkomposition im Sinn. Nachdem er mit dem Plan einer vollständigen Ausgestaltung aller Chorfenster gescheitert war, konzentrierte er sich auf die Umsetzung dieser Szenenfolge. Das dreibahnige über sieben Zeilen reichende mittlere Chorscheitelfenster führt so die Kreuzigungsgruppe des Altars fort. In der unteren Fensterzone ist der auferstehende Christus mit der Siegesfahne, gerahmt von einer Architektur-Schaufassade zu sehen. Neben der Christusfigur knien zwei betende Engel über einem erschrockenen Grabwächter. Darüber ist die Himmelfahrtsszene als Hauptbild dargestellt. Auf einer Wolke steht Christus in einer Mandorla vor einem dunkelblauen Grund, seitlich begleitet von zwei schwebenden Engeln. In den Rundöffnungen über den Seitenbahnen sind die Symbole der vier Evangelisten dargestellt: der geflügelte Mensch für Matthäus und der Löwe für Markus sowie der Stier für Lukas und der Adler für Johannes. Im Maßwerkfeld darüber erscheint als Symbol des Heiligen Geistes die Taube vor Gottvater, der die Arme weit ausgebreitet hat. Damit findet die Darstellung ihren Abschluss mit der Versinnbildlichung der Dreieinigkeit. Der Entwurf des Schweriner Hofmalers Lenthe wurde durch den Schweriner Glasmaler Ernst Gillmeister ausgeführt, doch die Vollendung verzögerte sich durch ständige Streitigkeiten mit dem zuständigen Wismarer Architekten Heinrich Thormann. Der Einbau erfolgte aber noch vor der Kirchweihe am 11. Oktober 1857.
Die vier Seitenfenster im Chor wurden nach den Entwürfen des Historienmalers Gustav Stever erst sieben Jahre nach der Kirchweihe gefertigt. Die handwerkliche Ausführung der Glasgemälde in traditioneller Technik der Bleiverglasung übernahm wieder Gillmeister. Die Klostervorsteher wollten sich nun nicht länger bei den täglichen Andachten die Klagen und Mahnungen der damaligen 82-jährigen Domina Hedwig von Quitzow anhören. Die Zierde und das Ansehen des Klosters und der Kirche käme noch vor dem Neubau von drei Damenwohnungen. Die nördlichen Seitenfenster mit David und Elias (nIII) wurden 1864, mit Abraham und Moses (nII) 1866 und in den beiden südlichen Fenstern mit Petrus und Paulus (sII) 1864 und mit Augustinus und Luther (sIII) 1866 eingesetzt. Die Dargestellten stehen auf einem Sockel mit dazu gehörigem Namenszug vor tiefblauem Teppichgrund, gerahmt von schlanken Säulen und aufstrebenden Architekturtabernakeln. In den oberen Rundbögen sind in Vierpassrosetten musizierende Engel vor blauem Teppichgrund dargestellt und in den beiden hinteren Fenstern befinden sich Achtpassrosetten mit ornamental-floralen Formen. Für die Petrus und Paulus darstellenden Glasmalereien erhielt Gillmeister 1200 Courant und für David und Elias 1299 Courant. Der Glaser Köhnke aus Goldberg erhielt für das Herausnehmen der alten rechteckigen Glasscheiben und Einsetzen der gemalten Fenster 15,10 Courant. Der Amtszimmerermeister Dreyer für die Aufstellung und den Abbau der Rüstung an den Fenstern 31,25 Courant.
Die Fenster im Langhaus waren zur Kirchenweihe 1857 nicht erneuert worden. Erst 1876 hatten die Klostervorsteher auf dem Landtag berichtet, … weil einzelne Scheiben zu groß und die Fläche der Fenster selbst ohne die genügende Unterstützung seien, sehr wandelbar wären und der Erneuerung bedürften, indem jeder stärkere Wind, welcher auf die Fensterflächen stoße, fast immer ganze Flächen heraus und in die Kirche werfe. Da auch die Holzrahmen bereits schadhaft würden, wolle man sie durch neue Fenster ersetzen dürfen. Die alten Fenster kamen in die Patronatskirche nach Mestlin. Ende 1877 waren zwölf Fenster mit Bleiverglasung von flachem grünem Kathedralglas in Rautenform eingesetzt. Fünf weitere waren fertig und vor Ort, konnten aber durch die vorgerückte Jahreszeit und Mangels der nötigen Formsteine nicht eingesetzt werden.
Die Buntglasfenster im Chor befanden sich bis 1995 noch im Original-Zustand. Doch sie waren ohne eine Außenschutzverglasung den Witterungs- und Umwelteinflüssen über Jahrzehnte direkt ausgesetzt und haben sowohl unter mutwilliger Zerstörung, Vernachlässigung und mangelnder Wartung als auch unter korrosiven Umweltfaktoren gelitten. Emissionen des Heizhauses unter der Sakristei hatten zu erheblichen Rußablagerungen geführt, die gemeinsam mit Staub- und Schmutzpartikeln sowie Taubenkot Verdunkelungen bewirkten. Stein- und Kohlewürfe durch das vor der Südseite der Kirche befindliche Kohlenlager führten zu zahlreichen Splitterungen, Fehlstellen und zu Deformierungen. Fehlbereiche wurden nur teilweise mit unbemalten einfachen Gläsern repariert. Das Aufkleben von Glasscheiben mit Kitt und Silikon führte zur Beschädigung der außenseitigen Malschichten.
Unter fachlicher Anleitung von Dr. Erhard Drachenberg als Sachverständiger von der Arbeitsstelle für Glasmalereiforschung des CVMA Potsdam wurden 1996 durch die Berliner Glaswerkstätten Lehmann die Originalscheiben der fünf Chorfenster ausgebaut und zur Restaurierung nach Berlin gebracht. Im Januar 2005 konnte mit Luther (sIII) das letzte durch die Dresdner Glasmalerwerkstatt Krönke restaurierte Buntglasfenster wieder eingesetzt werden.
Im Zuge der umfassenden Sanierung der Klosterkirche erfolgte der Ausbau und die Restaurierung der Fenster im Langhaus von 2018 bis 2020 durch die Glaserei Luise Brüggemann aus Schönfeld-Mühle.

#### Kanzel

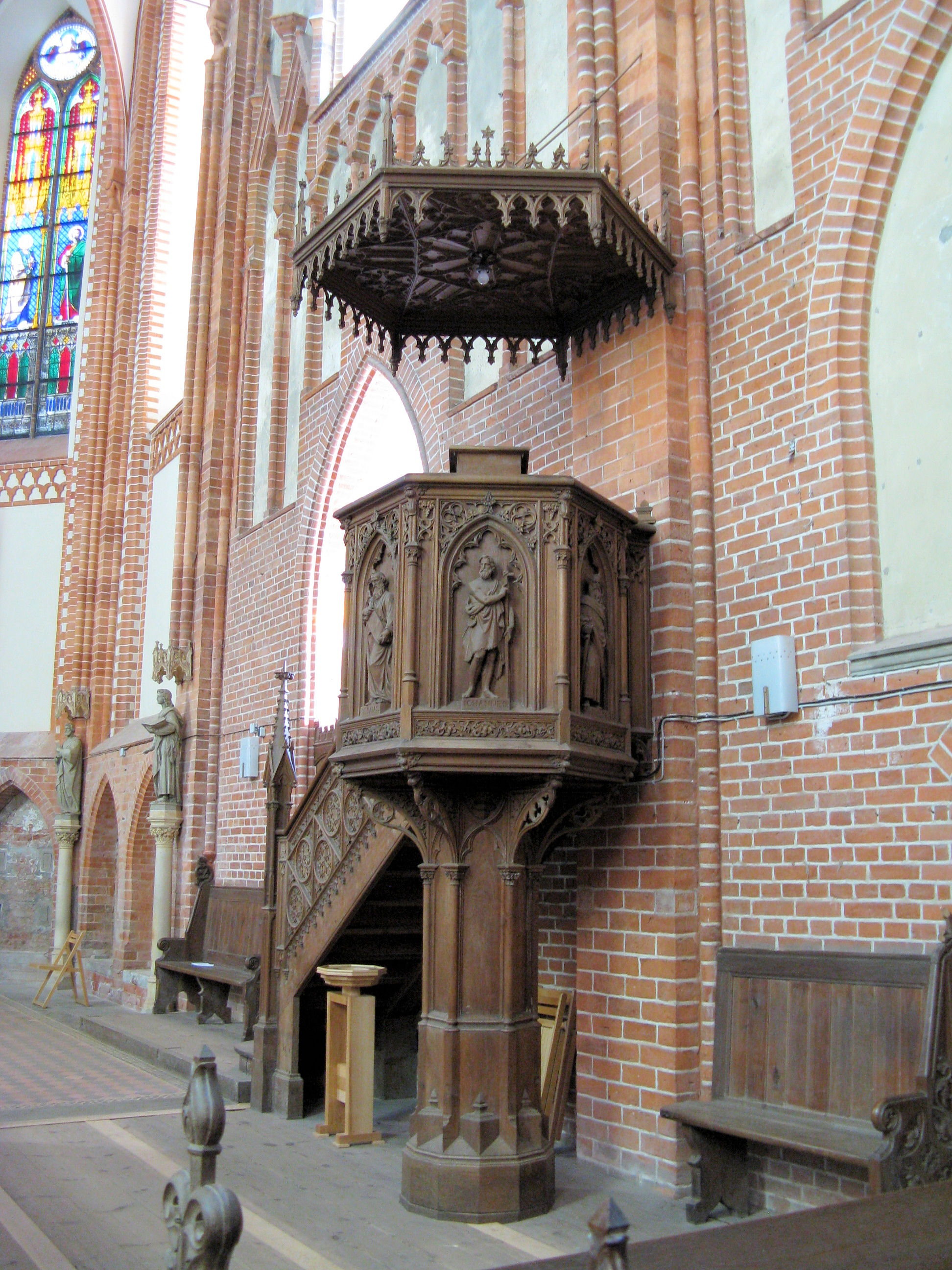
Kanzel (2009)

Wie der Altar ist auch die Kanzel ein Entwurf des Schweriner Hofbaurats und Leiter der mecklenburgischen Kirchenbauten Theodor Krüger. Den aus Eichenholz bestehenden sechseckigen Kanzelfuß und den Kanzelkorb fertigte 1857 der Schweriner Tischlermeister Johann Christiansen. Das Klosteramt schickte einen Wagen nach Schwerin, um die Kanzel vom Tischlermeister zu holen. Die Treppenwange wurde mit reicher ornamentaler Schnitzerei versehen und eine Fiale markiert den Treppenantritt.
Der Geheime Archivrat Friedrich Lisch aus Schwerin, der die denkmalpflegerische und künstlerische Betreuung bei der inneren Kirchenresttauration innehatte, empfahl 1855 den in Dobbertin geborenen Bildhauer Gustav Willgohs, nach Theodor Krügers Kanzelentwürfen die Skulpturen am Kanzelkorb zu modellieren. Zu den Entwürfen äußerte sich Willgohs am 19. September 1855 mit Moses und seinen Gesetzestafeln käme so eine ganz gute biblische Geschichte an die Kanzel. Moses als den Gesetzgeber und Gründer der heiligen Schrift, Jesaja als größten Propheten, Johannes als Verkünder des nahen Heils und Paulus als der Vollender und uns am nächsten stehende. Man möge, wenn es geht, die Kanzel frei stellen, um dadurch einen würdigen Eindruck zu machen. Nach Einzelheiten zum Säulenschaft, der Treppe und dem Baldachin endete Willgohs mit den Worten: Ich will aber Alles dies nicht gesagt haben, denn ich bin kein Architekt und spreche nur wie das Auge es mir ergibt. Die vier in Eiche in den Bogenfeldern geschnitzten Kanzelfiguren Moses und Jesaja aus dem Alten Testament stehen für Gesetz und Weissagung und Johannes und Paulus aus dem Neuen Testament für die Verkündigung der Erfüllung des Wortes Gottes. Geschnitzt wurden sie 1857 durch den Berliner Bildhauer Friedrich Dietrich nach Willgohs den Entwürfen und Modellen. Anerkennung fanden diese Skulpturen auch auf der Mecklenburgischen Kunstausstellung 1857 in Schwerin. Über der Kanzel befindet sich ein Schalldeckel mit Schleierwerk und hohem Gesprenge. Die Untersicht ist mit Schnitzereien versehen.
Aufgestellt hat man die Kanzel auf der Südseite der Kirche an der vorderen Wandvorlage des Vierungsjoches. Damit wurde die zehnte These des evangelischen Kirchenbaus auch hier erfüllt, die besagt, dass die Kanzel nicht im Chor, sondern an der Nahtstelle zwischen diesem und dem Schiff an einem Pfeiler des Chorbogens nach außen, also zum Schiff hin, stehen müsse.

#### Evangelisten

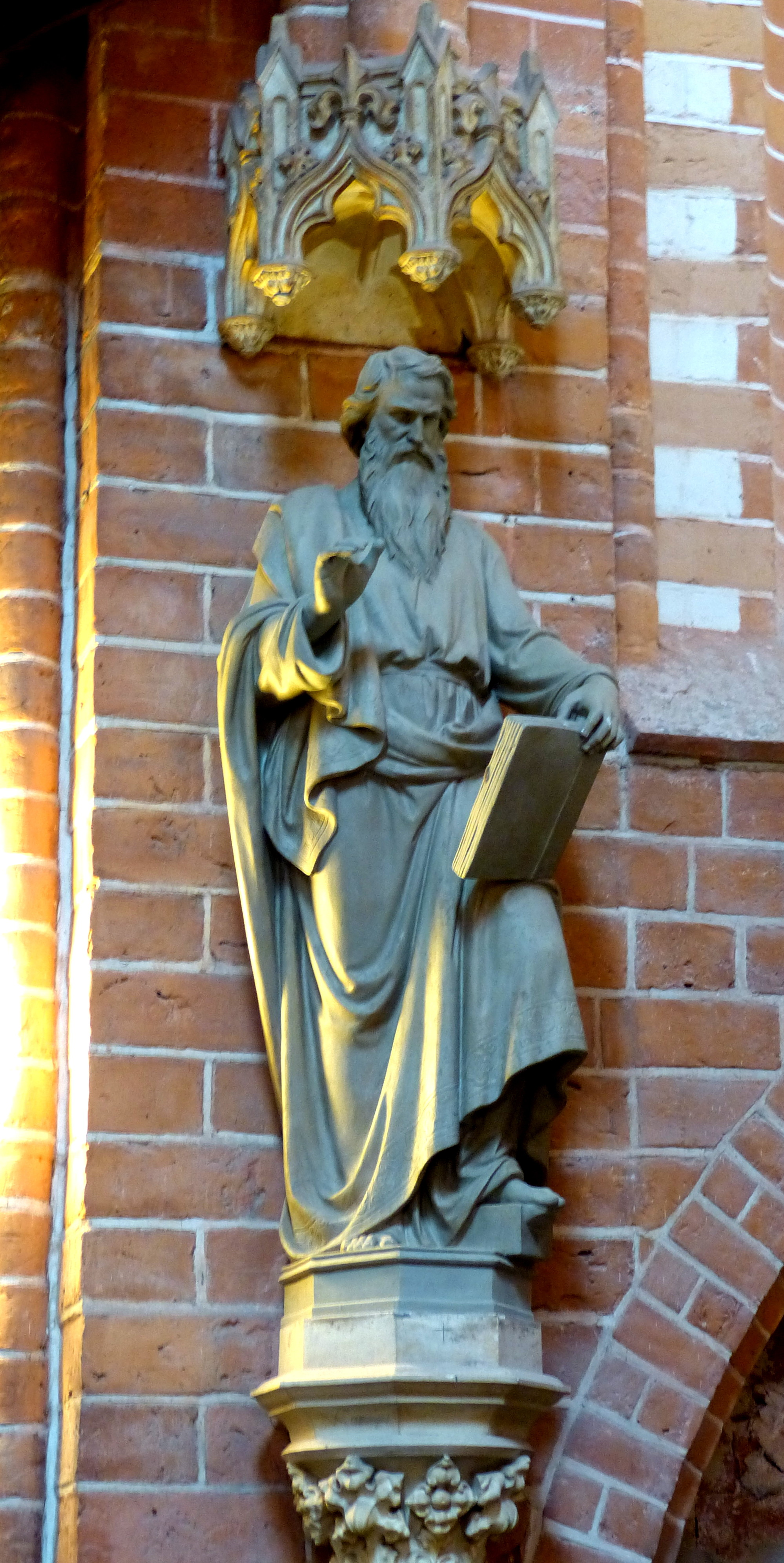
Evangelist Matthäus (2014)

Die im Chor auf vier Säulen unter Baldachinen stehenden 1,19 m hohen Evangelisten, Matthäus und Lukas auf der Nordseite und Markus und Johannes auf der Südseite wurden 1856 als Gipsplastiken in sandsteinimitierter Farbgebung vom gebürtigen Dobbertiner Bildhauer Gustav Willgohs geschaffen. Sein Vater war der Wundarzt im Kloster Dobbertin. Die vier Säulen lieferte die Marchsche Tonwarenfabrik in Berlin-Charlottenburg im November 1857 in drei Stücken mit Schaft und Kapitell nach Detailzeichnungen des Wismarer Privatbaumeisters Heinrich Thormann. Am 26. September 1857 schrieb Ernst March an Baumeister Thormann, die Säulen und Baldachine seien schon geformt, werden aber bis 9. Oktober 1857 nicht fertig. Die Kirchweihe am 11. Oktober 1857 fand ohne die Evangelisten stat.
Vor Beginn der Sicherungs- und Sanierungsarbeiten an den Gewölben im Kirchenschiff und Chor erfolgte 1990 die Demontage und Einlagerung der vier Evangelisten auf der Nonnenempore.
Nach ihrer Restaurierung durch Andreas Baumgart im Oktober 2007 wurden sie am 1. Oktober 2007 im Chor wieder auf die vier Säulen gestellt.
Dazu von Kurt Müller, dem Sohn des ehemaligen Klosteramtsbäckermeisters einen Vers in plattdeutsch.
Dei Evangelisten sünd wedder dor. Dor stahn sei wedder, dei vier Evangelisten. Dei hürten früher schon tau dei ollen Christen. Lukas hier und Markus dor, Matthäus und Johannes stah'n davor. Vör ungefähr hunnertföffdig Johr, so häff ick dat liehrt, würden dei vollgelockten Jungs konstruiert. All dei Johren harden sei in Kirchenchor ehren Platz, also hürten sei sietdem tau'n Dobbertiner Klosterschatz. Der Künstler Willgos, einstmal hier Bildhauermeister, fertigt sei an mit Gips und Kleister. Lange Tied häm dei dor stahn, würden bewunnert von dei, dei in dei Kirch rinnergahn. Irgendwann häm dei Figuren sick woll verletzt, und sei wurden danach zur Ruhe auf die Empore gesetzt. Meister Baumgart, dei Restaurator hätt sick dat oevernahmen, hätt's operiert, dormit sei wedder na unnen kamen. Ein jeder kann sei nu wedder betrachten, in ehre tollen, immer noch ollen Trachten.
Willgohs schenkte die vier Evangelisten dem Kloster aus Dankbarkeit für die finanzielle Unterstützung der Klostervorsteher während seines Studiums in Berlin. Die Originalplastiken befinden sich aber in der Schweriner Schlosskirche und Abgüsse in der Dorfkirche Wolfshagen.

#### Altar

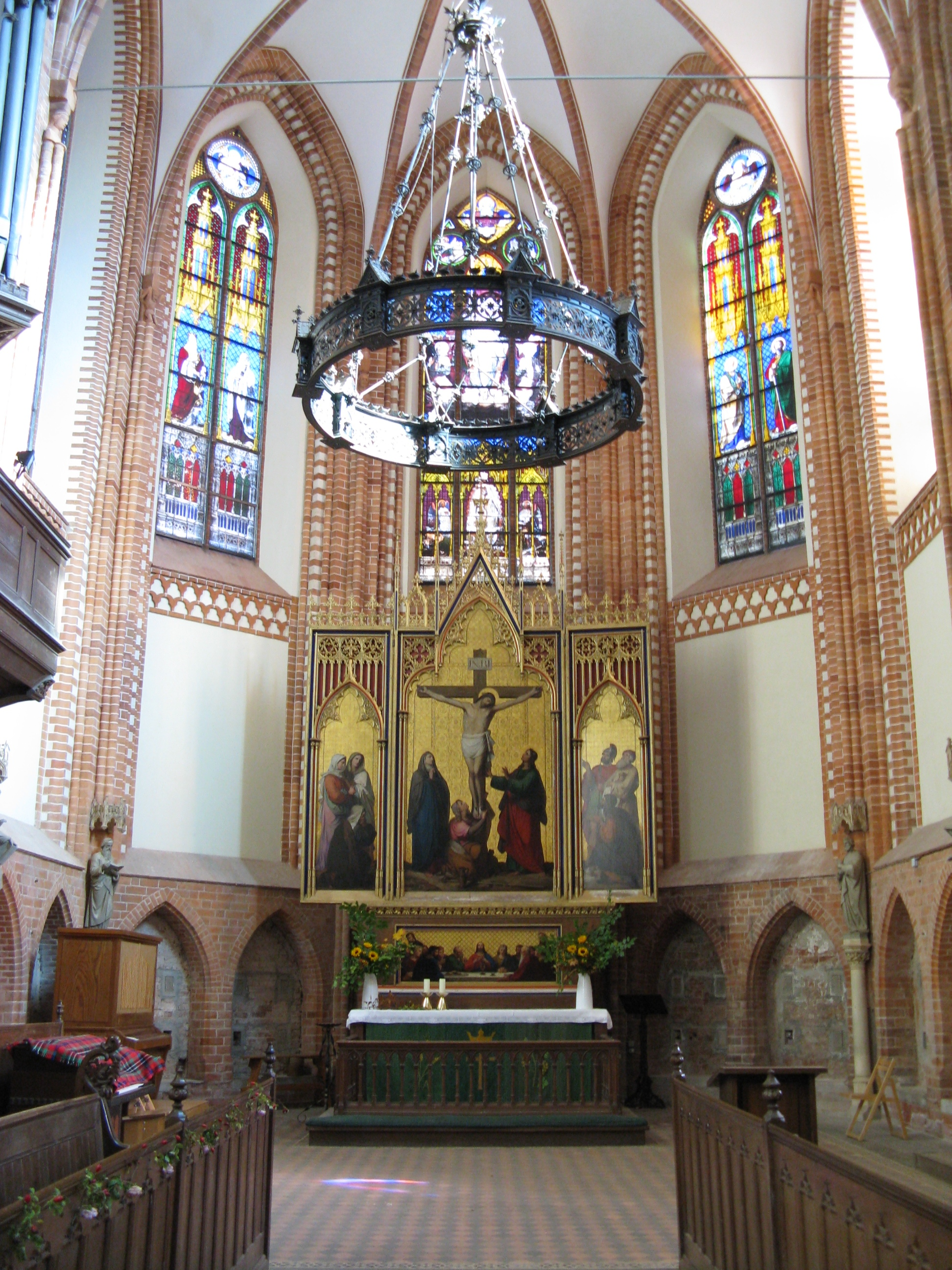
Chor und Altar (2009)

Nach der Kirchenvisitation von 1811 sollen genug Altäre in der Kirche gestanden habe. Der eine war offen, der andere mit einer Kommunikanten Bank umgeben. Ein weiterer alter abgenommener Altar stand auseinandergenommen in einer Kammer in der Kirche. Der offene Altar war 13 Fuß hoch und 7 Fuß breit, von alter Arbeit und ganz einfach. Auf dem Altar stand ein Kruzifix und auf beiden Seiten je zwei weibliche und männliche Figuren.
Am 30. Dezember 1854 empfahl der Geheime Archivrat Friedrich Lisch als Konservator der historischen Kunstdenkmäler des Großherzogtums Mecklenburg-Schwerin dem Klosterhauptmann Freiherrn Julius von Maltzan, das Altarbild von Gaston Lenthe malen zu lassen, da dieser der einzige erfahrene Maler im Lande in kirchlicher Kunst ist.
Der neugotische Flügelaltar mit umfangreichem Schnitzwerk, Gesprenge, Altartisch und Altarschranke wurde 1857 nach einem Entwurf von Theodor Krüger durch den Schweriner Tischlermeister Johann Christiansen angefertigt. Der aufwendige Schrein hat die gewaltigen Abmessungen von 5,51 m in der Höhe und in geschlossenem Zustand von 2,22 m in der Breite. Geöffnet ist er 4,45 m breit. Er besteht aus zwei schmalen rechteckigen Flügeln, die eine doppelt so breite Mitteltafel umgeben. Diese ragt in einen hohen Wimperg hinein, der von Fialen unterschiedlicher Größe flankiert und besetzt ist, die wiederum in Kreuzblumen auslaufen.
Nach den schwierigen Vorverhandlungen mit dem Architekten Thormann fertigte Gaston Lenthe zu dem beabsichtigten Gemälde 1856 noch ein Modell im verkleinerten Maßstab. Dieses ist heute noch im Staatlichen Museum Schwerin vorhanden. Nach ihm wurde später der eigentliche Altaraufsatz ausgeführt. Lenthes Entwurf war sogar auf einer Kunstausstellung lebender mecklenburgischer Künstler zu sehen und wurde dort als Werk eines tüchtigen und gewissenhaft schaffenden Meisters hervorgehoben.
Auf dem Gemälde im Altarretabel erscheint Christus am Kreuz, neben ihm die Mutter Maria und Johannes, am Fuße des Kreuzes Maria Magdalena. Der linke Flügel zeigt drei Frauen, die Christus in Galiläa nachgefolgt waren, rechts erblickt man den unbekannten Hauptmann, der mit der rechten Hand auf das Kreuz weisend, den Blick zur Gemeinde gerichtet in römischer Legionärstracht. Neben ihm erscheinen Joseph von Arimathia und Nikodemus. Gaston Camillo Lenthe malte 1857 die drei Gemälde im Schrein und den beiden Seitenflügeln, der mit umfangreich vergoldeten Ornamentschnitzereien versehen ist. In der unteren linken Ecke der Mitteltafel ist das Altarbild mit rötlichen Buchstabe signiert und datiert G. Lenthe fecit 1857.
Das Gemälde in der Predella mit der Abendmahlsdarstellung wurde aus Kostengründen zunächst zurückgestellt. Als 1860 der Hofmaler Lenthe starb, wurde die Predella erst 1864 von dem Kirchen- und Historienmaler Gustav Stever gemalt und angefügt. Auf Stevers Predella ist Christus frontal wiedergegeben, um den Kelch zu heben. Die Jünger sind fast auf gleicher Höhe um den Tisch angeordnet. Ganz links befindet sich der abwesende und sich der davonmachende Judas. Der Maler signierte sein Werk in der rechten unteren Ecke Stever 1864. 1865 bekam er dafür vom Klosteramt 600 Goldmünzen und der Vergolder Lüthgens aus Güstrow für die Goldleiste zur Einfassung des Gemäldes 28 Courant.

#### Orgel
Zu den Orgeln der Klosterkirche aus vorreformatorischer Zeit ist nichts bekannt. Erst 1672 sind Angaben zur Reparatur einer Orgel belegt. Der Orgelbauer Johann Gade/Bade wurde beim Attestatum der wohlgebauten Orgel in der Dobbertiner Closter Kirche am 26. April 1672 genannt. Im Speiseregister der Monatsrechnung des Küchenmeisters Johann Joachim Friese als Finanzbeamter im Klosteramt war am 30. Januar 1714 folgender Eintrag zu lesen: Als der Orgelbauer aus Rostock die Orgel repariert, demselben 19 Mahlzeiten gespeiset, nachmittags Brandtwein und neun Krug Bier. Am 15. Mai 1746 wurde zwischen dem Klosterhauptmann und Provisor von Bülow und dem Orgel-Bauer Paul Schmidt aus Rostock ein Orgel-Bau-Contrakt zum Neubau einer Orgel bis Weihnachten 1747 geschlossen. 1821–1850 erfolgten Reparaturen an der Orgel durch den Parchimer Orgelbauer Friedrich Friese II. Quartier und Beköstigung war im Dorfkrug.
Eine der wenigen nicht umgesetzten Thesen über den evangelischen Kirchenbau betrifft die heutige Orgel. Diese befindet sich nicht, wie gefordert im Westen der Kirche, sondern im nördlichen Vierungsteil des Baus. Für sie wurde eigens ein Raum geschaffen, der jedoch keineswegs als Kreuzschiff bezeichnet werden kann, auch wenn dieser Eindruck im Außenbau erweckt wird. Nach Plänen des Berliner Oberbaurats Friedrich August Stüler von 1852 sollte die neue Orgel auf der Nonnenempore, wo sich die Plätze der Konventualinnen befanden, aufgestellt werden. Der Landtag lehnte auch aus Kostengründen diesen Vorschlag ab.
Den Entwurf für den Orgelprospekt mit Gehäuse lieferte der Wismarer Architekt Heinrich Thormann schon am 18. März 1854. Die Orgel mit 20 Register auf zwei Manualen und Pedal baute 1857 der Orgelbauer Ernst Sauer aus Friedland. Zur Kirchweihe am 11. Oktober 1857 spielte der Schweriner Hof-Telegrafist Burmeister an der neuen Sauer-Orgel. Nach mehrjährigen Reparaturen des mangelhaften Instruments ab 1859 erhielt die Orgelbauanstalt Schlag & Söhne aus Schweidnitz 1892 den Auftrag zum Bau einer neuen Orgel im alten Gehäuse. Der Schweriner Hoforgelbauer Friese war zu teuer. Die Einweihung fand am 13. August 1893 statt. Das Local-Committe überzeugte sich so von der Richtigkeit des von Herrn Musikdirektors Massmann in Wismar über das abgegebene Gutachten, nach welchem das neue Werk, wenn auch nicht zu den größten und mächtigsten, so doch zu den wirksamsten unseres Landes gehört, in Bezug auf seine Einrichtung aber als eines der hervorragendsten in ganz Mecklenburg bezeichnet werden muss. Sauer baute 1858 auch noch für das Landschullehrer-Seminar zur Ausbildung von Lehrern an den Klosterschulen eine kleine Schul-Orgel.
Nach Abzug der letzten sowjetischen Soldaten Anfang 1947 konnten in der Klosterkirche die hinterlassenen Schäden, auch die an der demolierten Orgel mit den herausgebrochenen Pfeifen, begutachtet werden. Im Frühjahr 1949 wurde durch den Schweriner Orgelbauer Nitschmann die Orgel nur unvollständig spielbar gemacht. Erst 1953 erfolgte mit Mitteln der Anna Sophia von Bassewitz-Stiftung durch den Potsdamer Alexander Schuke Potsdam Orgelbau die Reparatur der Orgel. Nach baupolizeilicher Sperrung der Kirche 1979 und den zunehmenden Feuchteschäden baute Wolfgang Nußbücker vom Mecklenburger Orgelbau in Plau am See 1990 Teile der Orgel und das Pfeifenwerk aus und lagerte diese ein. Sein Nachfolger, der Orgelbaumeister Andreas Arnold aus Plau am See begann am 5. November 2018 mit dem Abbau der restlichen Teile der alten Orgel.
Der Orgelneubau sollte 2020 zum 800-jährigen Bestehen des Klosters in Dobbertin geweiht werden. Am 18. Mai 2020 wurde der erste Grundrahmen für die neue Orgel durch den Plauer Orgelbaumeister Andreas Arnold und seinen Mitarbeitern eingebaut. Das Instrument verfügt über 28 Register und 1660 Pfeifen, verteilt zwei Manuale und Pedal. Die kleinste Pfeife ist nur 12 Millimeter und die größte 4,80 Meter lang. Die verwendeten Hölzer – Fichte, Kiefer, Eiche und Esche – kommen zum größten Teil aus der Region. Die beiden Informationstafeln zur Orgel und dem Freundeskreis Orgel Klosterkirche Dobbertin wurden durch den Restaurator Andreas Baumgart angefertigt und im Juli 2020 montiert. Am 13. August 2020 erfolgte in der Klosterkirche im Beisein des Pastors Christian Hasenpusch, des neuen Klostermusikers und Kantor Christian Wiebeck und des damaligen Vorsitzenden vom Freundeskreises Orgel, Claus Cartellieri durch den Plauer Orgelbaumeister Andreas Arnold die Intonation der neuen Orgel. Am 5. November 2020 erfolgte durch den Orgelsachverständigen der Nordkirche Friedrich Drese im Beisein des neuen Organisten Christian Wiebeck die Orgelabnahme. und am 29. November 2020 fand in einem sehr kleinen Kreis im Beisein des seit zwei Tagen neuen Innenministers von Mecklenburg-Vorpommern Torsten Renz die Orgelweihe statt. Bedingt durch Corona-Maßnahmen war die gesamte Klosteranlage für Besucher gesperrt. Seit 2021 finden in der Klosterkirche regelmäßig Orgelkonzerte statt.

#### Radleuchter

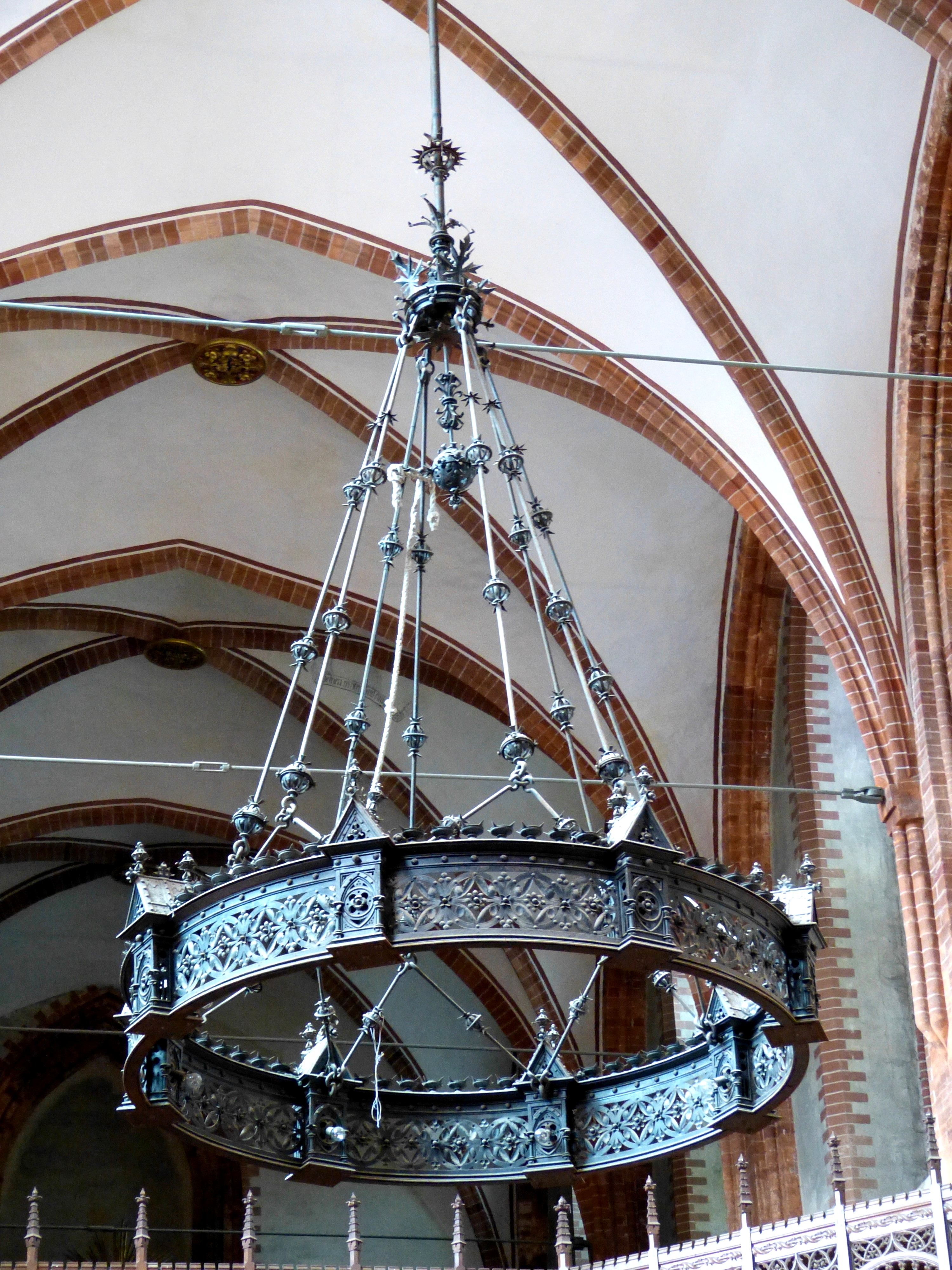
Radleuchter vor der Restaurierung (2014)

Die Beleuchtung in der Kirche, besonders bei Abendgottesdiensten, war mit den zwei kleinen 1727 von der damaligen Domina Sophia Catharina von Bülow gestifteten bronzenen Kronleuchtern nur unzureichend. Der Konvent mit der Domina Hedwig von Schack wünschte sich 1884 dem Baustil der Kirche entsprechend zwei größere Kronleuchter mit Goldbronze, die aus der Klosterkasse bezahlt werden sollten. Nur der Klosterpastor Friedrich Pleßmann beschwerte sich beim Oberkirchenrat in Schwerin über die Weggabe von Kirchengut ohne oberbischöfliche Genehmigung. 1885 wurden durch den Berliner Baumeister Dörflein die Zeichnung für die Kron- und Wandleuchter gefertigt und durch den Klosterhauptmann Landrat Wilhelm Thedwig von Oertzen beim Kunstschlosser Marcus in Berlin mit der Bemerkung die Summe aus der Klosterkasse sei vortrefflich hoch bestellt.
Die beiden schmiedeeisernen Radleuchter für 56 Kerzen wurden Ende 1885 angeliefert, doch nach dem Zusammensetzen kamen sie nicht durch die Kirchentür, sie waren zu groß. Der Dobbertiner Amtsmaurermeister Andreas hatte sich aus unerklärlichen Gründen um zwei Meter vermessen. Eine Rücknahme zur Verkleinerung verweigerte der Kunstschlosser Marcus. Zu einem weiteren peinlichen Zwischenfall kam es, als die Konventualin Mathilde von Rohr die neuen schwarzen Leuchter sogar als Untier an Hässlichkeit bezeichnete.
Die notwendig gewordene Verkleinerung der beiden Kronleuchter übernahm der Schlossermeister Paulus Johr in Prenzlau für 1000 Mark als Veränderungskosten. Aus Billigkeitsgründen wurde von einer Regressforderung an den Amtsmaurermeister Andreas abgesehen. Schlossermeister Johr verkleinerte die Kronleuchter und setzte sie in ein ziemlich richtiges Verhältnis.
Nach 130 Jahren wurde 2017 der erste der beiden Radleuchter durch den Metallrestaurator Thomas Fischer aus Mühlen Eichsen restauriert. 2019 war auch die Restaurierung des zweiten Radleuchter, statt mit Bestückung von Kerzen nun mit handgefertigten LED-Kerzen abgeschlossen.

#### Glocken
Während der Reformation wurden im September 1557 die Visitatoren nicht ins Nonnenkloster gelassen und mussten ihre Gespräche durch das Gitterfenster des Sprechhauses führen. Da es keine Einsicht gab, musste nach fünf Tagen der Landreiter als Gendarm auf den Turm steigen und den Klöppel aus der Glocke nehmen. Die Nonnen bezeichneten die Visitatoren als öffentliche Kirchenbrecher, da sie ohne Berechtigung die Glocke hätten abnehmen lassen. Das sind die ersten Belege einer Glocke im Kloster Dobbertin.
Dobbertiner Kirchenglocken wurden 1622 in einem Kirchenvisitationsprotokoll mit der zweiten Glocke, die bei Frost zersprungen sei, aufgeführt. Nach einem schweren Oktobersturm 1649 notierte Pastor Petrus Zander: … das Dach fehlt fast, im beschädigten Glocken-Thurm sind 3 feine Glocken, doch die eine immer geringer als die andere. Die älteste noch vorhandene Bronzeglocke wurde 1760 vom Glockengießer Johann Valentin Schulz aus Rostock gegossenen. Sie hängt heute im Giebel der 1862 errichteten Friedhofskapelle zu Dobbin. Zu lesen sind dort in der oberen Inschrift: Soli de gloria J. V. Schulze me fe cit Rostocki. In der unteren Inschrift:  Oelg. Anna Ilsabe von Krusen 1760, Joh. Died. v. d. Osten auf Carstorf, Jobst Hinrich von Bülow auf Woserin Erbherr und Klosterhauptmann Anno 1760, Eng. Paschen Friese Küchenmeister. Vorher hing die Glocke an der äußeren südlichen Chorfassade, wo die Reste der spitzbogigen Glockenüberdachung für die Läuteglocke noch bis 1995 vorhanden waren.
Nach einer Bestandsaufnahme durch den Klosterpastor Samuel Hoppe am 26. Juli 1811 waren alle vier Glocken in der hiesigen Kirche in einem brauchbaren Zustand. Die größte Glocke von vier Fuß um 1340 bis 1350 gegossen, hatte folgende Inschrift: Ava-Sancta-Nos-Banigna-Maria, Orex glorie christi veni visitare nos cu pace, die vier Evangelisten Mattheus-Johannes-Lucas-Marcus. (weiter nicht lesbar). Die zweite Glocke von drei Fuß hatte die Inschrift: Foli Deo Gloria, Campani: Hank Cour par: unser Augusta, Elisabeth von Fienecken, Domina, Joach. von Bassewitz Coenobio: Praefectus Joh. Krull, Küchenmeister. Michael Begun hat auch sie gegossen 1719. Die dritte Glocke hatte mit zwei Fuß und acht Zoll eine unleserliche Inschrift. Die vierte Glocke von zwei Fuß hatte die Inschrift: Im Jahre 1776 waren im Kloster Domina Fraeulein O. A. J. von Krusen aus dem Hause Bredenfelde, Kloster-Vorsteher Here von A. F. Raven auf Golchen, Klosterhauptmann H. J. E. von Krackewitz auf Briggow, Kloster Beamte: Sindici Herr Dr. J. P. Zander, Küchenmeister Herr E. P. Friese, emerit, Herr E. J. Friese, Actuarius Herr J. J. Schröder, emerit, Herr J. H. Gieske, Pastor G. G. Studemund, Veflatit J. V. Schultz. Rostocki. Diese Glocke wurde von Johann Valentin Schulz in Rostock gegossen.
Kaum bekannt ist, dass es seit 1770 schon eine Läuteordnung gegeben hat, die der Küchenmeister Carl Friedrich Friese am 10. Juli 1770 den Pastoren der Patronatskirchen übermittelte. Nach der Beerdigung eines Klosterhauptmanns war das observanzmäßige Trauergeläut in allen Kirchen des klösterlichen Patronats vier Wochen lang morgens von acht bis neun und nachmittags von eins bis zwei durchzuführen. Für Frau Domina wurden die Glocken vier Wochen lang nur einmal geläutet.
Nach Beginn des Kirchenumbaus 1829 wurde die Doppelturmanlage 1837 und das äußere Langhaus 1851 vollendet. Zur Kirchweihe 1857 waren 3 Glocken vorhanden, darunter die 1719 durch Michael Begun gegossene Glocke. Auf dem Landtag zu Malchin berichtete der Klosterhauptmann Otto Julius Freiherr von Maltzan, dass die Läuteordnung der Kirchenglocken eingehalten werde. Beim Ableben der Provisors Vice-Landmarschalls von Behr auf Hindenberg das observanzmäßige Trauergeläut in allen klösterlichen Patronatskirchen vier Wochen lang Morgens von acht bis neun und Mittags von eins bis zwei stattgefunden hat.
Die 1863 durch den Hofglockengießer Peter Martin Hausbrandt aus Wismar gegossene und nach der Domina Hedwig von Quitzow genannten Hedwig-Glocke soll nach Aussagen des Pastors Friedrich Pleßmann 1867 umgegossen worden sein. Unter Ausgaben-Geld in den Hauptrechnungen des Klosteramtes sind 1867 für die Klosterkirche in Dobbertin vermerkt: Dem Hofgießer Hausbrandt zu Wismar für den Umguß einer Kirchenglocke 595,38 Courant.
1872 hatten die Klostervorsteher die drei großen Glocken in der Kirche veräußert, weil sie musikalisch nicht zueinander stimmten und eine Glocke einen Sprung im Deckel gehabt habe. Sie haben in der Glockengießerei von Gustav Collier in Berlin-Zehlendorf drei neue Bronzeglocken anfertigen lassen. Auch das Revisions-Committe auf dem Landtag zu Malchin war 1872 der Ansicht, dass die mit großen Kosten in ihrer gegenwärtigen Schönheit hergestellte Klosterkirche mit einem derselben angemessenen harmonischen Geläute zu versehen, vollkommen gerechtfertigt sei und haben die Genehmigung nachträglich erteilt. Nach Anwesenheit des Glockengießers Gustav Collier aus Berlin wurde ein vorteilhafter Kontrakt wegen Lieferung eines neuen Geläutes für die Kirche zu Dobbertin abgeschlossen. Die Weihe der drei neuen Glocken nahm Pastor Friedrich Pleßmann am 5. September 1872 vor. Die kleinste, heute noch vorhandene Bronzeglocke mit einem Durchmesser von 75 cm hat folgende Inschrift: oben Gustav Collier in Berlin, in der Mitte unter einem abgebildeten Auge Ehre sei Gott in der Höhe. Auf der anderen Seite Domina Hedwig von Quitzow aus dem Hause Severin. Auf der mittleren Glocke mit einem Durchmesser von 95 cm stand oben Gegossen von Gustav Collier in Berlin 1872. In der Mitte unter einem Kreuz und Palmenzweig Friede auf Erden. Auf der anderen Seite stand Diese drei Glocken wurden gegossen im Jahr des Heils 1872 z. Z. Pastor Fr. Pleßmann, Küster W. Arendt. Die große Glocke von 113 cm Durchmesser hat folgende Inschriften: oben Gegossen von Gustav Collier in Berlin 1872. In der Mitte ist eine Traube und die Worte Den Menschen ein Wohlgefallen. Auf der anderen Seite Provisor von Plüskow auf Kowalz, Provisor Oberstleutnant von Bülow auf Cammin, Klosterhauptmann Graf von Bernstorff auf Ventschow.
Am zweiten Sontag nach Trinitatis 1917 wurden die Glocken letztmals geläutet. Zwei wurden zu Kriegszwecken abgeliefert und eingeschmolzen, nur die kleinste durfte als Läuteglocke bleiben. Da das unversehrte Herunterbringen der Glocken nicht möglich war, mussten sie zerschlagen werden. Vor 1920 war der Gerichtsdiener Hoefke neben dem Aufziehen der Turmuhr auch für das Läuten der Glocken zuständig.
Eine neue zweite aus Instandhaltungsmitteln finanzierte Glocke wurde in der Kunst- und Glockengießerei Lauchhammer gegossen und am 17. März 1926 eingebaut. Die Inschriften waren Domina Auguste von Bassewitz und Friede auf Erden. Die neue dritte Glocke mit einem Durchmesser von 100,5 cm wurde durch den 1934 neu aufgewerteten Glockenfonds auch in Lauchhammer gegossen. Die Inschrift war zeitgemäß Im 9 Jahr des Reichspräsidenten von Hindenburg. Im 2. Jahr des Reichskanzlers Adolf Hitler. Den Menschen ein Wohlgefallen. 1934. Am 18. Juli 1934 traf die neue Glocke in Goldberg ein und wurde am 20. Juli 1934 nach Dobbertin gefahren. Beim großen Glockenfest am 23. Juli 1934 wurde sie nachmittags um drei Uhr von 12 Männern hoch in den Turm gezogen.
Ab 1940 erfolgte die Erfassung von Glocken aus Bronze durch die Kirchenkanzlei Berlin-Charlottenburg für die Deutsche Evangelische Kirche zur späteren Ablieferung für Kriegszwecke. Die am 30. April 1940 durch Pastor Martin Romberg aufgeführten drei Glocken von 1872, 1926 und 1934 wurden in Gruppe A eingestuft. Nach der Abnahme von zwei Bronzeglocken 4/26/3 A und 4/26/4 A am 21. Januar 1942 durch die Kreishandwerkerschaft Parchim für die Reichsstelle für Metalle gingen die Empfangsbescheinigungen über abgelieferte Bronzeglocken von der Landessuperintendentur Parchim am 16. Februar 1943 an den Oberkirchenrat in Schwerin. Die Lagerung von Glocken der Mecklenburgischen Landeskirche erfolgte in Hamburg-Harburg und Wilhelmsburg. Am 6. September 1950 erhielt Pastor Kurt-Vollrath Peters für die Kirchgemeinde eine Rückerstattung von 6.480 DM für die beiden eingeschmolzenen Dobbertiner Glocken.
Ein besonderes Ereignis war 1956 die Beschaffung von zwei Glocken für die staatliche Klosterkirche. Denn in der über zwei Türme reichenden höchst originellen Glockenstuhlkonstruktion hängen heute neben den zwei 1957 von der Glockengießerei Friedrich Wilhelm Schilling in Apolda gegossenen Eisenhartgussglocken noch die kleine Bronzeglocke von 1872. Am 16. Juli 1956 unterzeichnete der Dobbertiner Pastor Kurt-Vollrath Peters in Apolda beim Glockengießer Franz Peter Schilling den Liefervertrag für zwei neue Glocken aus Eisenguss. Die größere Glocke von 760 kg hat die Inschrift Leben wir, so leben wir den Herrn, sterben wir, so sterben wir den Herrn. Die kleinere 300 kg schwere Glocke hat die Inschrift Seid in Hoffnung, geduldig in Trübsal, haltet an am Gebet. Die Kosten für die Glockenbeschaffung wollte die Gemeinde durch Spenden und Sammlungen besorgen und in das dafür eingerichtete Glockenkonto 11/3387 bei der Kreis- und Stadtsparkasse Parchim, Nebenstelle Goldberg-Dobbertin einzahlen. Die Folge war aber eine Anzeige bei der Polizei durch die unkirchliche Dobbertiner Bürgermeisterin Rosemarie Koch wegen einer ungenehmigten Sammlung für die Beschaffung von neuen Glocken in der staatlichen Klosterkirche. Der Kreis-Staatsanwalt Stuede aus Plau verbot am 23. Oktober 1956 die Sammlung mit der Auflage, die bisher gespendeten 644,50 DM über die Bürgermeisterin an die Spender zurückzugeben. Das brachte die Bürgermeisterin in arge Schwierigkeit, da einige die Spenden nicht zurücknehmen wollten. Andere nahmen das Geld und zahlten es im gegenüberliegenden Zimmer in das dort geführte Glockenkonto der Sparkasse ein. Der Staatsanwalt hatte am 14. November 1956 die Sperrung des Kontos aufgehoben und die Bürgermeisterin wurde am 1. Juni 1957 versetzt. Die beiden Glocken aus Apolda kamen gemeinsam mit der Woseriner Glocke am 21. Juli 1957 auf dem Bahnhof in Borkow nahe Dabel an. Am 22. Juli 1957 ging es mit dem Pferdewagen zum Dobbertiner Pfarrhof und von dort mit festlich geschmückten Glocken durch das Dorf zur Einbringung in die Doppelturmanlage der Klosterkirche. Auf Rücksicht der Erntearbeiten erfolgte die Glockenweihe erst am 25. August 1957.
Durch den Glockensachverständigen des Landeskonservators und der Evangelischen Kirche von Westfalen Claus Peter wurde am 12. April 1991 die Glockenanlage der Klosterkirche begutachtet. Dabei wurde festgestellt, dass sich die beiden an den verkröpften Stahljochen hängenden Eisenglocken mit den Jochen stark verrostet waren und durch Anschweißen die verlängerten Klöppel zu hoch anschlagen und dadurch Bruchgefahr besteht. Heute läutet nur noch die Bronzeglocke von 1872.
Als Ersatz für die zwei stillgelegten Eisenhartgussglocken von 1957 konnte der Kantor und Organist an der Klosterkirche, Christian Wiebeck, drei Bronzeglocken der 2021 abgerissenen Corvinuskirche in Hannover-Stöcken im Dezember 2022 auf der Glockenbörse für die die Dobbertiner Klosterkirche erwerben. Diese kamen am 21. Januar 2023 nach Dobbertin und wurden im nördlichen Kreuzgang aufgestellt. Nach einem Festgottesdienst am 18. Juni 2023 wurden die drei Glocken vor dem Hauptportal der Doppelturmanlage durch Pastor Christian Hasenpusch geweiht. Den ersten offiziellen Glockenschlag nahm der Kirchenälteste Torsten Peters vor. Bei der Weihehandlung wurde die erste Glocke mit einem Gewicht von 1250 kg und einem Durchmesser von 1234 mm als Festtagsglocke und Totenglocke geweiht. Sie läutet zu besonderen Anlässen. Die zweite Glocke mit einem Gewicht von 628 kg und einem Durchmesser von 1011 mm läutet zu den Gottesdiensten und Andachten. Die dritte Glocke mit einem Gewicht von 446 kg und einem Durchmesser von 905 mm ist die Friedensglocke und Taufglocke. Sie läutet zum Frieden in der Welt und wenn ein Gemeindemitglied getauft und gesegnet wird. Durch die Firma Udo Griwahn, Turmuhren und Läuteanlagenbau Grimmen wurden am 20. Juni 2023 die zwei Eisenhartgussglocken aus dem Glockenstuhl entfernt und die drei neuen Bronzeglocken in die Türme gehievt. Die Glocken sollten erstmals am 15. Juli 2023 läuten. Zum Festgottesdienst anlässlich der Fertigstellung der Klosterkirche nach 30 Jahren läuteten erstmals am 18. Juni 2023 die neuen Dobbertiner Glocken.
Übersicht über das Glockengeläut der Dobbertiner Klosterkirche
| Glocke | Name                            | Gießer                           | Gussjahr | Durchmesser | Masse   | Schlagton |
| ------ | ------------------------------- | -------------------------------- | -------- | ----------- | ------- | --------- |
| 1      | Festtagsglocke, Totenglocke     | Petit & Gebr. Edelbrock, Gescher | 1950     | 1234 mm     | 1250 kg | e′        |
| 2      | Vaterunserglocke, Mittagsglocke | Petit & Gebr. Edelbrock, Gescher | 1950     | 1011 mm     | 0628 kg | g′        |
| 3      | Friedensglocke                  | Petit & Gebr. Edelbrock, Gescher | 1950     | 0905 mm     | 0446 kg | a′        |
| 4      | Taufglocke                      | Gustav Collier, Berlin           | 1872     | 0750 mm     | 0300 kg | c″        |

#### Turmuhr
Nachdem die große Turmuhr in sehr schlechtem Gange gewesen, hatte 1746 der Güstrower Uhrmacher Nicolaus Christian Voß die Aufsicht, Unterhaltung und Reparatur der Turmuhr für weitere vier Jahre erhalten. Ab 1774 war der Uhrmacher Samuel Hoffer aus Sternberg für die Aufsicht und Unterhaltung der großen Turmuhr zuständig. Um 1800 erfolgte die Aufziehung der Klosteruhr durch den Koch Erich vom Klosteramt.
In der am 26. Juli 1811 durch den Goldberger Pastor Joachim Johann Birkenstädt für den verstorbenen Dobbertiner Pastor Hoppe aufgestellten Inventarliste zu allen Gegenständen in der Klosterkirche wurde unter XII. Von den Kirchenuhren folgendes vermerkt: Im Thurme ist eine Kirchen Uhr vorhanden. Sie hat gute Ziffer Blätter, geht richtig und schlägt viertel Stunden. Bei den vergoldeten Ziffern ist die unübliche Schreibweise für die römische Zahl IIII statt IV zu sehen. 1846 war der Gerichtsdiener Hoefke für das Aufziehen der Turmuhr verantwortlich.
Das oberhalb der Glockenstube aufgestellte heutige Turmuhrwerk wurde 1861 vom Großuhrmacher E. Rösner in Berlin gebaut. Das präzise gearbeitete und gut erhaltene Werk ist voll betriebsfähig. Die Uhr besitzt im Gehwerk ein Graham-Ankergang und ist mit Viertel- und Stundenschlagwerk ausgestattet. 2007 erfolgte die Restaurierung der kupfernen vergoldeten Uhrzeiger und der Uhrschlagglocken. Nach Reinigung des originalen Uhrwerkes wurde es wieder im Turmuhrenschrank eingebaut. Auf den Einbau eines elektrischen Aufzuges wurde aus denkmalpflegerischen Gründen wegen erheblicher Eingriffe das originale Uhrwerk verzichtet. Das Uhrwerk muss wie früher wöchentlich manuell in 24 Metern Höhe aufgezogen werden.

### Nonnenempore

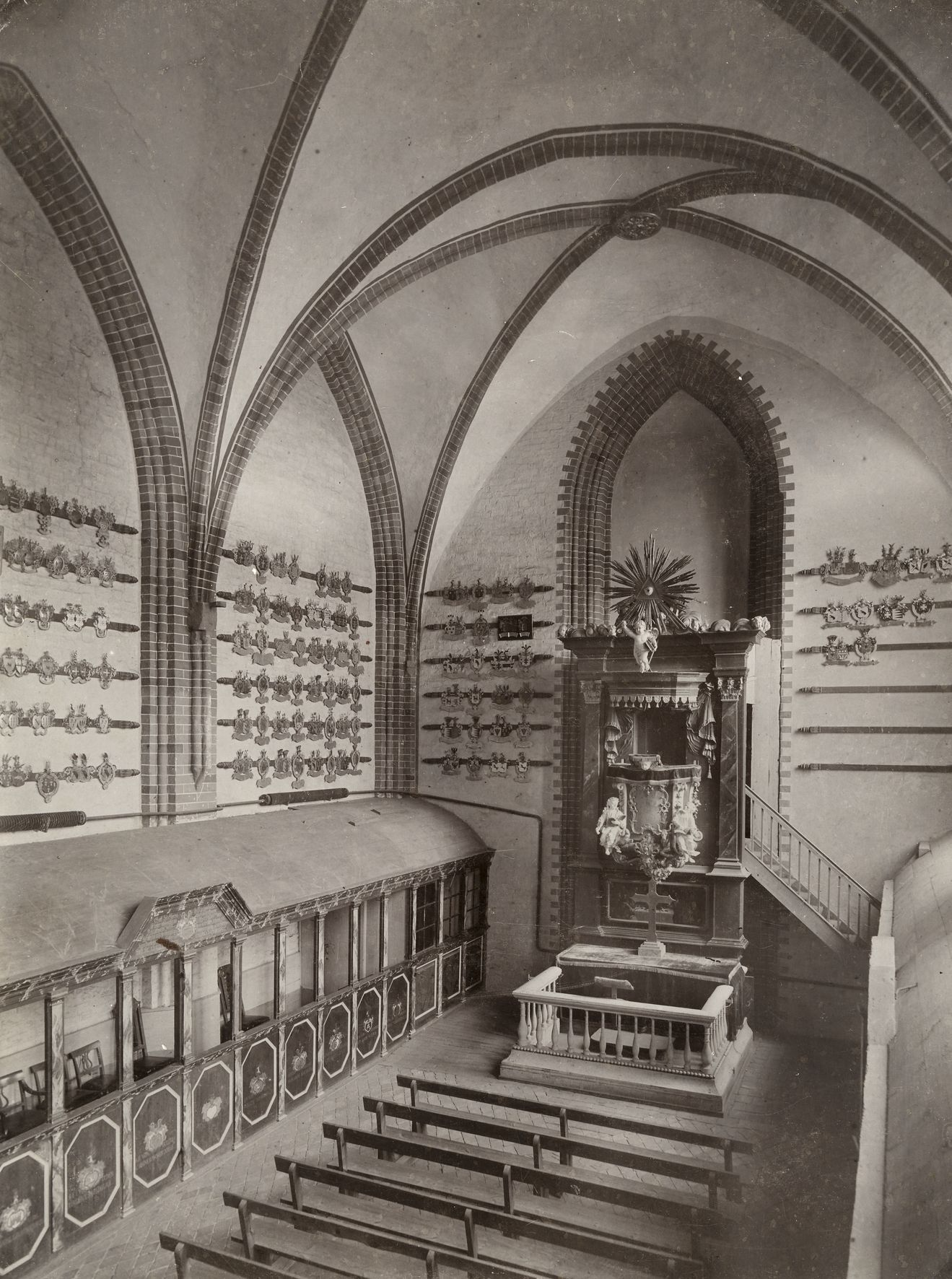
Nonnenempore (vor 1900)

Nach einer Plan- und Bauänderung wurde in die um 1280 als dreischiffige begonnene Kirche um 1300 als einschiffige Kirche weiter gebaut und in den westlichen vier Jochen eine Nonnenempore eingebaut. Der Nonnenchor in der Klosterkirche, auch Nonnenempore genannt, galt für den Frauenkonvent als ein abgegrenzter Raum und zur Klausur zugehörig. Aus der Zeit als Nonnenkloster sind zum Nonnenchor nur wenige Informationen bekannt. Während der Reformationsjahre wurde die Nonnenempore mehrfach erwähnt. Im Visitationsprotokoll vom 17. September 1557 ist zu lesen, dass man nun den oberen Chor zu vermauern und eine Tür aus dem Kreuzgang in die Kirche zu brechen gedenke. Als die Maurer die Ziegelsteine hinauf tragen wollten, wurden sie auf dem Chor von den Nonnen mit Steinwürfen, Wassergüssen und Gebetsbüchern beschmissen. Hier fand ein jahrelanger und in Mecklenburg wohl einmaliger dulle Nonnen krich statt.
Zwischen 1746 und 1749 ließ der damals noch Provisor Jobst Hinrich von Bülow auf Woserin die Oberkirche als neugebauten Fräulein-Chor neu ausmalen und ausstatten. Der Fußboden ist mit rautenförmigen, wohl mittelalterlichen, grün, schwarz und unglasierten Terrakotten ausgelegt. Später mit quadratischen unglasierten Kacheln ausgeflickt und beidseitig von der Altarschranke mit zwei runden Durchbrüchen von 1,20 m Durchmesser und einer begehbaren Gitterabdeckung versehen. In den Gebetslogen wurde im Juli 1746 durch die Dobbertiner Tischler Hans Andresen und Peter Pickert ein Fußboden aus Tannen Brettern in gleiche Höhe gelegt. Die benötigten Nägel und den Leim wurde vom Kloster Amt gegeben.
Die Größe des Nonnenchores entspricht der zweischiffigen Unterkirche mit den steil aufsteigenden Kreuzrippengewölben auf achteckigen Granitsäulen und erstreckt sich über die westlichen vier Joche, wobei das vierte Joch durch den trapezförmigen Abschluss nur bedingt nutzbar ist. Der 12,60 Meter lange und 9,70 Meter breite Raum wird nur durch drei Fenster auf der Nordseite mit Tageslicht erhellt.
An der Südwand der Nonnenempore haben sich auf dem Putz Befunde zur Ausmalung um 1300 erhalten. Die Farbfassungsbefunde belegen auf den Innenwänden gemalte großflächige Steinquader mit roten Fugenstrichen. Alle Rippen waren einfarbig rot und wechselnden Rippenbegleit- und Scheitelornamenten versehen. Es handelt sich hier um die erste Fassung auf dem Ziegelmauerwerk. Bis zur umfassenden inneren Restaurierung sind noch drei weitere weiße Fassungen an den Wänden und Gewölben nachweisbar. Bei den Sicherungsarbeiten an gefährdeten Gewölben und Gurtrippen über der Nonnenemporen fanden 1996 die Restauratoren Andreas Baumgart und Heiko Brandner in einem nördlichen Gewölbezwickel eine Engelsfigur. In der rechten Hand hat sie eine Posaune und in der linken hält sie ein Spruchband mit der Inschrift Deinen rechten und einigen Sohn. Auf eine komplette Erneuerung des Putzes an den Schildwänden und den Gewölben wurde zum Erhalt der mittelalterlichen Malereien verzichtet.
Zu Weihnachten 1749 waren alle Arbeiten am Dobbertinschen Kirchenbau auf der Nonnenempore vollendet. In den Hauptregistern der Jahre 1746–1749 hatte der Küchenmeister Engelck Paschen Friese alle verausgabten Kosten für die Handwerker, deren Material bis hin zum Speiseregister exakt registriert. Folgende Handwerker waren am neugebauten Fräulein Chor beteiligt: der Orgelbauer Schmidt aus Rostock, der Bildhauer Klinckmann aus Rostock, der Fassmaler Bromann aus Rostock, der Drechsler Grünwald und die Tischlermeister Andreßen und Pickert aus Dobbertin, der Glaser Köncke aus Goldberg, der Zimmerermeister Seydell und die Brettsäger Jacobs und Guhl aus Dobbertin, der Maurermeister Finkenwirt und der Schmied Podol aus Dobbertin, der Kaufmann Gerts aus Goldberg für gelieferte Nägel und der Frachtfahrer Brun für den Orgeltransport aus Rostock. Nicht zu vergessen der Notarius und Organist Knöchell bei der Untersuchung der Orgel, wie sogar im Speiseregister vermerkt wurde.
Ein Raumabschluss entsteht vor dem dritten Joch durch das 1857 eingefügte, die ganze Breite einnehmende Holzwand, mit dem zum Ostchor gerichtete Gestühl der Konventualinnen. Am 17. März 1933 soll in der Klosterkirche durch die schadhafte Heizungsanlage auf der Nonnenempore zu einem Feuer gekommen sein, doch es gelang der Goldberger Feuerspritze die Gefahr zu bannen.
Heute gelangt man in den Nonnenchor über den 2006 vollendeten Ergänzungsbau aus Stahl, Glas und Sichtbeton an Stelle der 1946 entstandenen Brandlücke zwischen dem vorhandenen Ostflügel der Klausur und der Südwand der Klosterkirche. Der Ergänzungsbau gilt als Haupterschließung der vier Klausurgebäude mit den Kreuzgängen im Erdgeschoss und der Schule im Obergeschoss sowie dem Zugang zur Nonnenempore.
Seit 2019 erfolgt unter fachlicher Anleitung und Betreuung des Restaurators Andreas Baumgart eine umfassende Restaurierung der Nonnenempore mit der noch vorhandenen Ausstattung. Die drei 1884 auf der Nordseite eingebauten Fenster aus würfelförmiger Bleiverglasung mit farblosen und grünlichem Tischkathedralglas und seitlich farbigen Bändern wurden in der Werkstatt der Glaserei Brüggemann im Schönfeld-Mühle gereinigt, ausgebessert und 2020 wieder eingesetzt. Nach Abschluss der aufwendigen Sanierungs- und Restaurierungsarbeiten auf der Nonnenempore fand am 31. Oktober 2021 durch Pastor Christian Hasenpusch die Weihe statt.

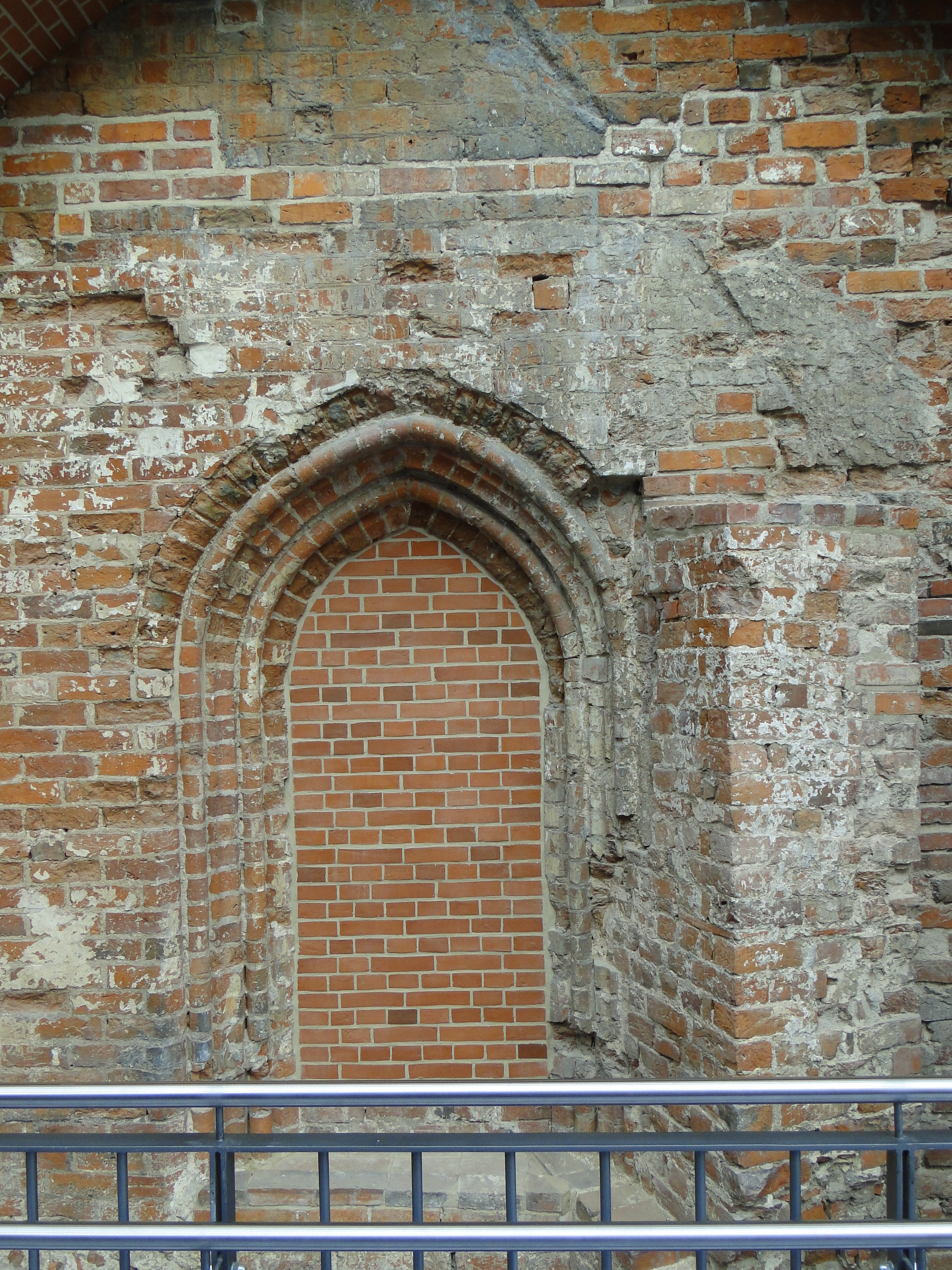
Zugemauerte Tür zur Nonnenempore (2011)
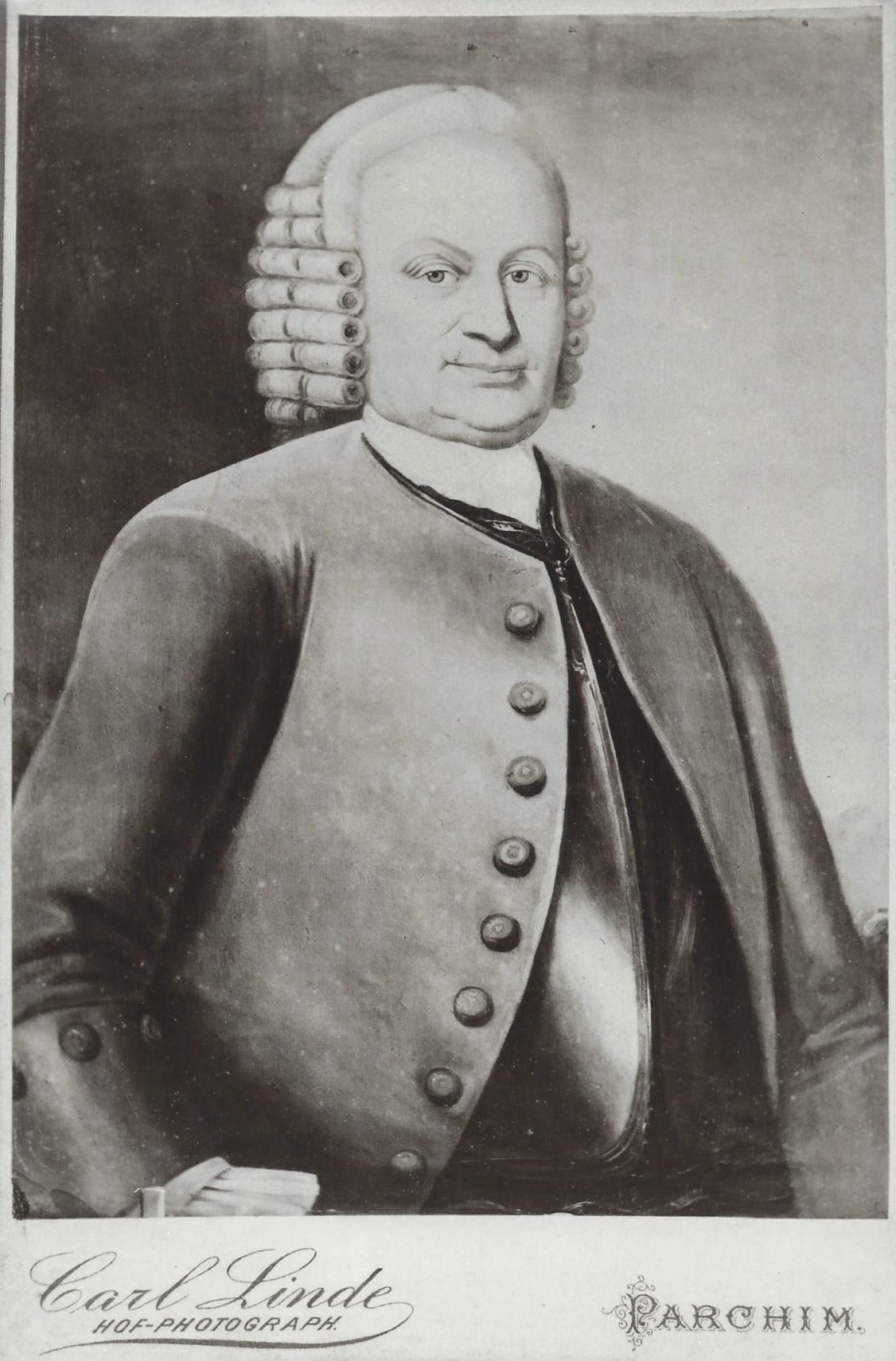
Jobst Hinrich von Bülow 1762 Klosterhauptmann
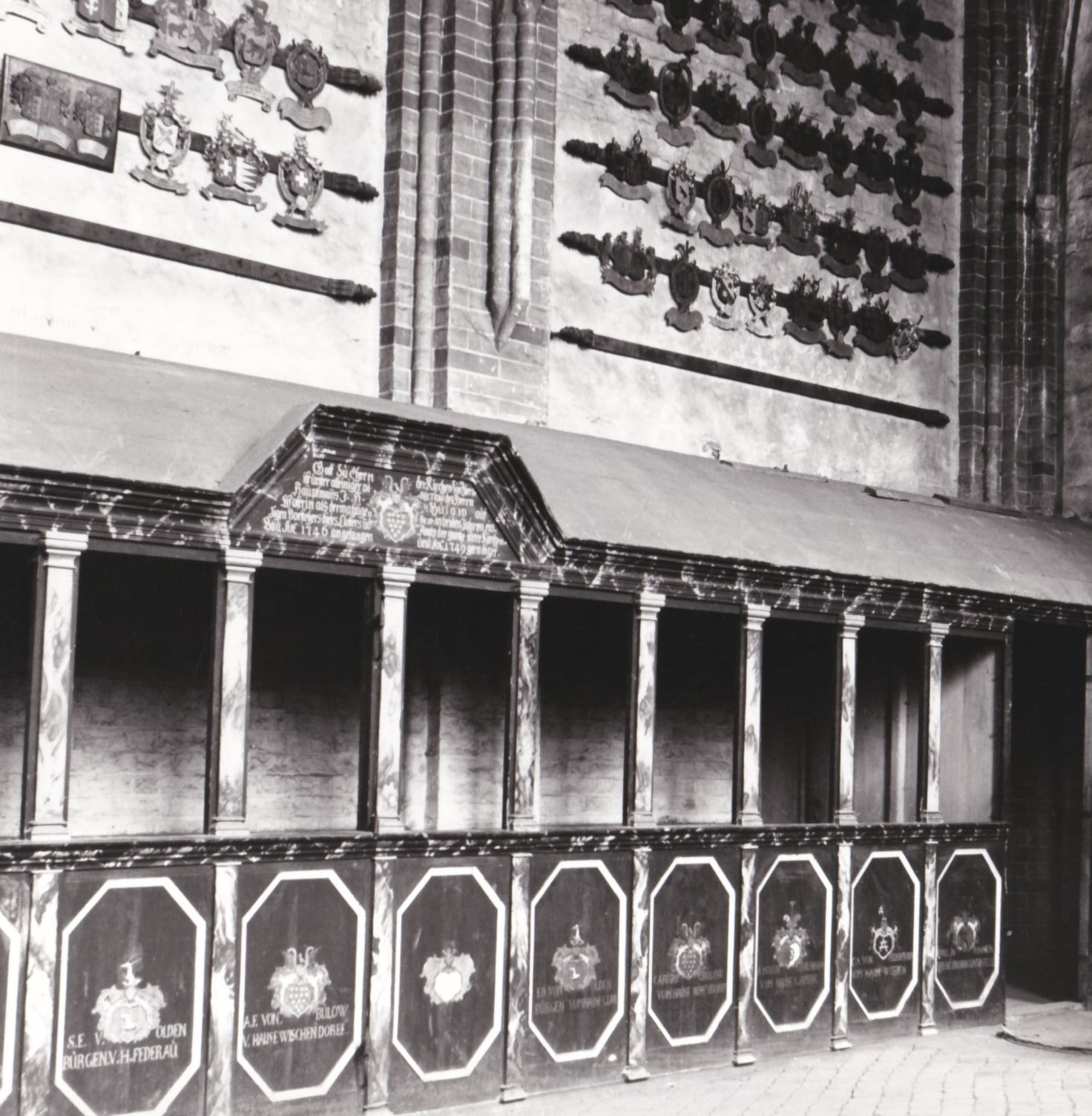
Gebetsloge auf der Nonnenempore (um 1930)
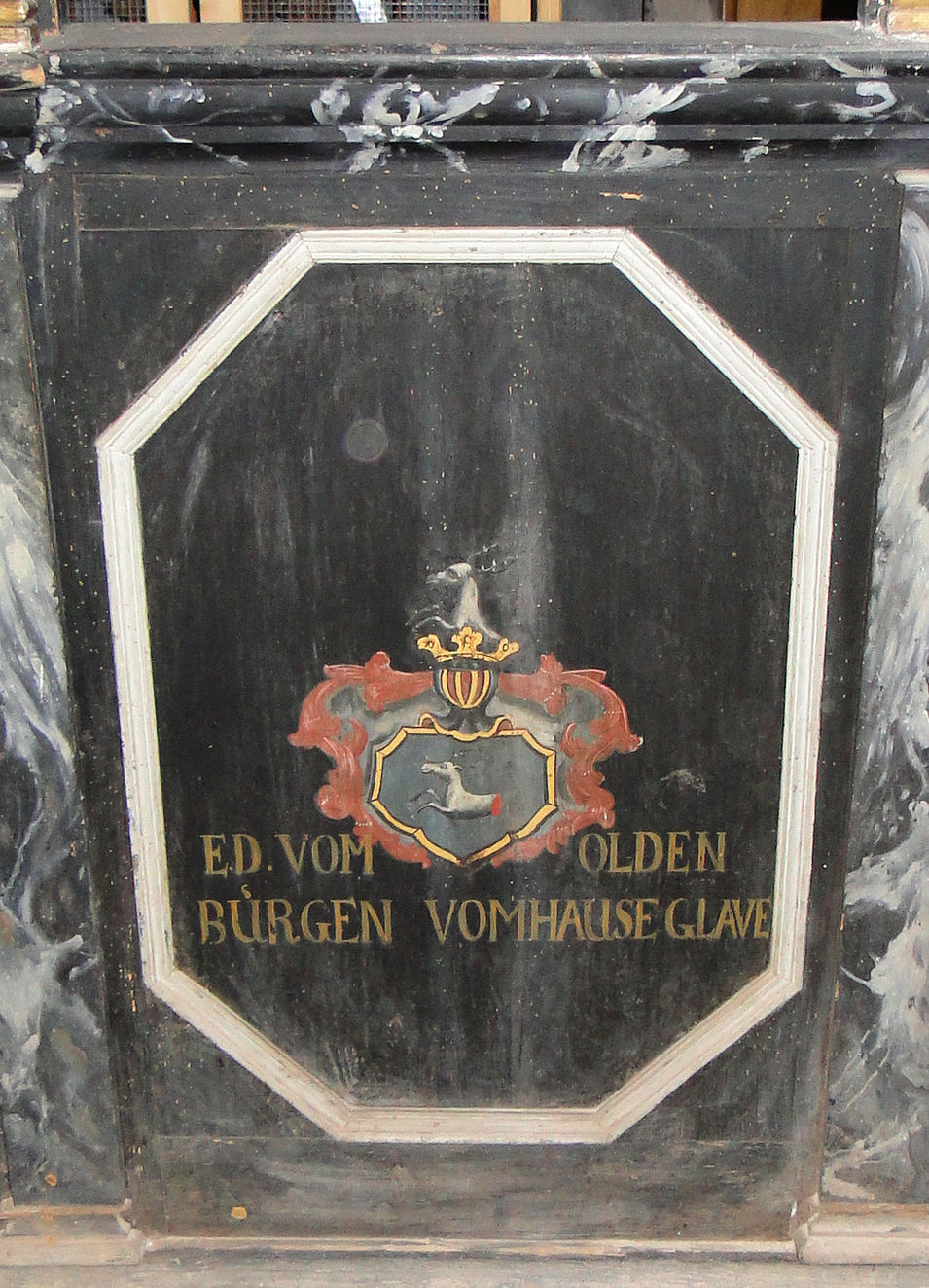
Konventualin Sophia Charlotte von Oldenburg (2011)
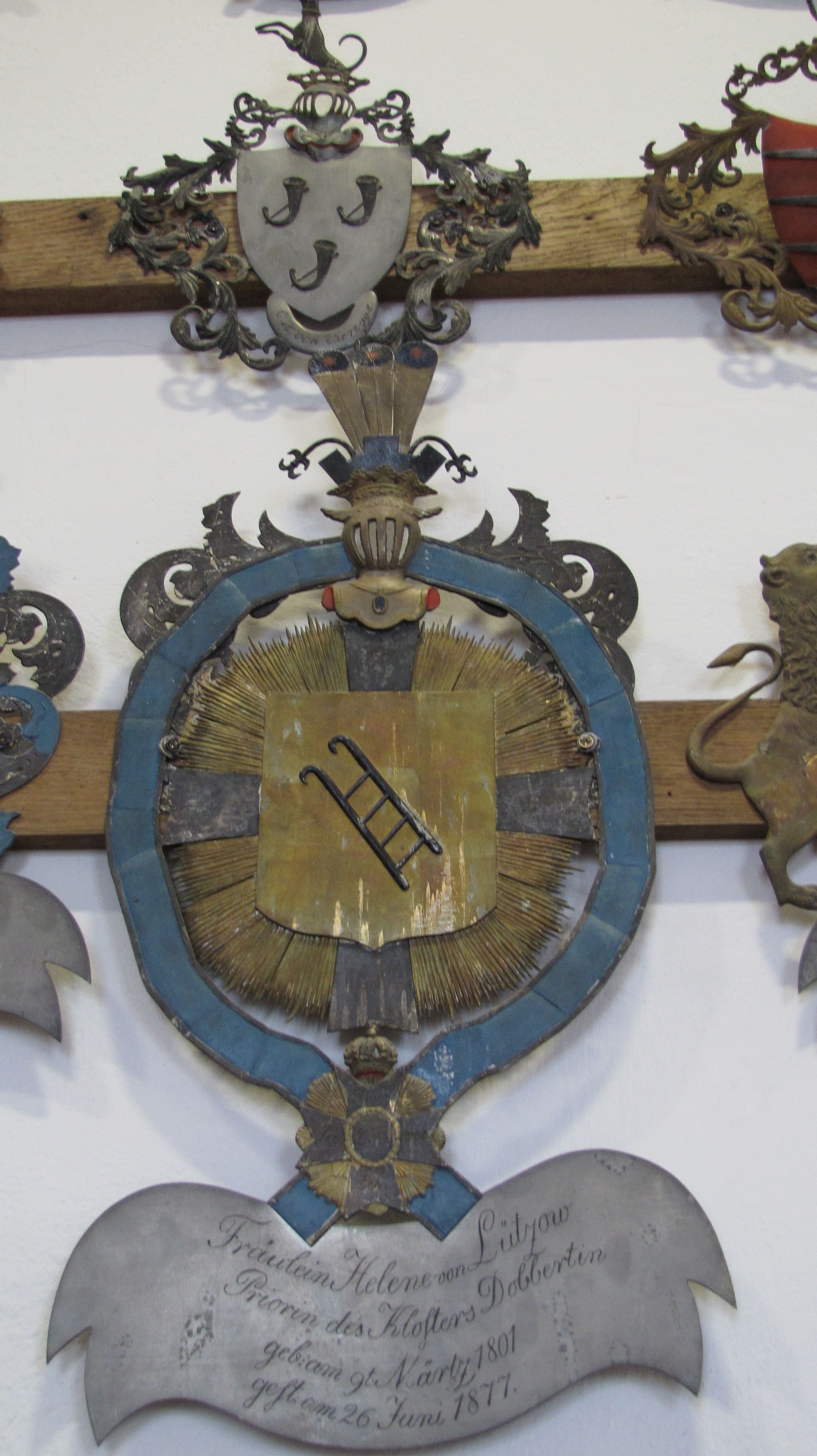
Wappen Helene von Lützow (2010)

Das ehemalige zugemauerte Portal der Nonnenempore zum Dormitorium, dem Schlafsaal der Nonnen im östlichen Klausurgebäude ist noch vorhanden.

#### Gebetslogen

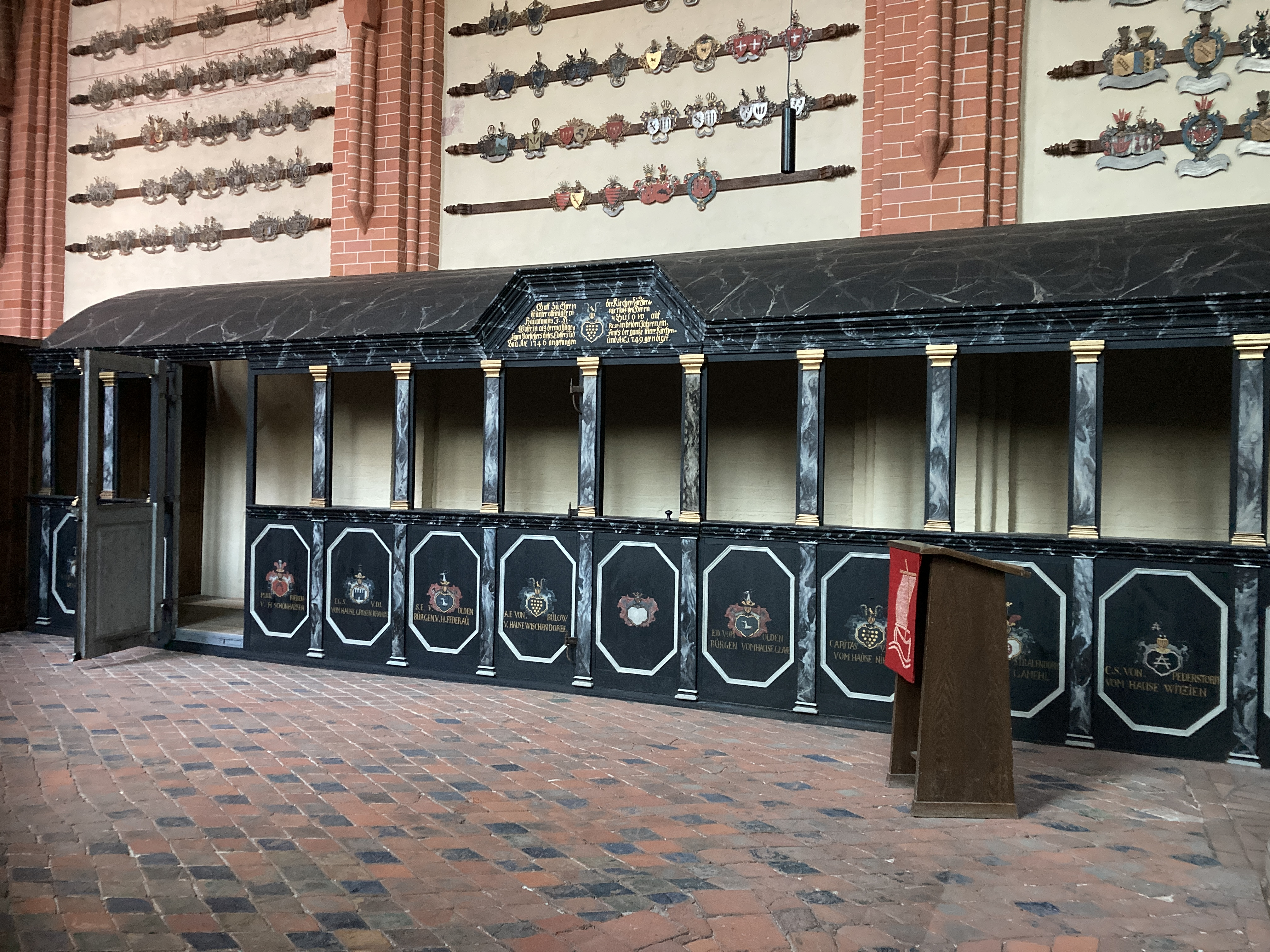
Restaurierte südliche Gebetsloge (2021)

An der Nord- und Südseite des Nonnenchores erstrecken sich die Gebetslogen über die gesamte Raumlänge von 12,60 m. Sie sind 1,90 m breit, 3,25 m hoch, bestehen aus 16 Achsen und wurden ab Juli 1746 aus Nadelholz gefertigt. Die reiche Gliederung der Logen wird durch Profile, Pilaster und die achteckigen unteren Felder erzielt. Da die Rahmenfelder offen sind, wird eine fensterartige Wirkung charakterisiert. Über der Fensterreihe schließt ein reich profiliertes Gesims die Vorderfront ab. Über den beiden mittleren Logen geht das Gesims in einen abgeschrägten Giebelaufsatz über. Bei der Südloge ist folgender Text vermerkt: Gott zu Ehren, der Kirchen zur Zierde ist unser alleiniger DIRECTIO des Herrn Hauptmans J. H. v. Bülow, auf Woserin als dermaligen RESP in beiden Jahren einziger Vorstehers dieses Klosters du Amts der ganze inere KirchenBau AN 1746 angefangen und AN 1749 geendigt. Mittig im Text befindet sich das Wappen der von Bülow. Auf der Nordseite findet sich im Giebelaufsatz der Loge ein kurzer Text: M. v. Bülow Domina aus dem Hause Bölckö. Mittig wieder das Wappen derer von Bülow. Nachträgliche Veränderungen gab es bei der südlichen Gebetsloge am westlichen Ende durch den dortigen Eingangsbereich. In den letzten beiden Brüstungsfeldern befinden sich nur rechteckige Füllungen.
Mit der Errichtung der beiden Gebetslogen mit einem Bogen Verdeck als gewölbte Überdachung wurden am 1. Juli 1746 die Dobbertiner Tischlermeister Hans Andreßen und Peter Picker vom Klosterhauptmann Geheimrat Henning Friedrich Graf von Bassewitz auf Prebberede beauftragt. Auch zur Ausführung der Paneele, Türen und den 40 Stühlen, besonders den in der Mitte für Fräulein Domina abgeschotteten Stuhl in der durch eine Tür zu öffnenden Loge gab es mit den Dobbertiner Tischlern exakte vertragliche Festlegungen. Mit der Ausmalung der Gebetslogen wurde am 27. März 1747 der Rostocker Maler Ezechiel Bromann durch den Klosterhauptmann Henning Friedrich Graf von Bassewitz beauftragt. Der Fassmaler hatte mit seinen Leuten gut und ohne Tadel auf folgende Art den neugebauten Fräulein Chor auszumalen. So wurden das Dach, die Rahmen, Profilleisten und die großen und kleinen Pfeiler schwarz ausgemalt und grau marmoriert. Es sollte alles mit Echten Farben ausgeführt werden. Das Vergulden der Kapitelle sollte mit feinem Ducaten Golde erfolgen. Im ergänzenden Vertrag vom 1. August 1749 wurde Fassmaler Bromann vom Klosterhauptmann Jobst Hinrich von Bülow angehalten, in den unteren Füllungen 26 Wappen von den einwohnenden Kloster Fräuleins mehrfarbig zu malen. Bromann versprach, zu all diesen Wappen echte Farbe zu nehmen, falls erforderlich sein sollte, Gold und Silber anzubringen. Auch Herrn Hauptmanns von Bülow Wappen, Namen, Jahreszahl mit Schrifttext in goldbronzener Farbe wurde ausgeführt. An der südlichen Gebetsloge befinden sich 14 Wappendarstellungen. Von rechts nach links sind die Wappen Bessel als erste bürgerliche Konventualin, Catharina Sophia von Peddersdorf, F. M. von Stralendorff, Caritas von Bülow, E. D. von Oldenburg, Anna Fridericha von Bülow, Sophia Charlotte von Oldenburg, Charlotte Sophia von der Lühe, M. D. von Rieben, Magdalene von Plessen, Elenora von Behr zu sehen. An der nördlichen Gebetsloge befinden sich von rechts nach links 16 Wappen von Dorothea von Winterfeld, Eva Dorothes von Weltzien, C. A. von der Lühe, E. A. von Bülow, A. A. I. von Wangelin, A. E. von Preen, A. M. S. von Lützow, V. B. von Bülow, A. M. von Zeppelin, B. von Lützow, E. D. von Zülow.
Die Restaurierung der Logen erfolgte 2021 durch die Bauhütte Neumühle aus Schwerin und die Holzbildhauerin Andrea Jorke aus Blieskow.

#### Damengestühl
Auf dem Nonnenchor nach Osten gerichtet passt sich das 1857 auf ganzer Breite entstandene Gestühl für die Konventualinnen dem trapezförmigen Abschluss der Unterkirche an. Zwei monumentale tabernakelartige Fialen flankieren das Gestühl. Als Vorbild diente ein spätgotisches Chorgestühl. Das zusammenhängende, in einzelnen Lauben unterteilte Gestühl mit Wangen und Rückenlehnen ist baldachinartig überdacht und mit Fialtürmchen geziert. Davor befanden sich in zwei Sitzreihen die 32 gepolsterten Stühle der Konventualinnen, in der Mitte stand der etwas größere Stuhl der Frau Domina. An der Wand befand sich eine durchgehende Bank für die Mädchen der Klosterdamen. Am 17. Februar 1856 teilte der Wismarer Baumeister Heinrich Thormann den Klostervorstehern mit, dass der Entwurf für den Probestuhl zum Damenchor erst in drei Wochen fertig wäre. Den Probestuhl lieferte Thormann am 6. April 1856 dem Klosterhauptmann Otto Julius Freiherr von Maltzan nach Dobbertin. Er war hübsch, zu teuer und bedurfte kleiner Veränderungen. Am 6. April 1856 protokollierte von Maltzan: In Bezug auf den Chor ist Thormann wieder etwas oberflächlich zu Werke gegangen, er hat nur 22 Damenplätze und eben so viele Mädchenplätze dahinter berechnet. Wir müssen aber bei der Vermehrung der Stellen über 32 Plätze haben. Ich habe Thormann die Lösung dieses Rätsels aufgegeben, welche wohl darin bestehen wird, die Rückwand des Chores so weit zurückzuziehen, daß die Mädchen hinter den Damen sitzen können. Klosterprovisor Landrat Hans Dietrich Wilhelm von Blücher auf Suckow bemerkte :  daß sich Thormann wieder in den Wind kalkuliert hat, ist klar, denn schon öfters hatte man ihm gesagt, daß für 32 Damen Platz da sein müßte. Auf der Baukonferenz am 3. Mai 1856 hatten die drei Klostervorsteher, der Klosterhauptmann Otto Julius Freiherr von Maltzan und die Provisoren Landrat Hand Dietrich Wilhelm von Blücher und Johann Heinrich Carl von Behr auf Hindenberg mit dem Baumeister Thormann aus Wismar zur Anzahl der Plätze und der Stühle auf dem Damen-Chor verabredet: Es werden 44 Plätze, drei davon für die nun schon 79-jährige Frau Domina Hedwig von Quitzow aus dem Hause Severin, angebracht. Für die Mädchen der Damen lassen sich nur 32 Plätze anbringen, was der gegenwärtigen Zahl der Konventualinnen entspricht. Es sollten noch zwei Jahre vergehen, bis die von Fiedler in Wismar gefertigten Damenstühle im Februar 1858 mit der Eisenbahn bis Güstrow und danach auf den Nonnenchor nach Dobbertin gelangen sollten. Zum Dominastuhl, deren Fertigung mit Höhe, Lehne, Polsterung und Farbgestaltung gab es noch weitere Dispute. Doch wo diese Stühle nach 1945 geblieben sind, war bisher nicht zu erfahren.
Beim Einbau einer Heizung 1884 auf der Nonnenempore wurden auf den dafür entfernten südlichen Wandplatten der Mädchensitzen Inschriften der Handwerker entziffert. Carl Fründt, Zimmergesell in Dobbertin September 1884 sind diese Stühle abgenommen und wieder angemacht wegen der Dampfröhren.
Das Damengestühl wurde 2020 durch die Tischlerei Nils Fischer aus Schwerin restauriert und alle Beschädigungen der letzten Jahrzehnte beseitigt. Fehlende Sitzflächen, Rückenlehnen und Wangen in den Sitznischen wurden erneuert.

#### Kanzelaltar

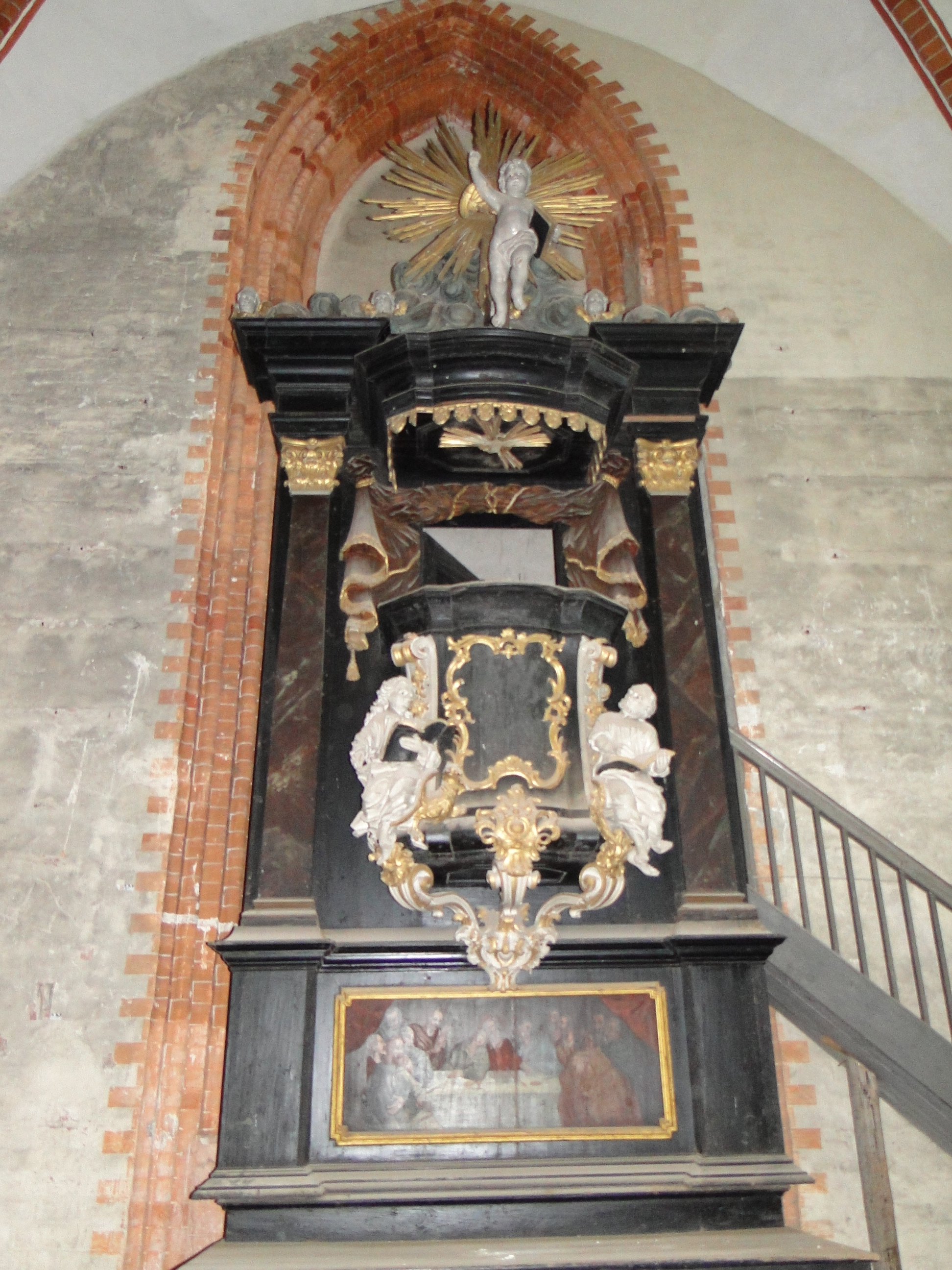
Kanzelaltar (2011)

An der Westseite des Nonnenchores befindet sich der bis 1857 in der Kirche am Hauptaltar verwendete Altaraufsatz. Er ist mit der zwischen Ostern und Pfingsten 1747 vom Rostocker Bildhauer Johann Andreas Klinkmann angefertigten Kanzel verbunden. Der streng architektonisch aufgebaute Kanzelaltar besteht aus Altarschranke, Mensa, Predella und Retabel mit Kanzelkorb und Schalldeckel. Die Altarschranke wurde als eine Balustrade gearbeitet. Über den gedrechselten Stäben ist ein hellgrau gestrichener betont breiter Handlauf in 1,10 m Höhe mit seitlich eingefügten Türen. Die Mensa von 1,00 m Höhe und 2,30 m Breite als einfacher schwarz gefasster Kasten wirkt sehr klobig und unpassend zum sonst so feingliedrigen Kanzelaltar. Auf der Mensa stand 1,08 m hohes Altarkreuz mit zugespitzten und vergoldeten Endungen. Die Predella als Basis für den Altaraufsatz ist konstruktiv nicht eigenständig. Eine optische Trennung erfolgt durch breite durchlaufende Profilierungen im unteren und oberen Bereich. Im Mittelteil der Predella befindet sich ein 1,36 m breites und 0,53 m hohes Gemälde vom Heiligen Abendmahl auf schwarz gefassten Holzuntergrund. Die Malerei ist vergleichsweise gekünstelt, wie sie in dieser Zeit nicht typisch war. Möglich wäre eine Kopie eines früher entstandenen Werkes. Über dem Gemälde erwachsen aus Blattrocaillen drei Volutenkonsolen, die den Kanzelaltar tragen. Jenen flankieren zwei marmorimitierte Pilaster, die mit vergoldeten korinthischen Kapitellen abschließen. Optisch bilden die beiden Pilaster das Tragwerk für das reich profilierte und seitlich hervorkragende schwarz gefasste Gesims. Auf dem unteren Rand des Kanzelkorbes sitzen die Evangelisten Johannes und Lukas, die durch ihre Symbole benannt werden können. Neben Johannes erscheint der Adler, neben Lukas nur noch ein Flügel des Stieres. Die beiden Skulpturen sind handwerklich gut durchgearbeitet, das harte ungeordnete Gewand verrät innere Bewegtheit bei der Mitschrift des Evangeliums, welches von der Kanzel verkündet wird. Vom Bildhauer Klinkmann wurde dieser Moment wirkungsvoll in Szene gesetzt. Lukas Blickkontakt zum Prediger, der in der Kanzel steht, unterstreicht das deutlich.
Der Kanzelkorb ist nach oben und unten ausladend. Nach oben wird er von einem breiten Profil abgeschlossen. Der Schalldeckel ist reich profiliert und passt sich den Konturen des Kanzelkorbes an. Die Unterseite des Deckels ist mit Zierwerk versehen. Über dem Schalldeckel, von dem ein geschnitzter geraffter Vorhang den Austritt in den Kanzelkorb rahmt, schwebt ein Engel mit einem Buch, vermutlich der Heiligen Schrift aus den Wolken hernieder. Monumentale Krönung ist das Auge Gottes im goldgefassten Strahlenkranz. Der Kanzelkorb ragt um 0,70 m aus dem Retabel hervor. Der 0,80 m breite Treppenaufgang zur Kanzel mit dunkelgrau gefassten Sprossengeländer beginnt in der westlichen Adelslaube auf der Nordseite wurde 1857 eingebaut und mit einer Tür verschlossen.

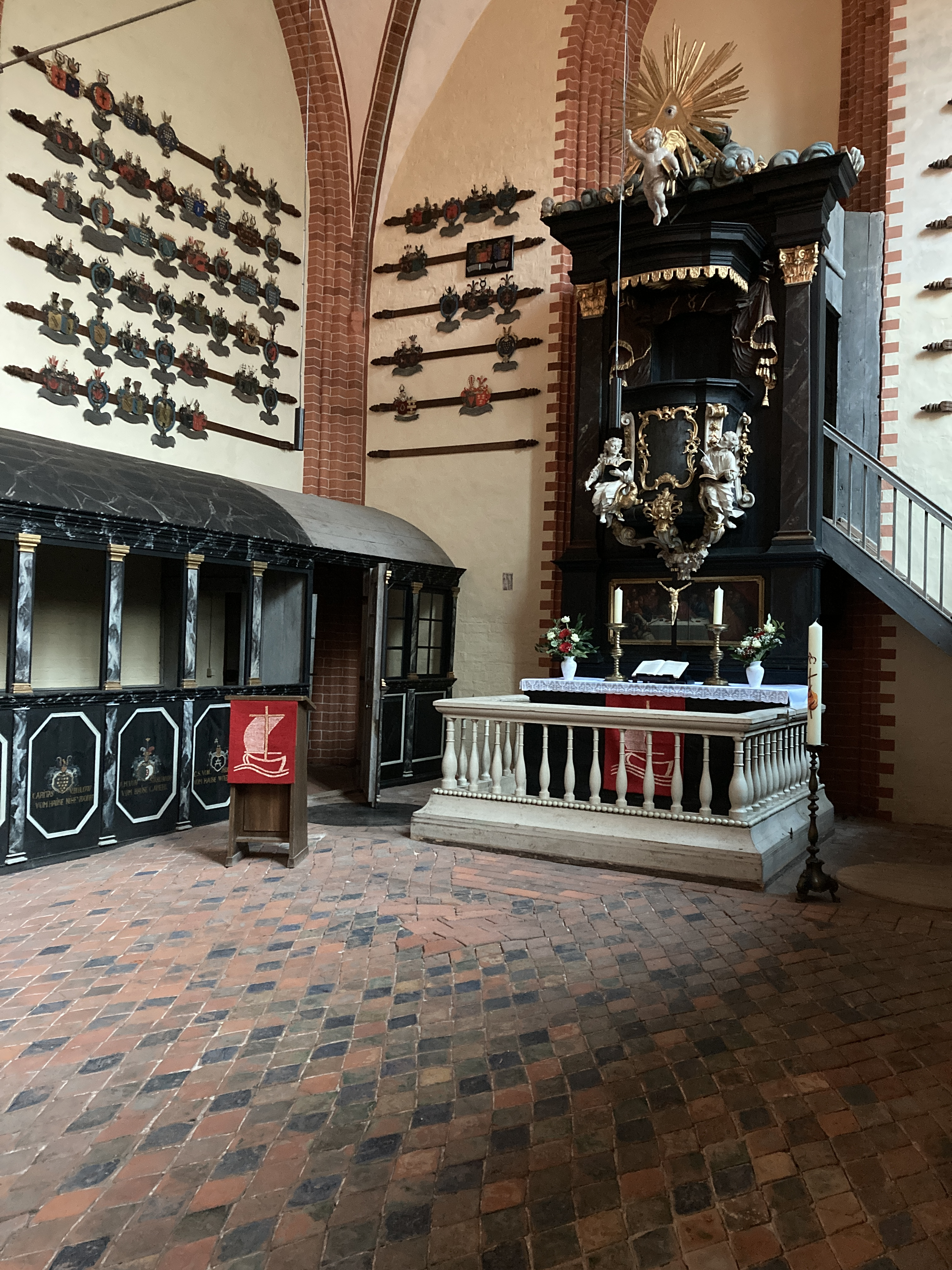
Nonnenempore mit Kanzelaltar nach der Restaurierung (2021)

Am 3. Juli 1746 unterschrieb der Rostocker Bildhauer Johann Andreas Klinckmann beim Provisor Jobst Hinrich von Bülow auf Woserin im Amtshaus des Klosters Dobbertin den Kontrakt Wegen Aufbauung des Altars und der Kanzel in der Closter-Kirche zu Dobbertin. Bildhauer Klonckmann versprach den Altar worin zugleich die Kanzel war, zwischen Ostern und Pfingsten kommenden 1747 Jahres wohl gut und auffs fleißigste verfertigt zu liefern. Die Malerarbeiten von Echtem glantz Gold vergulden, schwartz Laccierung und Weiß Polieren zu lassen, so dass sowohl in seiner als des Malers Arbeit kein Tadel sein soll. Die Treppe aus Tannen- und Kloster-Ambt-Holtz außer die Maurer- und Schlößerarbeiten fertigen. Der Bild-Hauer hat die freie Fuhre zur Überbringung der Kanzel aus Rostock und genießt bey Aufsetzung deßselben den freyen Unterhalt. Interessant ist noch der Vertragsschluss: Schließlich versprechen beyde Contrahierenden Theile diesen Contract in allen seinen Clauseln und puncten, mit Begebung aller und jeder Ausflüchte sie haben Nahmen wie sie wollen getreulich nachzukommen. Urkundlich wurde der Vertrag von beiden Teilen unterschrieben und gesiegelt.
Die Restaurierung des Kanzelaltars erfolgte 2021 durch die Bauhütte Neumühle aus Schwerin und durch die Holzbildhauerin Andrea Jorke aus Blieskow.

#### Orgel
An der Westseite der Nonnenempore befand sich von 1747 bis 1854 auf dem Kanzelaltar noch eine kleine Orgel. Sie wurde 1747 vom Rostocker Orgelbauer Paul Schmidt als seine erste Orgel angefertigt. Dazu wurde am 15. Mai 1746 folgender Orgel-Bau-Contract bey Reparation der Closter-Kirche 1746 geschlossen. Zu wissen sey hiermit daß heute zwischen Sr. Hochwohlgeboren dem Herrn Hauptmann von Bülow, Provisor des Adlichen Closters Dobbertien und dem Orgel Bauer Herrn Paul Schmidt über die, in der Dobbertinschen Kirche, neu zu erbauende Orgel, folgender maßen Contrahiret und geschloßen worden. Herr Schmidt versprach in einer Zeit von anderthalb Jahren die Orgel ohne einzigen Schaden auf guten Glauben zu verfertigen, und in voll erbautem Stande abzuliefern und zwar nach folgender Disposition, als zwei Klaviere im Ober und Unter Werk und Pedal. Die Clavire mit Buchs-Baum Holtz, die Semitonia Schwartz Eben Holtz blegt. Die asbstractuer, mit Meßingschen Dradt, die Meßingschen Federn, mit Schrauben. Drey tüchtige Bälgen mit 12 Fuß lang und 6 Fuß breitt, mit Roß-Adern geleimt, und Schaaffs-Leder doppelt beleimt. Die Windt-Laden von recht truckenem Holtz, und zwahr Eichen. Die beyden Clavier verkoppelt. Die Claviere von vier vollen Octaven. Daß Pedall, von das große C biß ein gestrichenem d. Der Provisor von Bülow versprach, 750 neue Reichstaler hinlänglich einer Kaution durch den Organisten Hüsern aus Rostock von 200 Reichstalern zu zahlen. Die Arbeiten an der Orgel waren mit Hilfe seines Sohnes, dem Orgelbauer Heinrich Schmidt zu Weihnachten 1747 vollendet. Nach dem Haupt-Register bei Ausgaben wurden am 16. Januar 1748 dem Orgelbauer Schmidt zu Rostock 783 Reichstaler gezahlt. Der Orgelbauer Schmidt erhielt vom Klosteramt die nötigen freien Fuhren, um sein ganzes Orgel-Werk zur Klosterkirche fahren zu können, und es dort ohne Fehler aufzustellen. Schmidt versprach auch, in den nachfolgenden drei Jahren so oft es nötig sein sollte und es Mängel an der Orgel geben sollte, nach Dobbertin zu kommen. Der Zimmerermeister Seydell fertigte das Gestell, die Unterkonstruktion für die Orgel. Der Bildhauer Johann Andreas Klinckmann lieferte aus Rostock das Orgelgehäuse mit dem verzierten Laubwerk.
Dass es sich bei diesem Orgelneubau um ein gelungenes Werk handelte, vermerkte der Goldberger Pastor Joachim Johann Birkenstädt bei der am 26. Juli 1811 durchgeführten Kirchenvisitation: „Sie ist in einem vorzüglich guten Zustande, hat 2 Claviere und Pedal.“ Das der Orgelbauer regelmäßige Inspektionen durchgeführt hatte, dazu ist 1769 vermerkt: Die Dobbertiner Orgel wird seit 20 Jahren da ich selbige zu der Zeit verfertigt hingebracht habe, noch alle Jahre 2 mal von mir besucht, und durch die oftmaligen Verbesserungen klinget sie anjetzo noch mahl so gut, als sie das erstemahl für gut erkandt und angenommen wurde… 1821 erfolgten Reparaturen durch den Orgelbauer Friedrich Friese II aus Parchim. 1843 wurden nach dem Rechnungsbuch für die Reparatur der Orgel und für Kosten eines Sachverständigen 829,44 Courant ausgegeben. 1849 erhielt der Wirt Sandberg vom Dobbertiner Dorfkrug 10,5 Courant für Quartier und Beköstigung des Orgelbauers Friese II. In diesen Jahren war der Küchenmeister Johann Christoph Friedrich Behrens als Finanzbeamter im Klosteramt auch Organist in der Klosterkirche.
Der ursprüngliche Plan der Klostervorsteher, während der 1854 begonnenen inneren Kirchenrestaurierung die vorhandene Orgel zu reparieren, wofür 1500 Courant veranschlagt wurden, hat sich nach näherer Untersuchung, wenn auch nicht als unausführbar, doch als unzweckmäßig erwiesen. Auch Pastor Wilhelm Wöhler aus Ribnitz, der als erste Autorität Mecklenburgs in Beziehung bei Beurteilungen von Orgeln galt, riet zu einer neuen Orgel.

#### Wappen
Nach einer alten Klosterordnung war bei Eintritt der adligen Töchter in das Damenstift das eigene Wappen und das ihrer Eltern als Allianzwappen in der Klosterkirche zur bleibenden Erinnerung anzubringen. In Dobbertin hatte man die Wappen auf der Nonnenempore in den Schildbögen der drei westlichen Jochen der Südwand über der Gebetsloge und beidseitig des Kanzelaltars an der Westwand aufgereiht. Einst schmückten über 240 farbige Wappen von 84 Adelsgeschlechtern diese fensterlosen Wandflächen. Die überlieferten historischen Fotos zeigen, dass die Wappen vielfach umgesetzt wurden. Die ältesten Wappen aus dem 18. Jahrhundert wurden als Blei-Zinnguss gefertigt und farbig gefasst, zum Teil auch vergoldet oder versilbert. Spätere Wappen wurden in Zinnguss, aus Zink- oder Messingplatten gefertigt. Von den Dobbertiner Wappen konnten auch ohne Werkzeichen und Hinweis auf den Zinngießer 104 Wappen der Werkstatt Commentz in Güstrow zugeordnet werden. Auch die Schrift ist exakt, die Namen und Daten wurden durch den Graveur A. Runge eingraviert. Die Inschriften sind eingraviert oder aufgemalt. Als Zinngießer sind Peter Christian Commentz ab 1794 und Fritz Commentz belegt.
Im Spätherbst 1749 ließ der Klosterhauptmann Jobst Hinrich von Bülow durch den Rostocker Fassmaler Ezechiel Bromann die Bildwappen der hier wohnenden Klosterfräuleins in den Brüstungsfeldern der einzelnen Logen aufmalen. An der südlichen Gebetsloge befinden sich 14 Wappendarstellungen. Von rechts nach links sind die Wappen Bessel als erste bürgerliche Konventualin, Catharina Sophia von Peddersdorff, F. M. von Stralendorff, Caritas von Bülow, E. D. von Oldenburg, Anna Friderica von Bülow, Sophia Charlotte von Oldenburg, Charlotte Sophia von der Lühe, M. D. von Rieben, Magdalene von Plessen, Elenora von Behr zu sehen. An der nördlichen Gebetsloge befinden sich von rechts nach links 16 Wappen von Dorothea von Winterfeldt, Eva Dorothea von Weltzien, C. A. von der Lühe, E. A. von Bülow, A. A. I. von Wangelin, A. E. von Preen, A. M. S. von Lützow, V. B. von Bülow, A. M. von Zeppelin, B. von Lützow, E. D. von Zülow.
Nach dem Abzug der russischen Besatzungssoldaten 1947 und weiteren Plünderungen fehlten sämtliche Wappen der untersten drei Reihen. 1989 konnten noch 153 farbige Metallwappen mit 231 Wappenschildern von 75 adligen Familien, deren Töchter von 1774 bis 1933 im Damenstift lebten, gesichert werden.
2019 und 2020 wurden alle Wappenschilder aus Eichenholz und die 153 noch erhaltenen Wappen restauriert. Sie wurden auf den gedrechselten Stangen an der Westwand und an drei Jochen der Südwand aufgehängt. Die jetzige Hängung orientiert sich nach den letzten historischen Fotos. Zwei weitere Wappen der Konventualinnen von Rohr und von Quitzow befinden sich in einer Ausstellungsvitrine im westlichen Klausurflügel.
Nach Abschluss aller Restaurierungsarbeiten auf der Nonnenempore fand am 31. Oktober 2021 die Weihe statt.

## Heutige Kirchengemeinde
Seit dem 1. Juli 1996 ist die Kirchengemeinde Dobbertin mit der Kirchengemeinde Goldberg verbunden. Die Pfarrstelle Dobbertin wurde zur ruhenden Pfarrstelle erklärt. Am 1. Januar 2010 vereinigte sich Dobbertin mit Goldberg zur Kirchengemeinde Goldberg-Dobbertin.
Zur Evangelisch-Lutherischen Kirchengemeinde Goldberg-Dobbertin gehören die Orte Alt Schwinz, Dobbertin mit Klosterkirche, Dobbin, Goldberg mit Stadtkirche, Hof Hagen, Jellen, Kläden, Kleesten, Lüschow, Medow, Neu Schwinz, Neuhof, Spendin und Steinbeck.

## Pastoren
Namen und Jahreszahlen bezeichnen die nachweisbare Erwähnung als Pastor. Er war auch der Seelsorger des Konvents im Damenstift.
- 1570–1578 Joachim Krüger/Joachimus Krögerus[301][302][303]
- 1582–1607 Peter Röbelmann[304]
- 1608–1638 Enoch Zander/Sander aus Bützow[305]
- 1638–1672 Petrus Zander, mit 19 Jahren wohl jüngster Pastor in Mecklenburg, mit 22 Jahren bei Königin Christina (Schweden) in Klosterangelegenheiten. Durch die Pest 1639–1645 in Lohmen.[306][307]
- 1672–1674 Pfarrstelle vakant, Vertretung durch Kaplan Lukow, Johannes Köster ohne Studium, Johannes Molli als Propst der Stadtkirche Goldberg
- 1673–1676 Magnus Elvers, Magister aus Rostock[308][309]
- 1677–1703 Martin Huth aus Müncheberg in der Mark Brandenburg, 1691–1703 Präpositus[310][311]
- 1704–1737 Casper Wilhelm Heerder aus Westfalen[312][313]
- 1738–1742 Carl Christian Behm, Magister aus Stettin, durch Wahlbetrug ins Pfarramt gelangt[314][315][316]
- 1742–1757 Christian Hintzmann aus Schwerin[317][318][319]
- erwähnt 1751 Bet- und Beichtvater Christoph Kalbom im Armenhaus[320]
- 1757–1758 Pfarrstelle vacant[321]
- 1758–1796 Gotthard Georg Studemund aus Lübz[322]
- 1797–1811 Samuel Dietrich Hoppe aus Pritzwalk, vorher Hilfsprediger in Lübz
- 1812–1838 Friedrich Heinrich Birkenstädt aus Granzin bei Lübz[323]
- 1837–1847 Gustav Johann Friedrich Owstien, ab 1832 Privatlehrer in Goldberg[324]
- 1838–1855 (Christian) Heinrich Mahn aus Rostock, 1836 Prädikant in Dobbertin[325]
- 1856–1895 (Martin Johann Carl) Friedrich Pleßmann aus Ludwigslust, 1853 Lehrer an der Knabenvorbereitungsschule in Schwerin[326][327]
- 1895–1900 Friedrich Wilhelm Johannes Burchard aus Gischow, vorher Rektor in Grabow (Elde)[328]
- 1899–1901 Gottlieb Ludwig Julius Carl Lehnhardt war Hilfsprediger, vorher Lehrer an der Privatknabenschule in Malchow[329]
- 1901–1931 Karl Weinreben aus Kirch Jesar, vorher Rektor in Ribnitz[330]
- 1931–1933 Ulrich (Martin August Max Johannes) Schliemann aus Ruchow, wurde im Oktober 1933 entlassen und ging nach Florianópolis in Brasilien[331]
- 1933–1944 Martin (Carl August Friedrich) Romberg.[332] Gefallen am 23. Februar 1945 in Posen, kam aus der Dorfkirche Kirch Kogel.
- 1944–1945 Carl Köhler, Flüchtlingspfarrer aus Köln, erhielt als Mitglied der NSDAP nach Kriegsende Predigerverbot[333]
- 1944–1985 Kurt-Vollrath (Carl Alwin Ernst Anton) Peters, 1942 Hilfsprediger in Hamburg, 1944 Hilfsprediger in Dobbertin, nach Kriegsgefangenschaft am 11. August 1946 erste Predigt als Pastor in Dobbertin[334][335]
- 1986–1989 Christoph Kleemann wurde 1989 nach Verfahren vor dem Rechtshof in Greifswald 1988 beurlaubt und in den Wartestand versetzt, 1990–1994 Bürgerschaftspräsident in Rostock, 1999–2009 Leiter der BStU-Außenstelle in Rostock.
- 1990–1994 Ulrich Palmer, danach Pfarre in der Dorfkirche Hohen Sprenz.
- 1993–1998 Dieter Döring aus Hamburg, Pfarrstelle kirchlicher Aufgaben für die Leitung der diakonische Einrichtung im Kloster Dobbertin[336]
- 1994–1999 Gerhard Voß von Goldberg aus[337]
- 1997–2012 Astrid Lüth, danach Stadtkirche Tessin[338][339]
- 2012–2013 Michael Timm von Goldberg aus, Kornelius Taetow von der Dorfkirche Mestlin aus.
- 2013 aktuell Christian Hasenpusch von Goldberg aus

### Historische Quellen
- Mecklenburgisches Urkundenbuch (MUB)
- Mecklenburgische Jahrbücher (MJB)

### Ungedruckte Quellen
- Landeshauptarchiv Schwerin (LHAS)

- LHAS 1.5-4/3 Urkunden Kloster Dobbertin.
- LHAS 2.12-3/2 Klöster und Ritterorden, Kloster Dobbertin.
- LHAS 2.12-3/4 Kirchen und Schulen.
- LHAS 2.12-3/5 Kirchenvisitationen.
- LHAS 3.1-3/2 Landeskloster/Klosteramt Dobbertin.
- LHAS 3.2-4 Ritterschaftliche Brandversicherungsgesellschaft.
- LHAS 5.11-2 Landtagsversammlungen, Landtagsverhandlungen, Landtagsprotokolle, Landtagsausschuß.
- LHAS 5.12-4/1 Ministerium für Landwirtschaft, Domänen und Forsten.
- LHAS 5.12-5/1 Ministerium für Finanzen. Hochbau Amt Parchim, 1849–1945.
- LHAS 5.12-5/10 Zentralbauverwaltung. Verwaltung Staatsbauten.
- LHAS 5.12-5/11 Staatsbaudistrikt Schwerin.
- LHAS 5.12-7/1 Mecklenburg-Schwerinsches Ministerium für Unterricht, Kunst, geistliche und Medizinalangelegenheiten.
- LHAS 5.12-9/5 Landratsamt Parchim.
- LHAS 10.09-L/6 Personennachlass Lisch, Friedrich (1801–1883). Nr. 193 Restaurierung der Kirche in Dobbertin 1854–1858.
- LHAS 12.3-1 Hochbauamt. Großherzogliche Vermögensverwaltung, Bauabteilung.

Landeskirchliches Archiv Schwerin (LKAS)
- LKAS, OKR Schwerin, Specialia, Dobbertin, Abt. 1. Nr. 005, 006 Prediger 1792–1998.
- LKAS, OKR Schwerin, Specialia, Dobbertin, Abt. 1. Nr. 008, 009 Organisten und Küster 1825–1993.
- LKAS, OKR Schwerin, Specialia, Dobbertin, Abt. 1. Nr. 019 Beerdigungsgebühren der Kirchenprediger und Grablegate der Konventualinnen.
- LKAS, OKR Schwerin, Specialia, Dobbertin, Personalia und Examina.
- LKAS, OKR Schwerin, Dobbertin, Geistliche Bauten Band 1–3, 1830–2001.
- LKAS, OKR Schwerin, Dobbertin, Bauten.
- LKAS, OKR Schwerin, Dobbertin, Bauzeichnungen und Pläne kirchlicher Gebäude, Nr. 048 Lageplan der Klosteranlage 1947 (Pergament) von Lorenz.
- LKAS, OKR Schwerin, Dobbertin, Klosterkirche 1965–1996.
- LKAS, OKR Schwerin, Kirchhof 1881–1996.
- LKAS, OKR Schwerin, Generalia Glocken und Orgeln.

Pfarrarchiv Goldberg-Dobbertin.
- Chronik der Kirchgemeinde Dobbertin 1945–2010.
- Akten der Dobbertiner Kirchgemeinde.

Landesamt für Kultur und Denkmalpflege (LAKD)
- Baudenkmalpflege, Ortsakte Klosterkirche Dobbertin, Bauhistorische Berichte.
- Archäologie, Ortsaktenarchiv Dobbertin, Grabungsdokumentationen.

Landkreis Parchim
- Kreisarchiv Parchim, Nr. 8000 Kirchenfragen, Dobbertiner Konferenzen 1967–1987.

Universitätsbibliothek Rostock (UBR)
- Abteilung Sondersammlung. Leichenpredigten, Mecklenburgische Reimchronik.

Stadtarchiv Ribnitz-Damgarten
- Bestand Kloster Ribnitz, Nr. 44 D, Kloster Dobbertin 1612–1871.

Dänisches Reichsarchiv.
- Mecklenburgica, Stiftsarkiv Kloster Dobbertin.